# Perledo
(Paride Cattaneo della Torre. Opera: Descritione della Valsassina, in Manoscritto, Archivio Pietro Pensa, Esino Lario, 1571.)
Perledo (Perlée in dialetto comasco-lecchese, AFI: [perˈleːe], e già Monte di Varenna fino al 1757) è un comune italiano di 843 abitanti della provincia di Lecco in Lombardia. È localizzato sulla sponda orientale del Lago di Como. Il nucleo abitato di Perledo dista circa 3 km da Varenna.

## Geografia fisica
La quota altimetrica dell'intero territorio varia da 199 a 1350 m s.l.m.
Aree balneabili:
- Il "Lido di Perledo e Varenna", nei pressi della foce del torrente Esino, nel territorio di Perledo
- Il "Lido di Riva di Gittana", vicino al confine con Bellano.

Spiaggia per i cani:
- Nei pressi della frazione Olivedo, all'altezza della prima galleria, in un'area denominata Malpensata, si trova una spiaggia per cani chiamata "Bau Bau Beach", l'unica spiaggia del lago di Como autorizzata per cani anche senza guinzaglio.[6][7]

Monti:

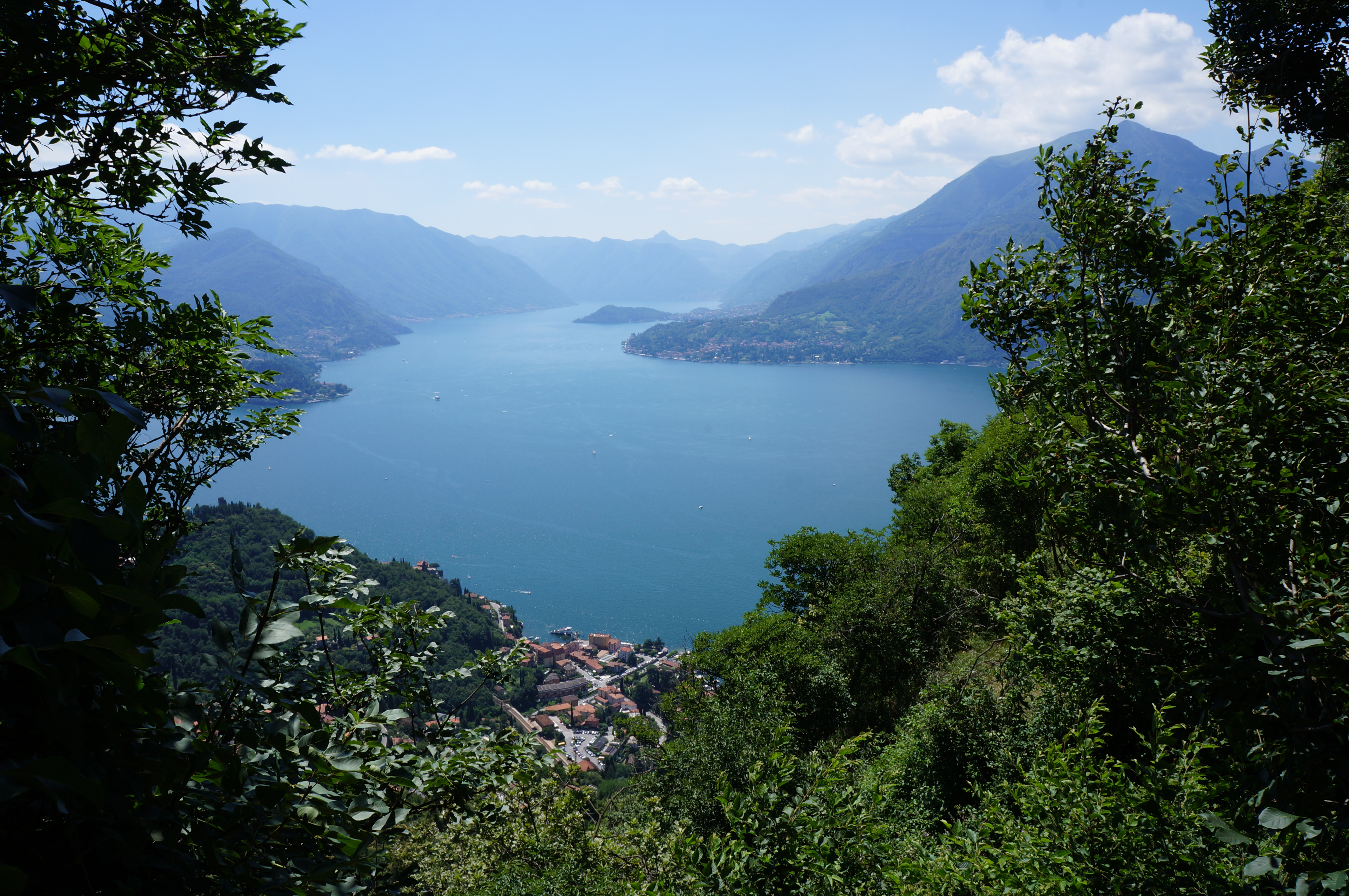
Monte Sant'Ambrogio
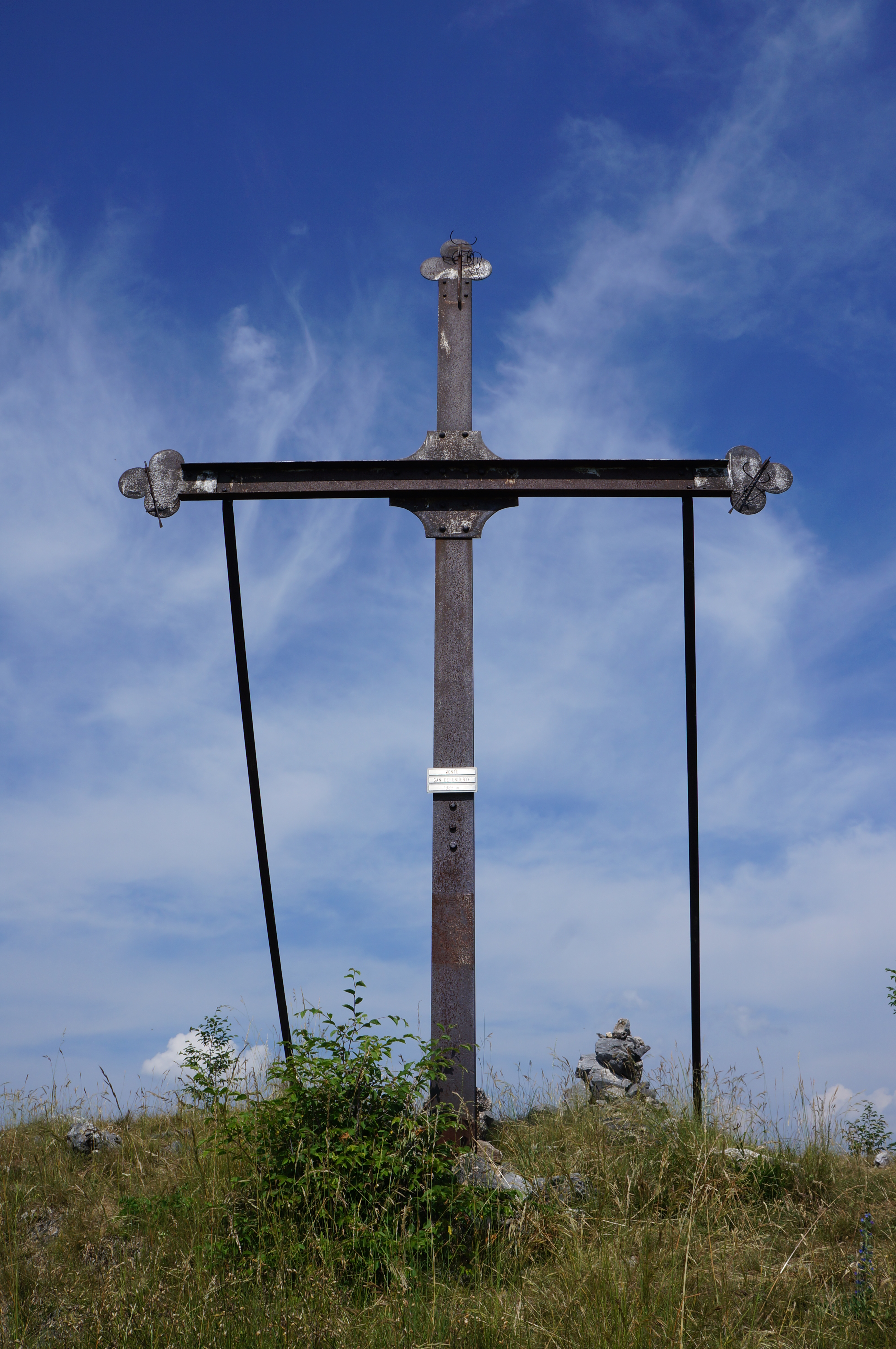
Croce Monte San Defendente
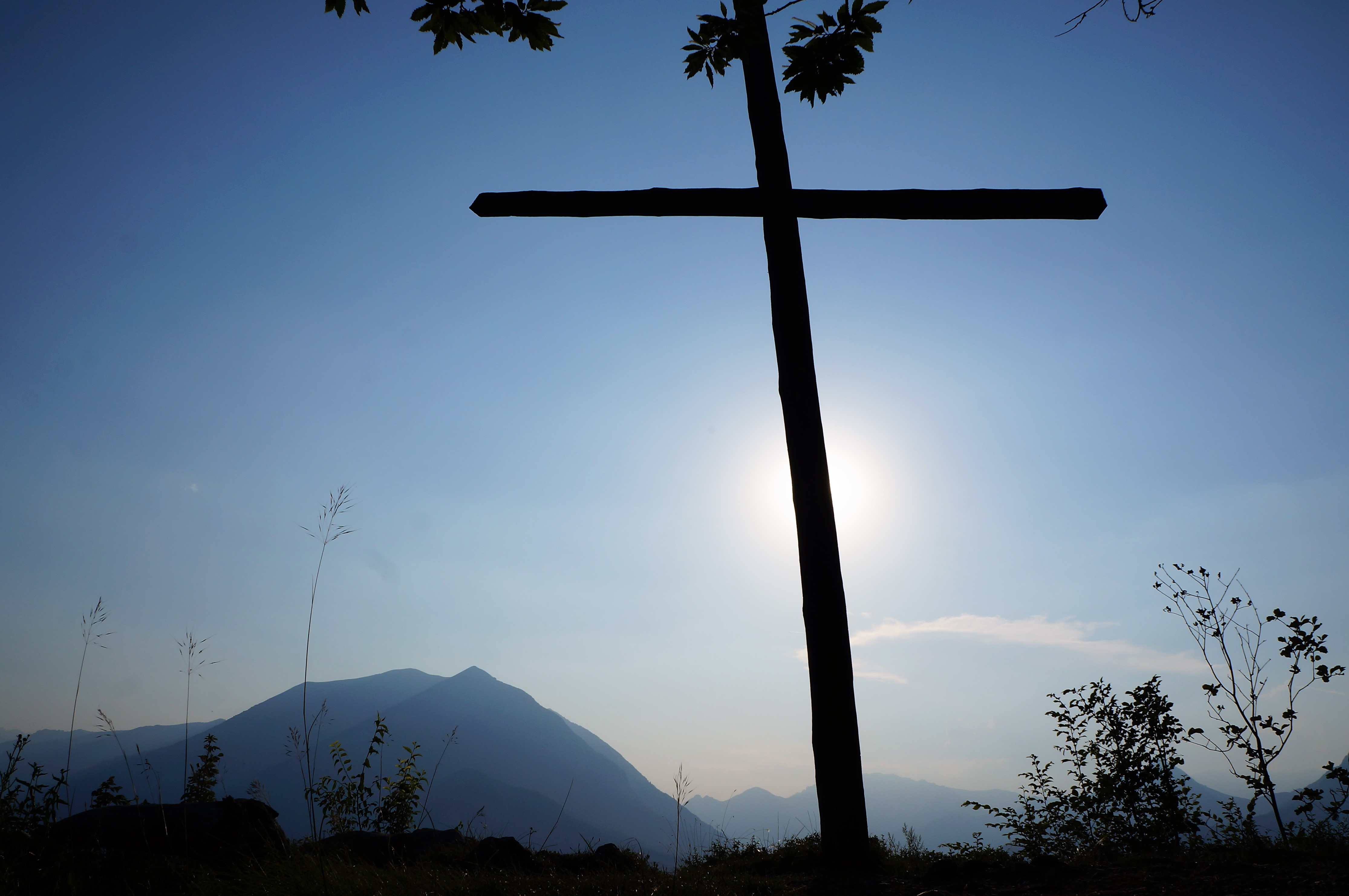
Croce Monte Fopp

- Monte Albiga (900 m s.l.m.)[8]
- Monte San Defendente - Agueglio (1.321 m s.l.m.)
- Monte Sant'Ambrogio - Gisazio
- Monte Fopp - Vezio

Valli e torrenti:
- Val d'Esino in cui scorre il torrente Esino.
- Valle Masna in cui scorre il torrente Masna.

Aree naturali: 
- Parco della Grigna Settentrionale.

Cave: 
- Un tempo era attiva la Cava (Alta e Bassa), nella frazione di Regolo, dove si estraevano blocchi di marmo chiamato il Nero di Varenna - roccia calcarea a grana finissima (micrite), di colore nero intenso e molto compatta; il colore nero è dovuto al fatto che il materiale originario, ricco di resti organici derivanti specialmente da fitoplacton, si è depositato in ambiente subacqueo privo di ossigeno sotto forma di fanghiglia in lenta putrefazione (sapropelite).[9]

Fossili:
Sulla finire dell'800 vennero rinvenuti dei fossili di pesci, da cui il Perleido (gen. Perleidus), un genere di pesce estinto appartenente alla classe degli attinotterigi. Visse tra il Triassico inferiore e il Triassico medio (340 – 325 milioni di anni fa) e i suoi resti si ritrovano in numerose parti del mondo (Europa, Asia orientale, Africa occidentale, Madagascar, Groenlandia e Spitsbergen).

Dal 1984 L'area di Perledo e delle Grigne è oggetto di studi scientifici da parte del Dipartimento di Scienze della Terra “A. Desio”, Università degli Studi di Milano, in relazione ai fossili ritrovati dello Saurichthys.

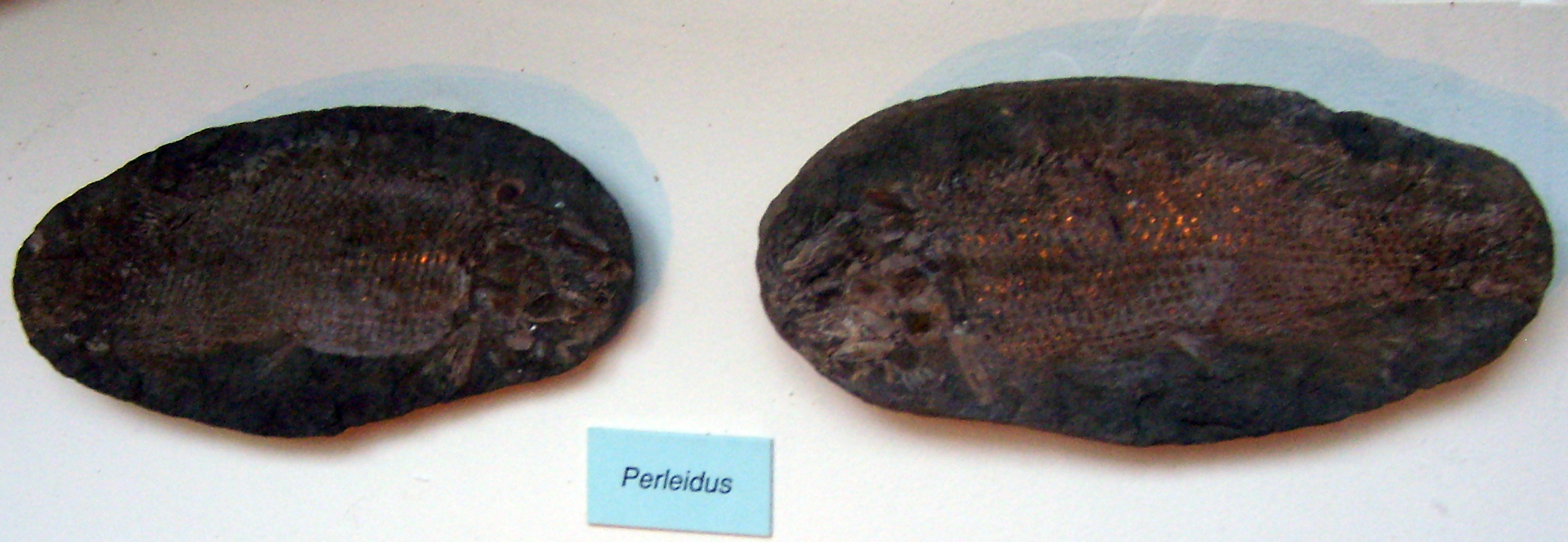
Perleidus slabs
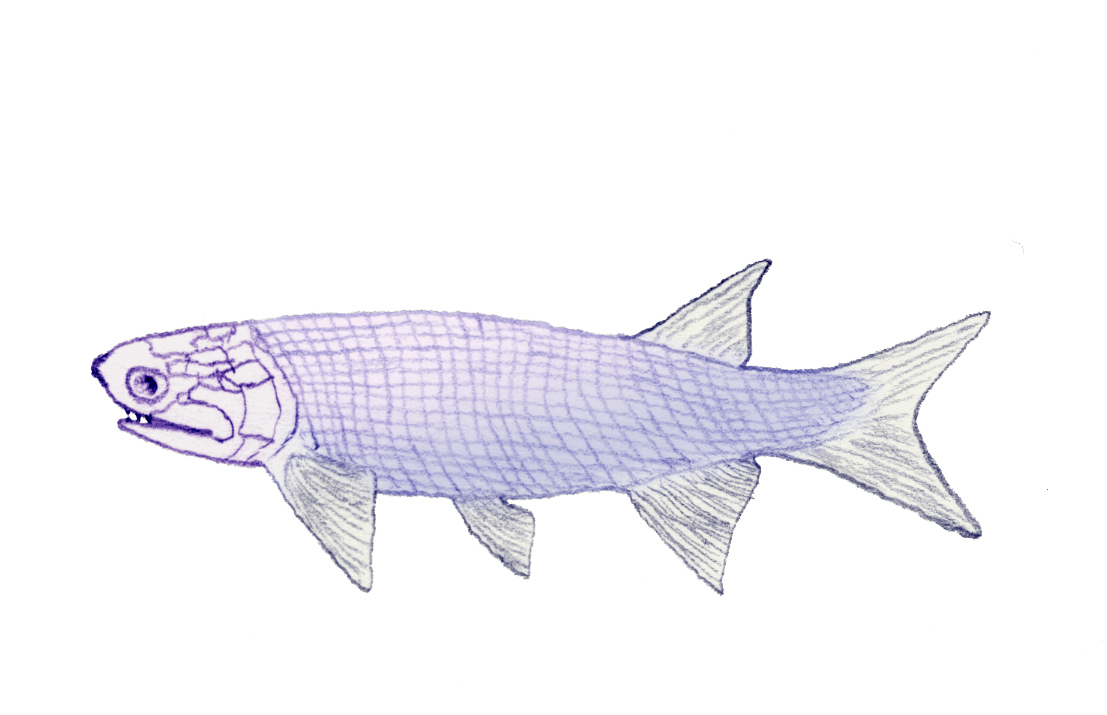
Perleidus altolepis
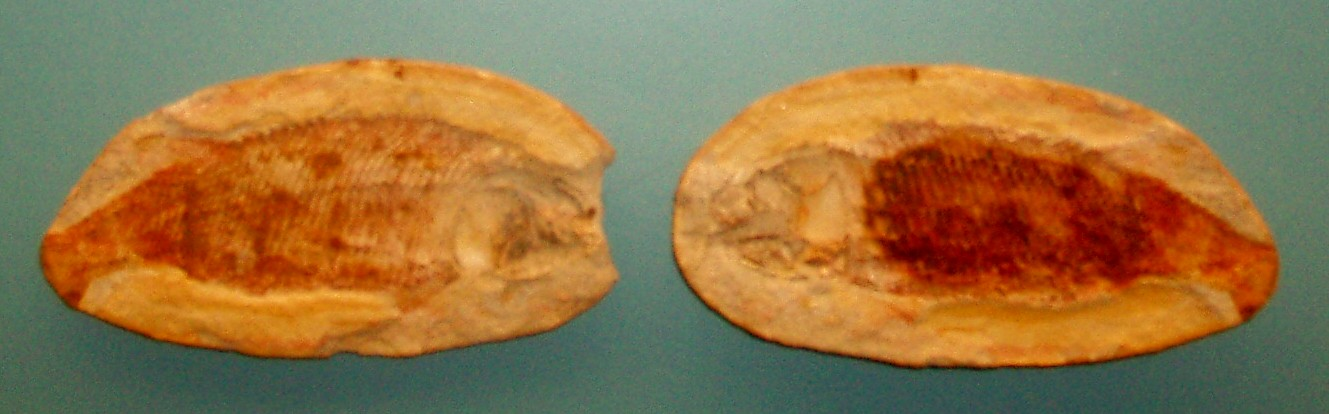
Perleidus piveteaui
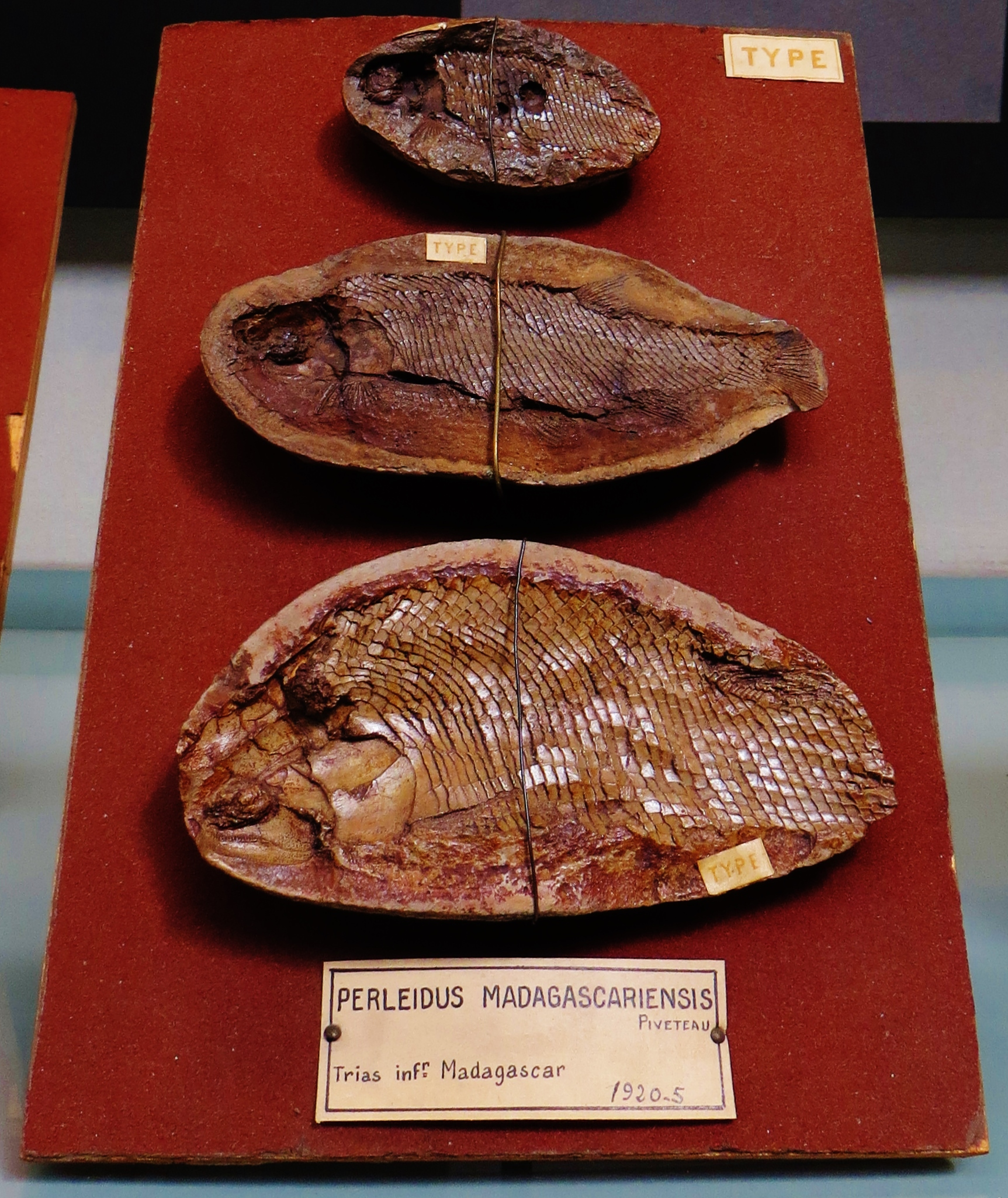
Perleidus madagascariensis
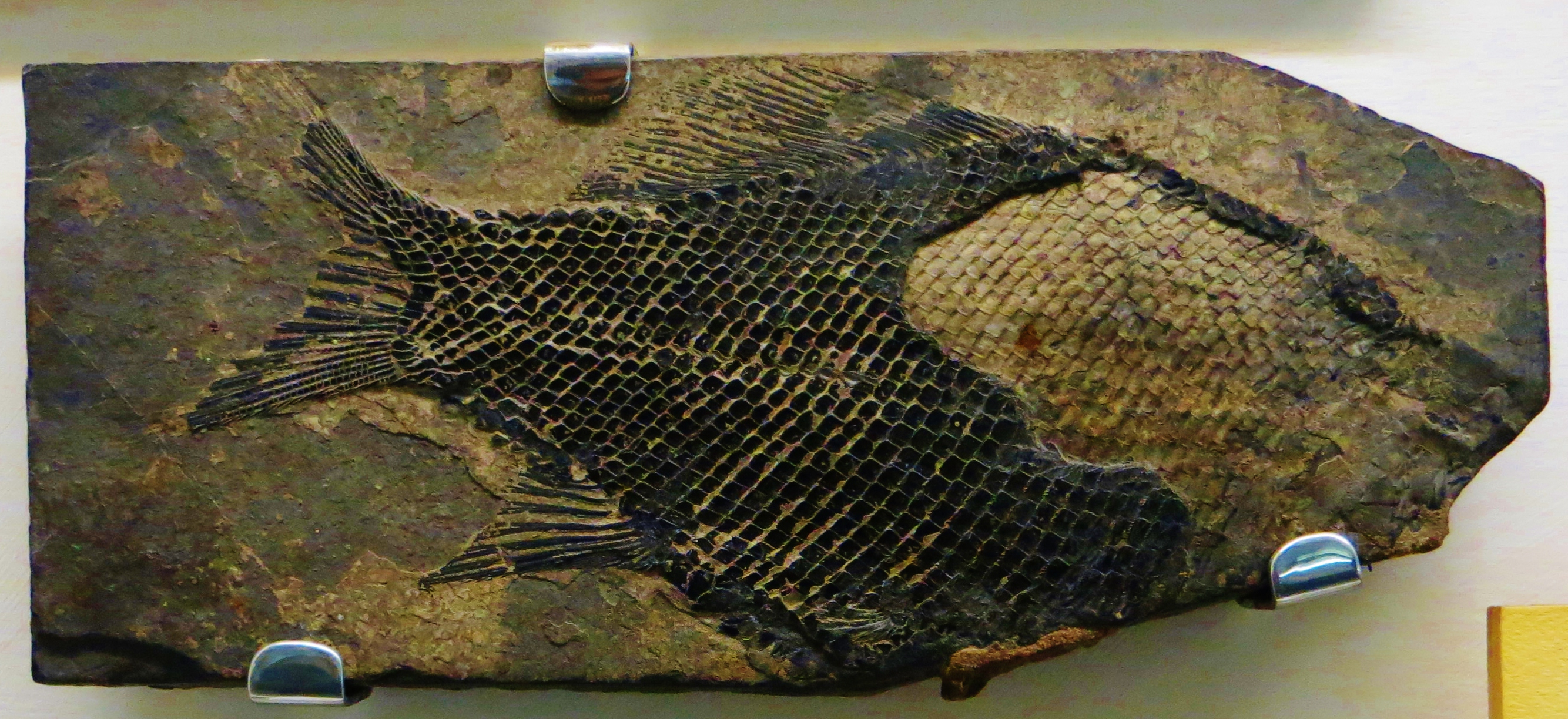
Lapidotes di Perledo Esino

Altri fossili vennero ricondotti ad un altro animale, il Lariosaurus. 

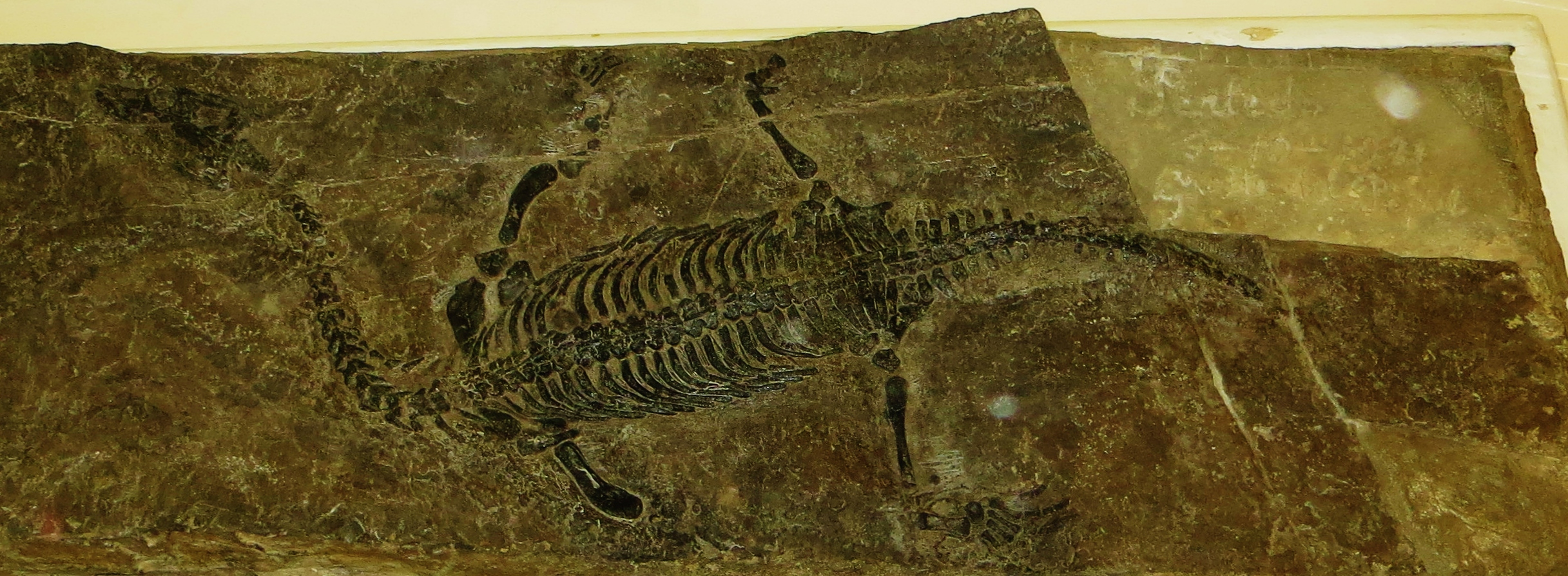
Lariosaurus balsami ritrovato a Perledo.
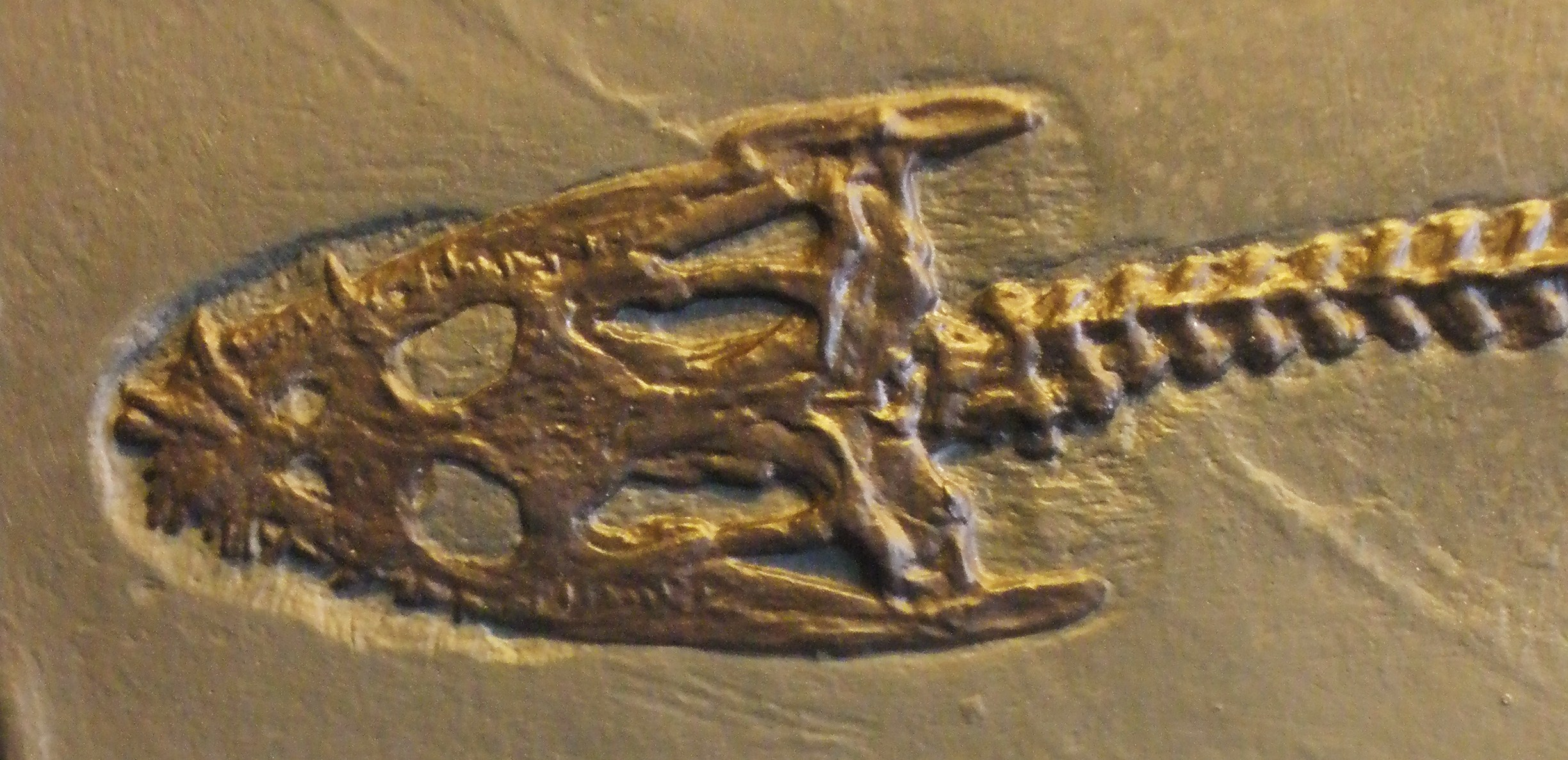
Lariosaurus balsami
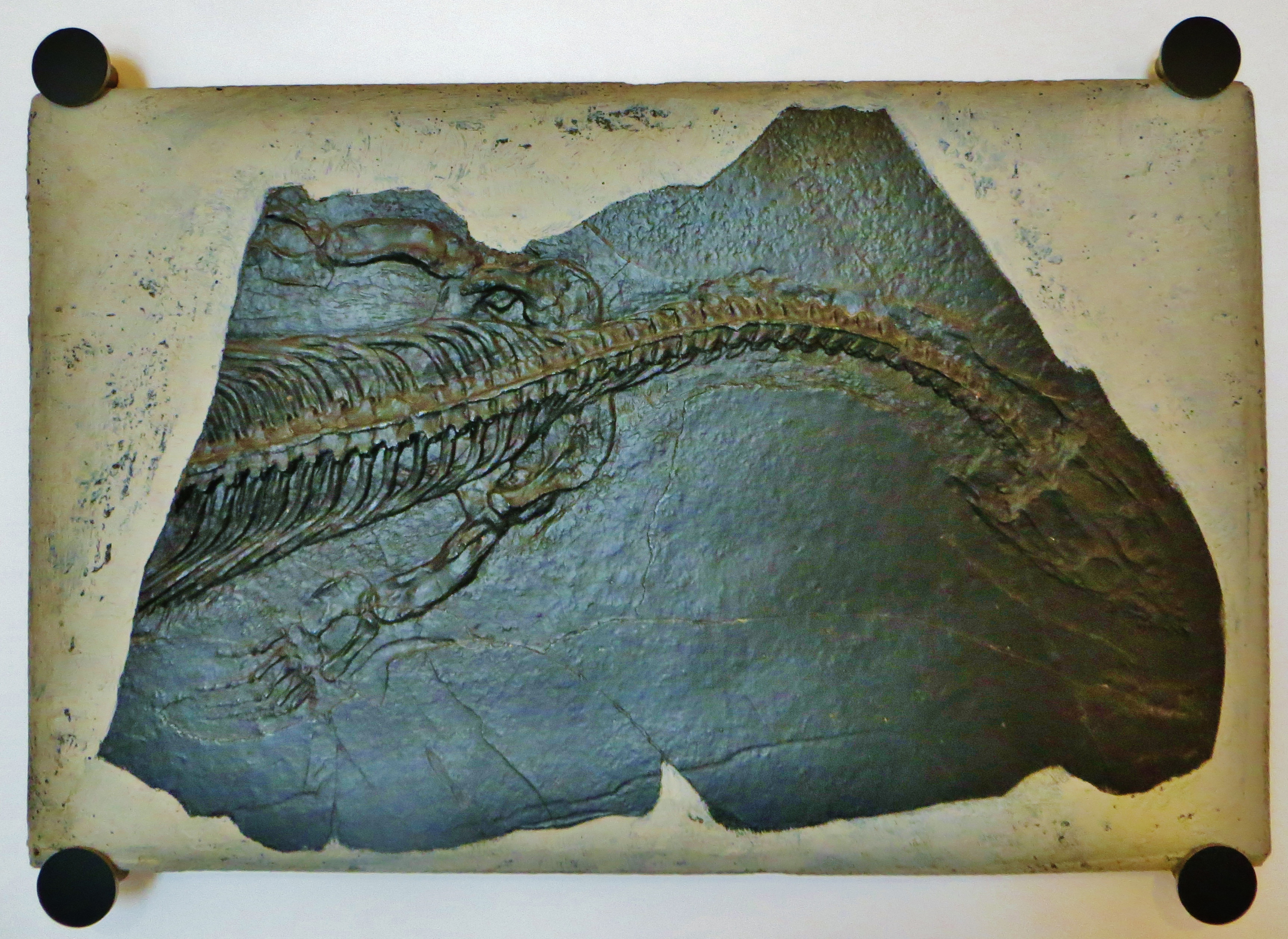
Lariosaurus balsami
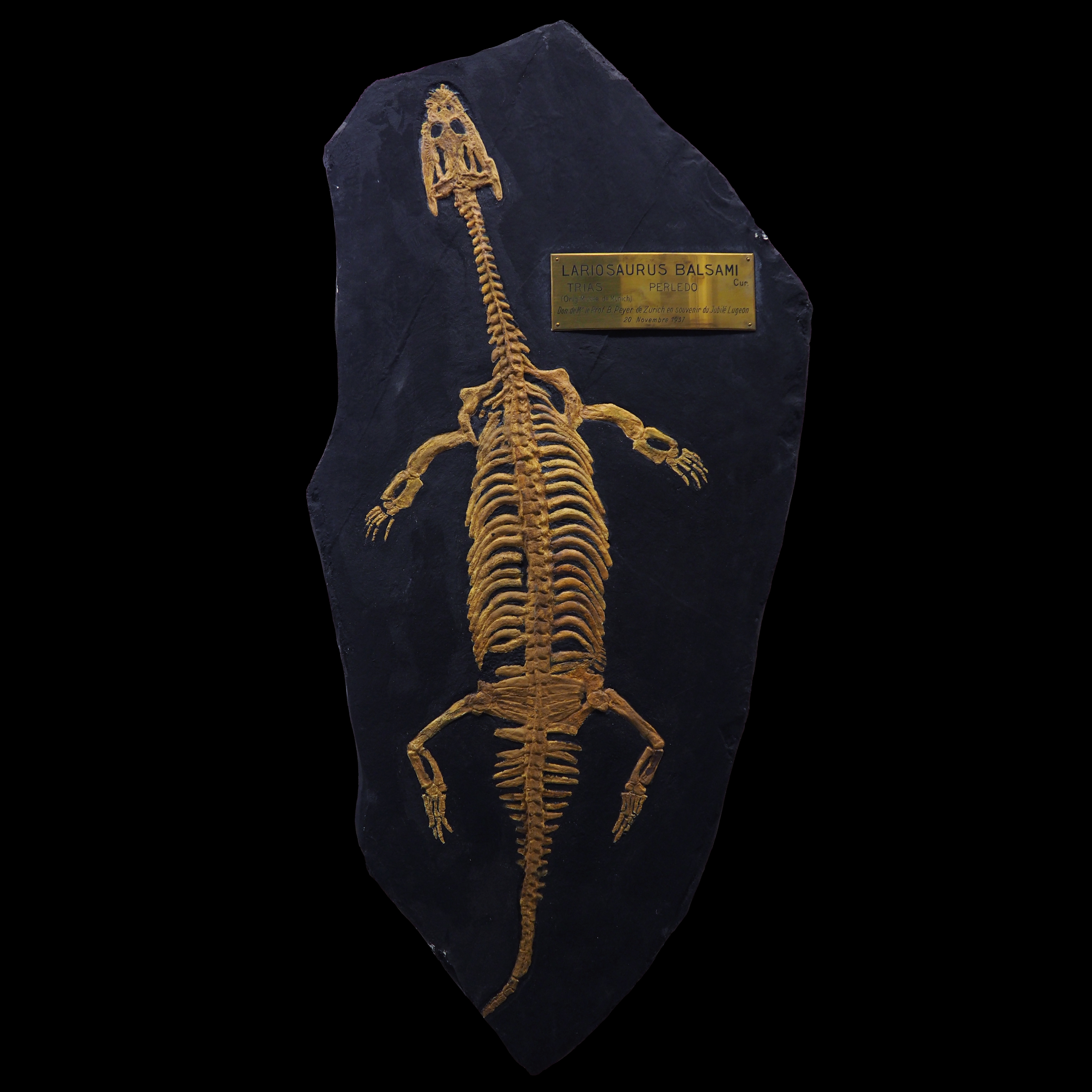
Lariosaurus balsami
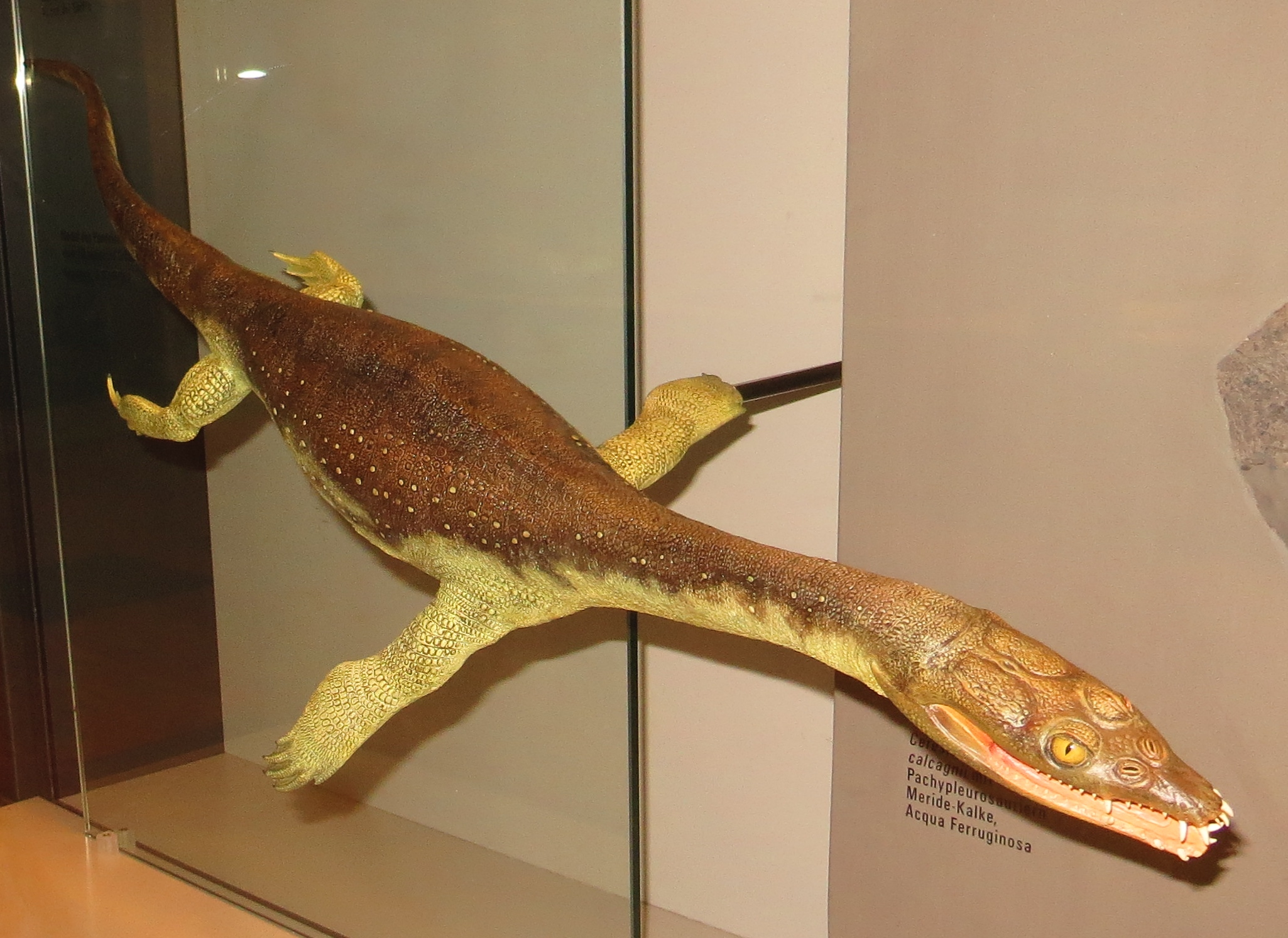
Riproduzione del Lariosaurus balsami

## Origine del nome
Il toponimo Perledo deriverebbe dal termine lombardo perlo, "pero cervino", dal diminutivo pirulus, con l'aggiunta del suffisso -etum. Altra ipotesi, priva tuttavia di evidenze e comunque diffusa a livello popolare, vorrebbe far risalire l'origine della parola a "per l'Eden", cioè "sulla strada per il paradiso", con riferimento all'abitato di Esino Lario.

## Storia

### Prima menzione nel 769 d.C.
Perledo fu originariamente un modesto villaggio, collegato a Varenna, di cui si hanno menzioni nall'anno 769. Nel XII secolo vi fu uno smembramento dell'antica pieve di Varenna, comprendente Perledo, Regoledo, Bologna, Gisazio, Gittana, Regolo, Tondello, Vezio ed Esino, che rimasero legate alla comunità della Valsassina. Nella spartizione del territorio, il castello di Vezio rimase a Varenna.

### Nel 1395 entra a far parte del Ducato di Milano
Il territorio di Perledo, già Monte di Varenna, fu dominio dei Della Torre, poi dei Visconti e nel 1395 divenne parte del Ducato di Milano, rimanendo sotto la giurisdizione del Sacro Romano Impero.

### Età Moderna
Nel 2013 sono state rinvenute due bombe inesplose nei pressi del sito sulla via del monte Sant'Ambrogio, dove ci sono i ruderi di un oratorio dedicato al santo.

#### Simboli
Il gonfalone è un drappo partito di bianco e di azzurro.
Lo stemma e il gonfalone sono stati concessi con decreto del presidente della Repubblica del 29 luglio 1993.
Lo stemma attuale riprende quello antico di Perledo presente nella Raccolta Araldica Vallardi. In precedenza il Comune aveva in uso un emblema con la corona ferrea (o "Corona d'Italia") in riferimento alla leggenda secondo la quale la regina Teodolinda, affascinata dalla belleza del luogo, vi si ritirò in età avanzata, fino alla sua morte.

## Monumenti e luoghi d'interesse

### Architetture religiose
- Chiesa di San Martino, citata come parrocchia già alla fine del XIII secolo e originariamente costruita in stile romanico (probabilmente sul finire XI secolo), il quale sopravvive ancora nella parte inferiore del campanile[20] [21].
- Chiesa di San Giovanni Battista a Regolo, di fondazione antica ma ricostruita nel XVII secolo.[22]
- Chiesa dei Santi apostoli Pietro e Paolo a Tondello
- Chiesa di San Bernardo a Bologna, del 1419 con pala d'altare del 1609 di Giovanni Battista Fumeo (una Madonna col Bambino e i Santi Taddeo e Bernardo che cacciano il demonio).[23] All'interno anche una statua di San Mauro e Sant'Antonio.
- Chiesa di Gittana (oratorio sotto il titolo dell'Annunciazione della Beatissima Vergine Maria e quelli della Natività della Beata Maria Vergine)
- Chiesa di Sant'Antonio abate a Vezio, rifondata nel 1570, conserva un affresco del 1458[24] (un trittico raffigurante una Madonna col Bambino, fra i santi Martino e Antonio[25])
- Oratorio di Santa Lucia a Perledo
- Chiesa di Santa Maria Maddalena a Gisazio del 1596. La pala con la Santa titolare è stata riferita a Giovanni Battista Fumeo.[26]
- Chiesa di San Lorenzo a Regoledo, all'interno una statua di San Fermo ed una pala seicentesca con la Madonna col Bambino di Giovanni Battista Fumeo, pittore di Regoledo.
- Chiesa di Campallo (chiamata anche oratorio della Beata Vergine di Caravaggio e anche Santuario della Madonna di Caravaggio)[27]
- Chiesa di Agueglio (chiamata anche Sacrario degli Alpini)
- Chiesa di Sant'Ambrogio (rudere nella frazione di Bologna)
- Oratorio di Santa Maria Elisabetta a Portone
- Ex oratorio alpestre di Sant'Eustachio al Monte di Albiga
- Cappella della Madonna di Lourdes annessa all'Asilo Milena e Donato Greppi
- Santuario della Beata Vergine delle Grazie (Gittana)[28]

#### Cimiteri
- Cimitero di Perledo (frazione Tondello)
- Cimitero di Gittana (frazione Gittana)
- Cimitero di Vezio (frazione di Vezio)[29]
- Ossario annesso alla Chiesa di Perledo

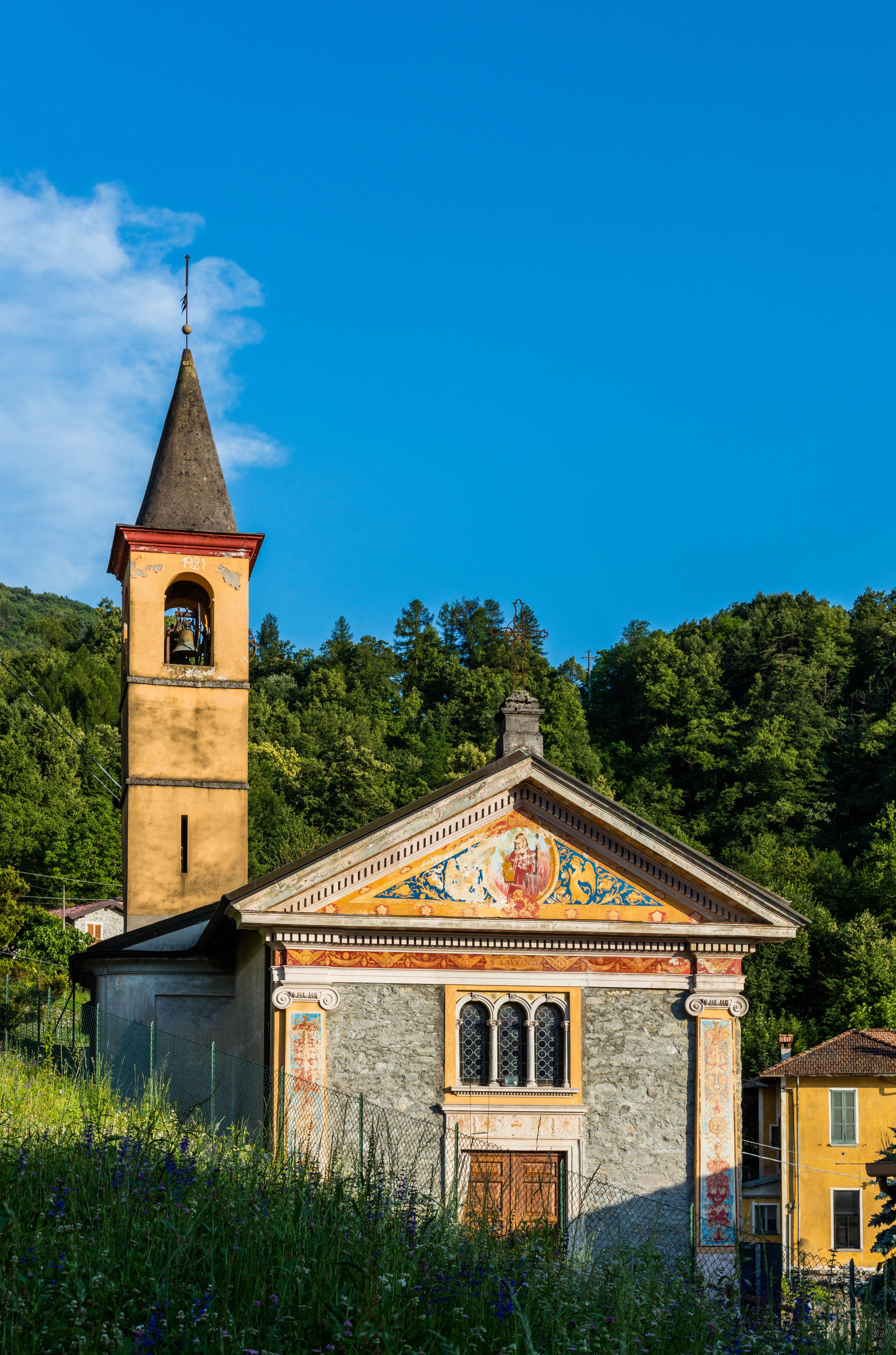
Chiesa di Regoledo
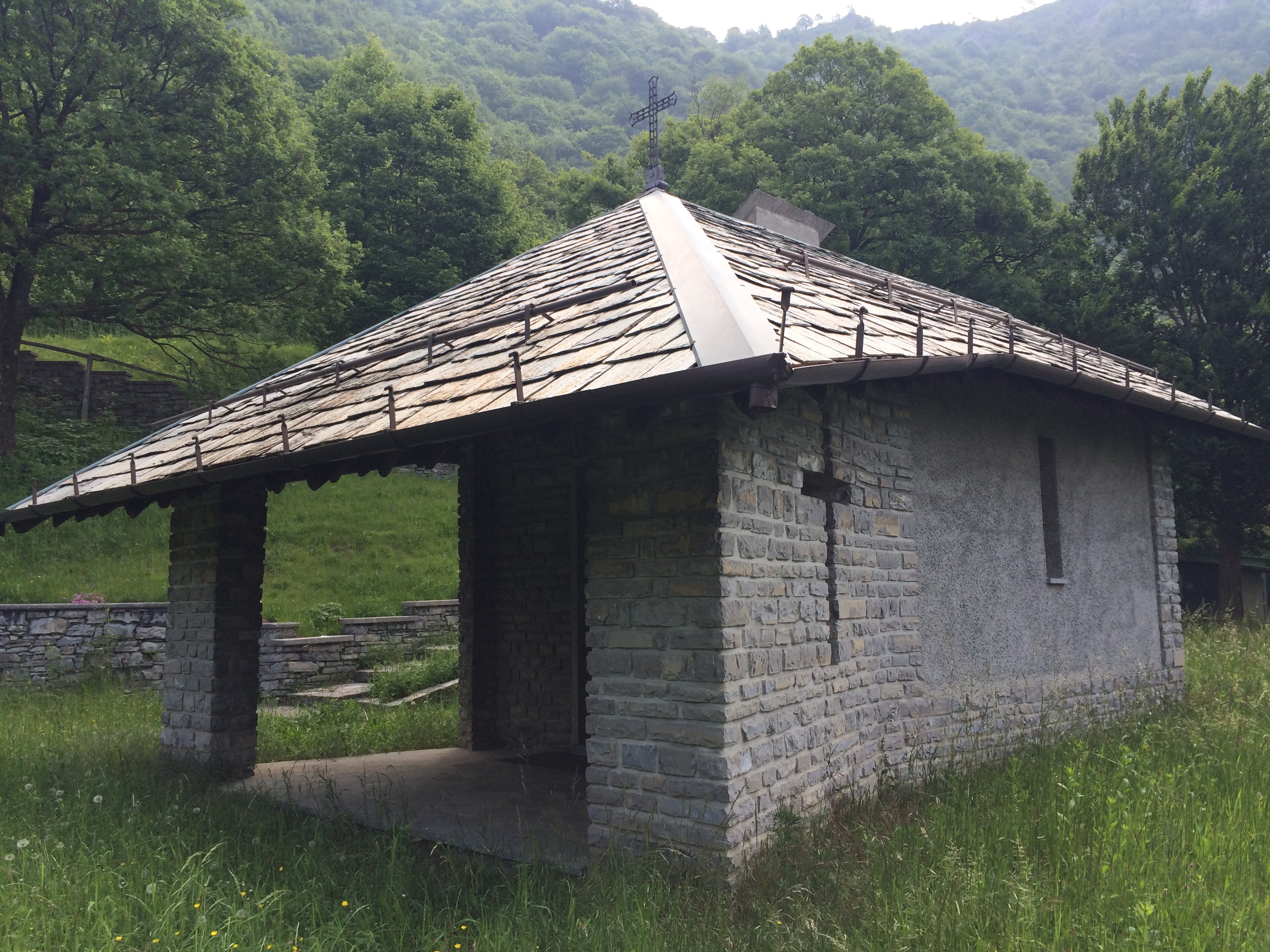
Chiesa di Agueglio
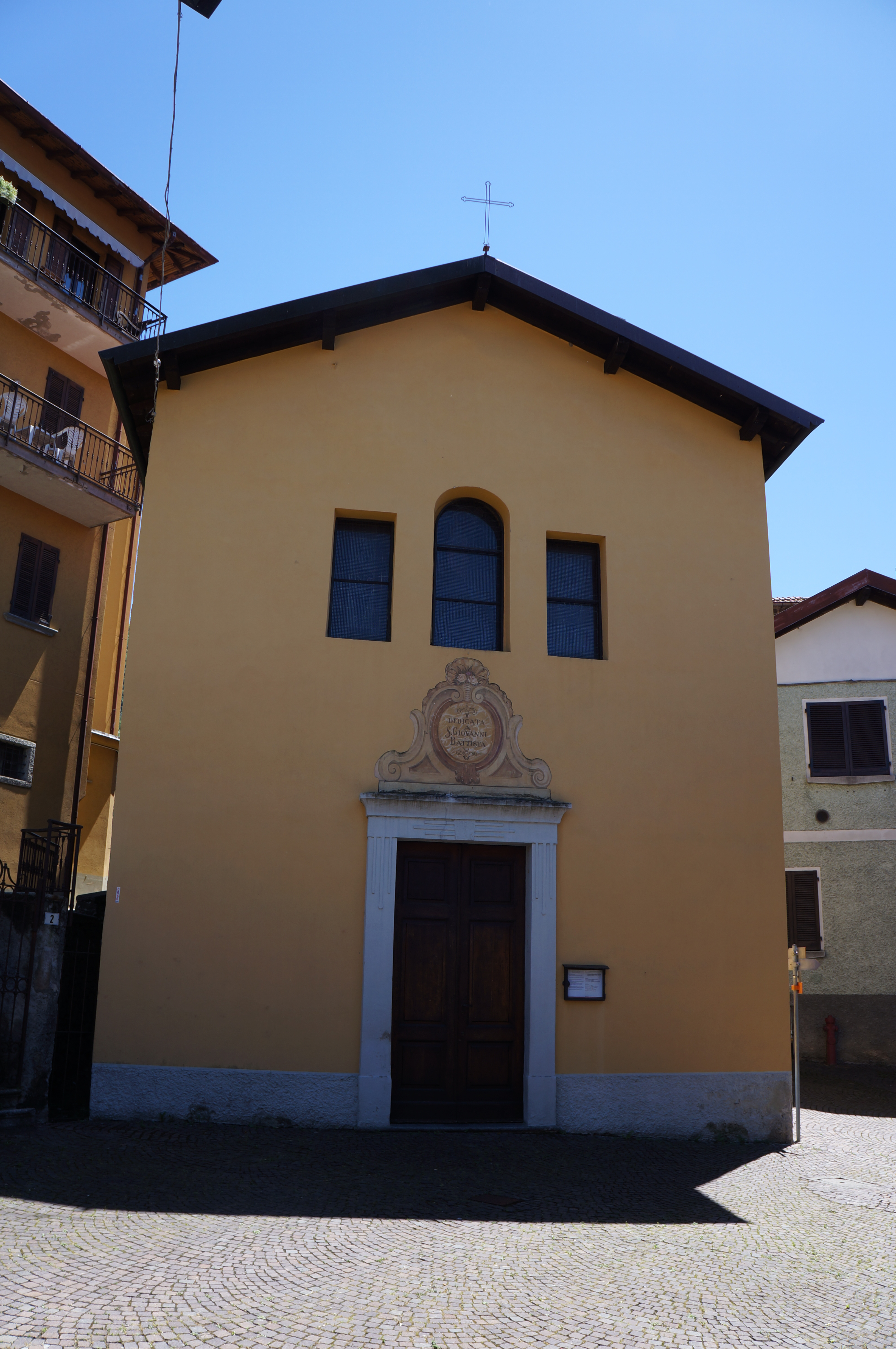
Chiesa di Regolo
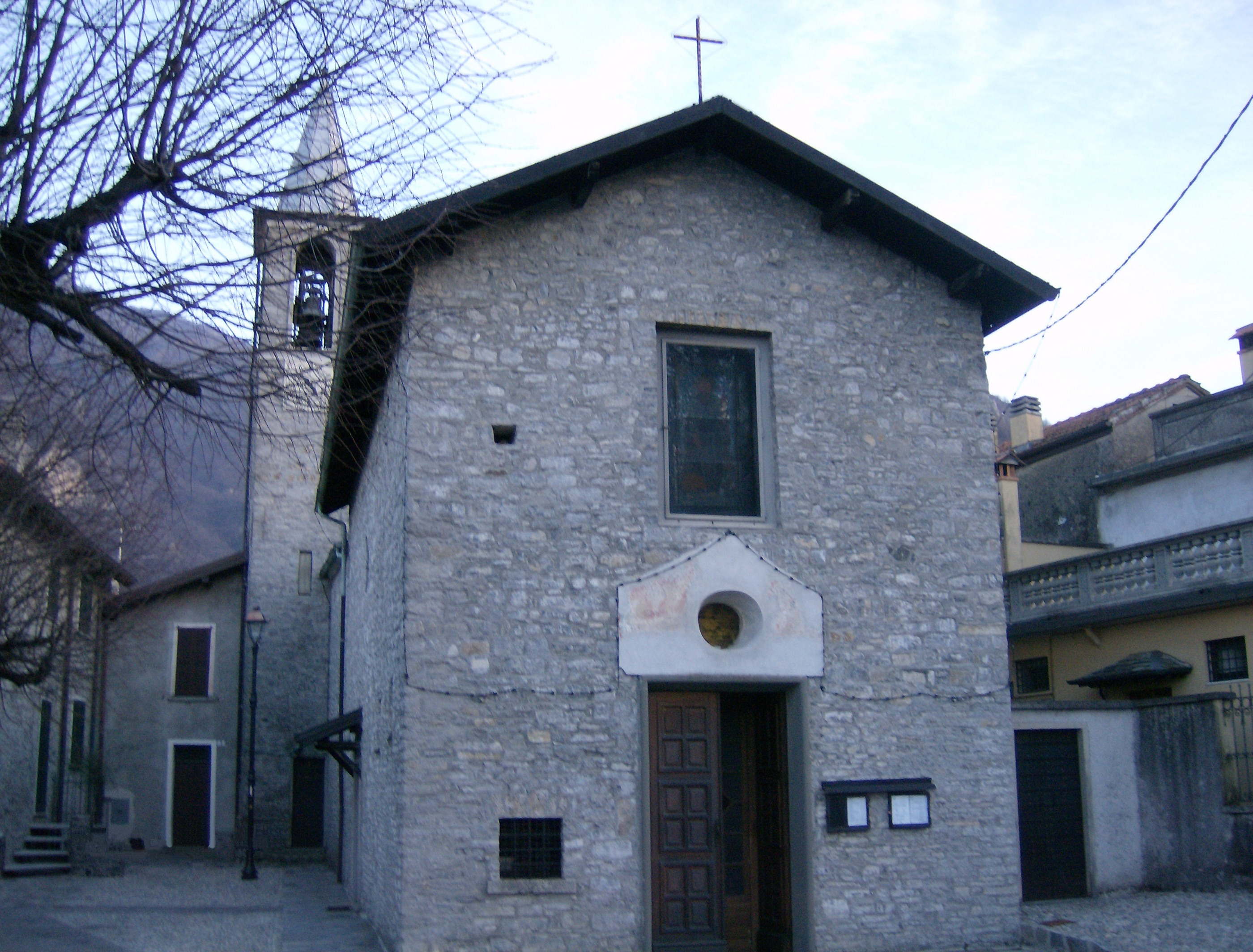
Chiesa di Vezio
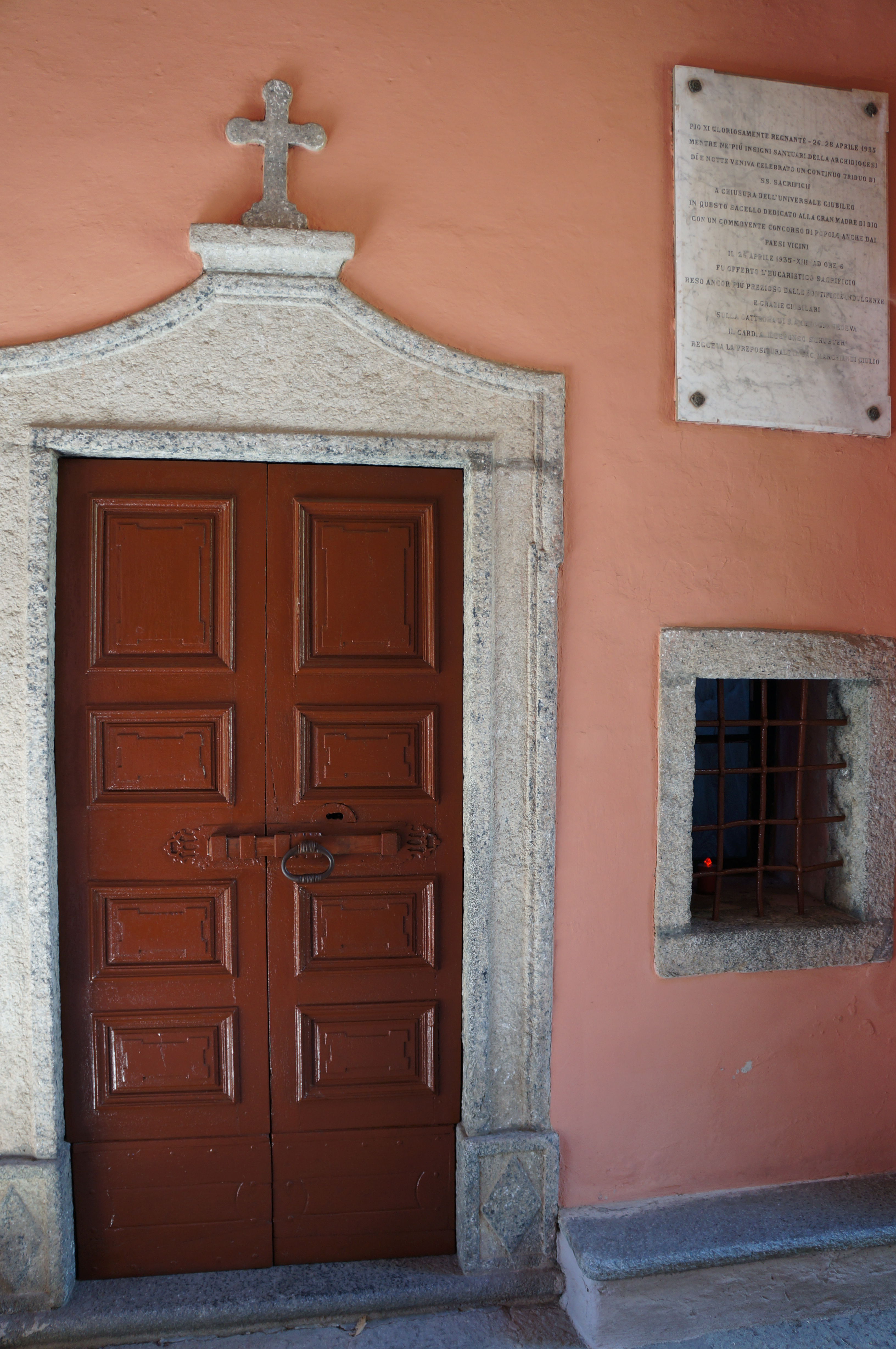
Chiesa di Campallo
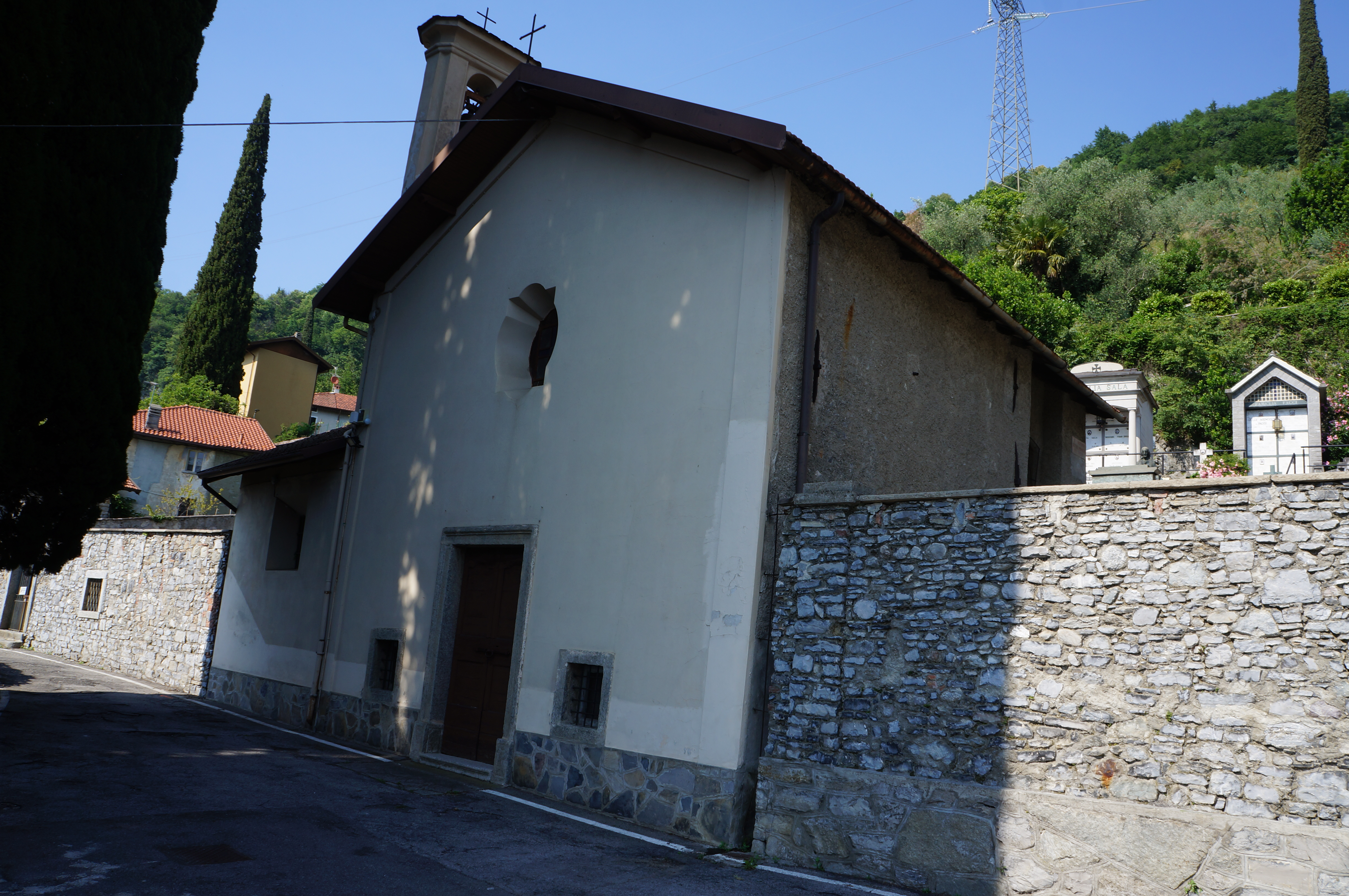
Chiesa di Tondello
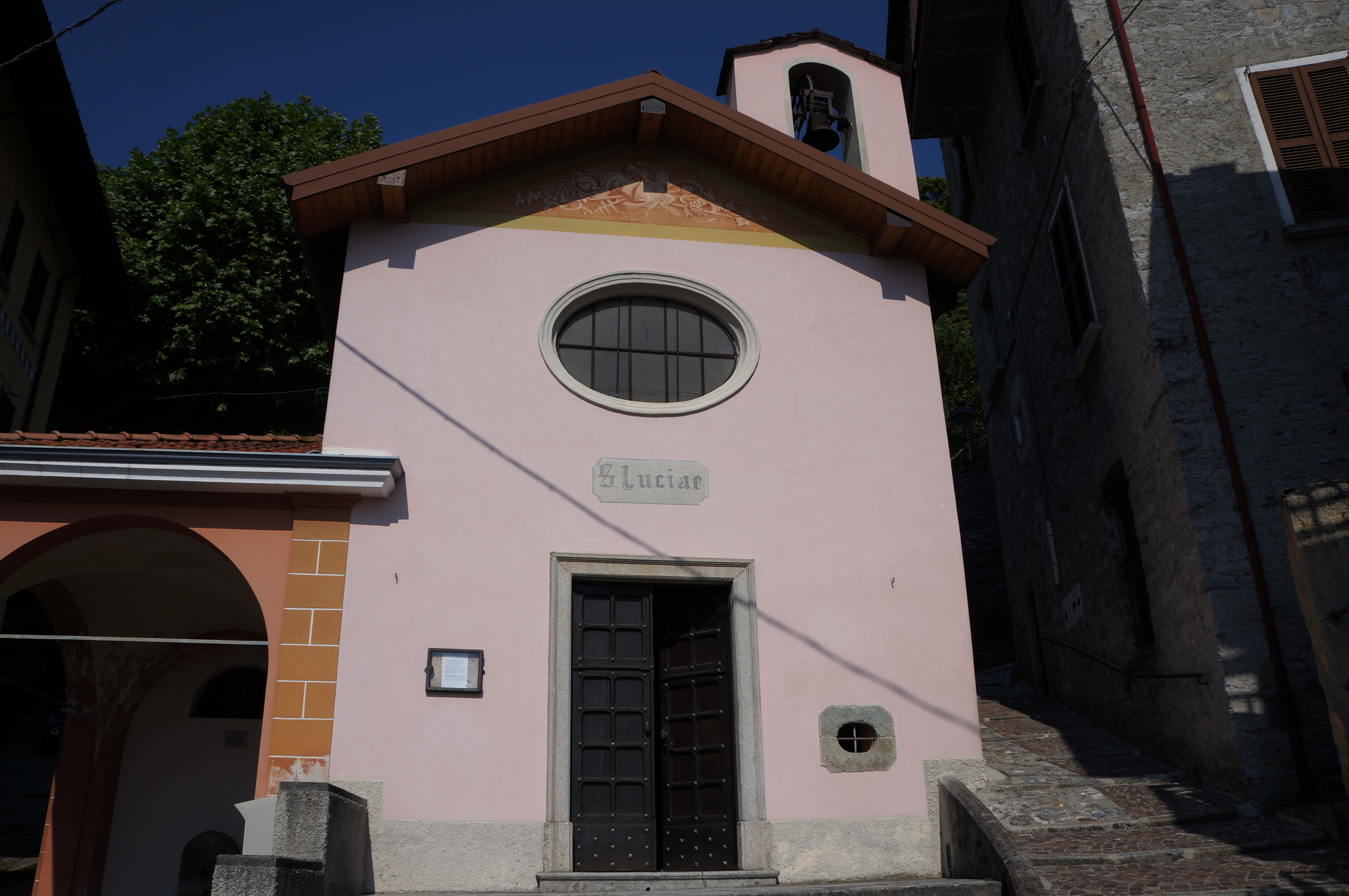
Chiesa di Santa Lucia (Perledo)
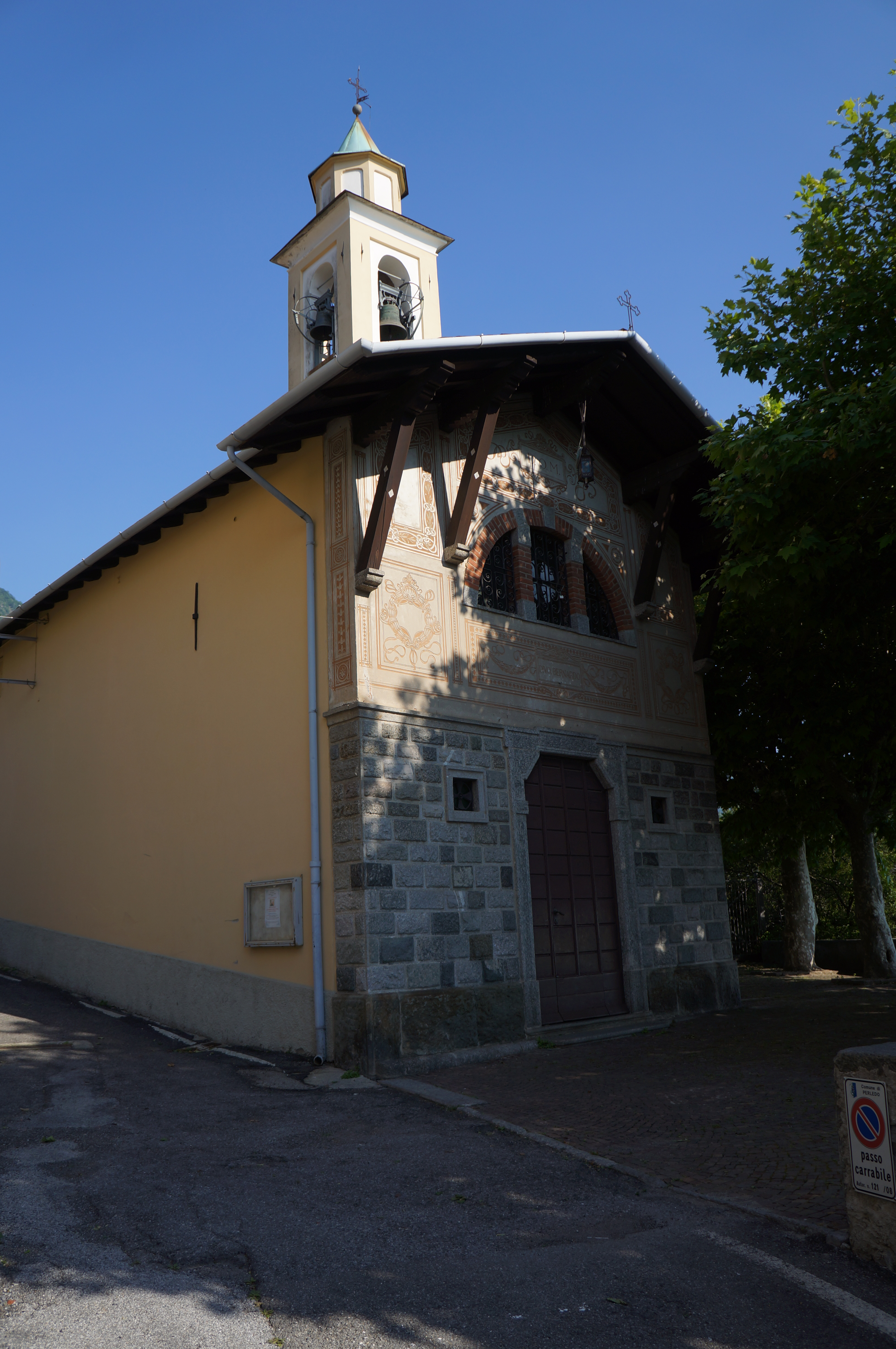
Chiesa di Bologna
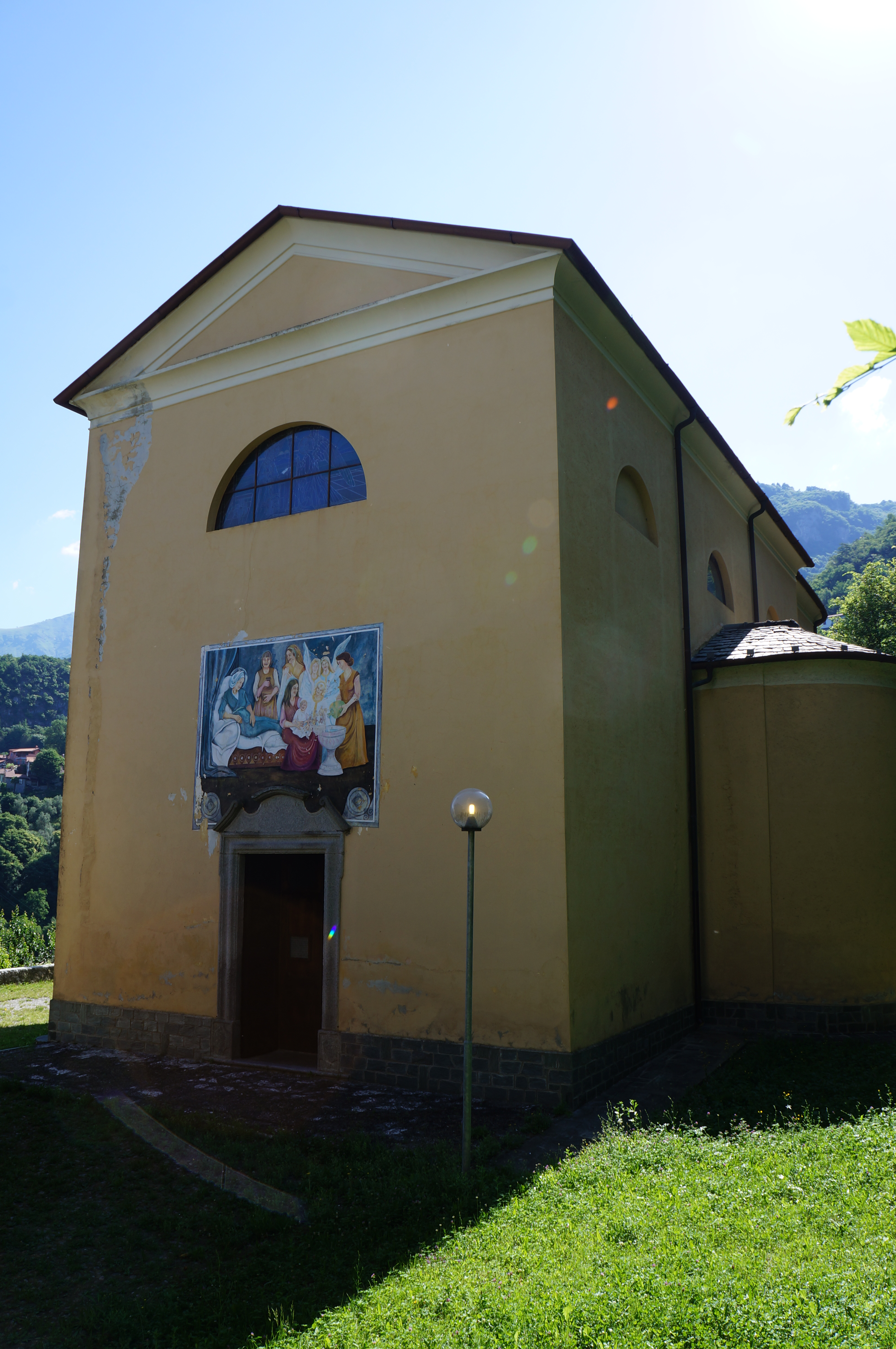
Chiesa di Gittana
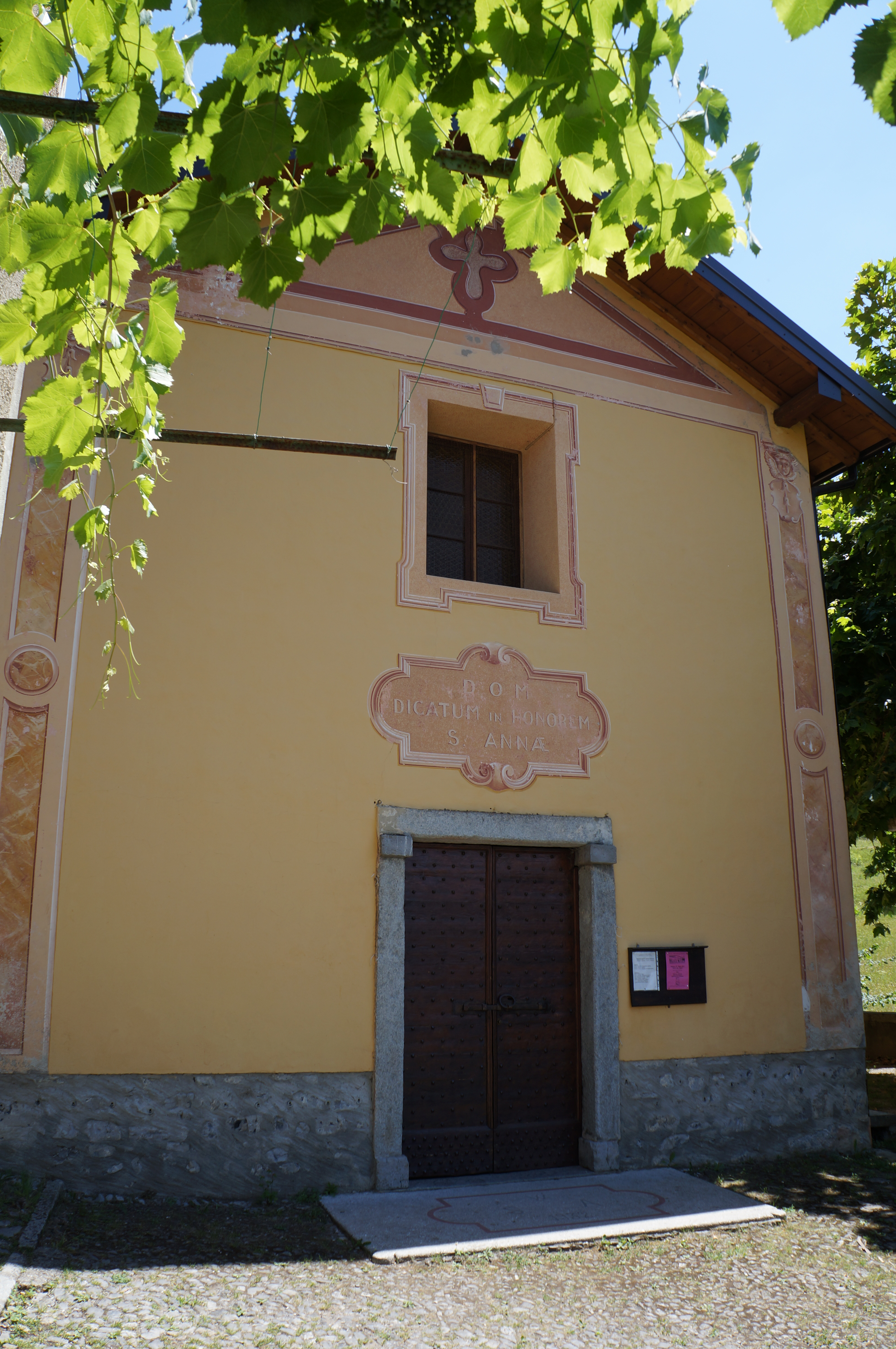
Chiesa di Gisazio
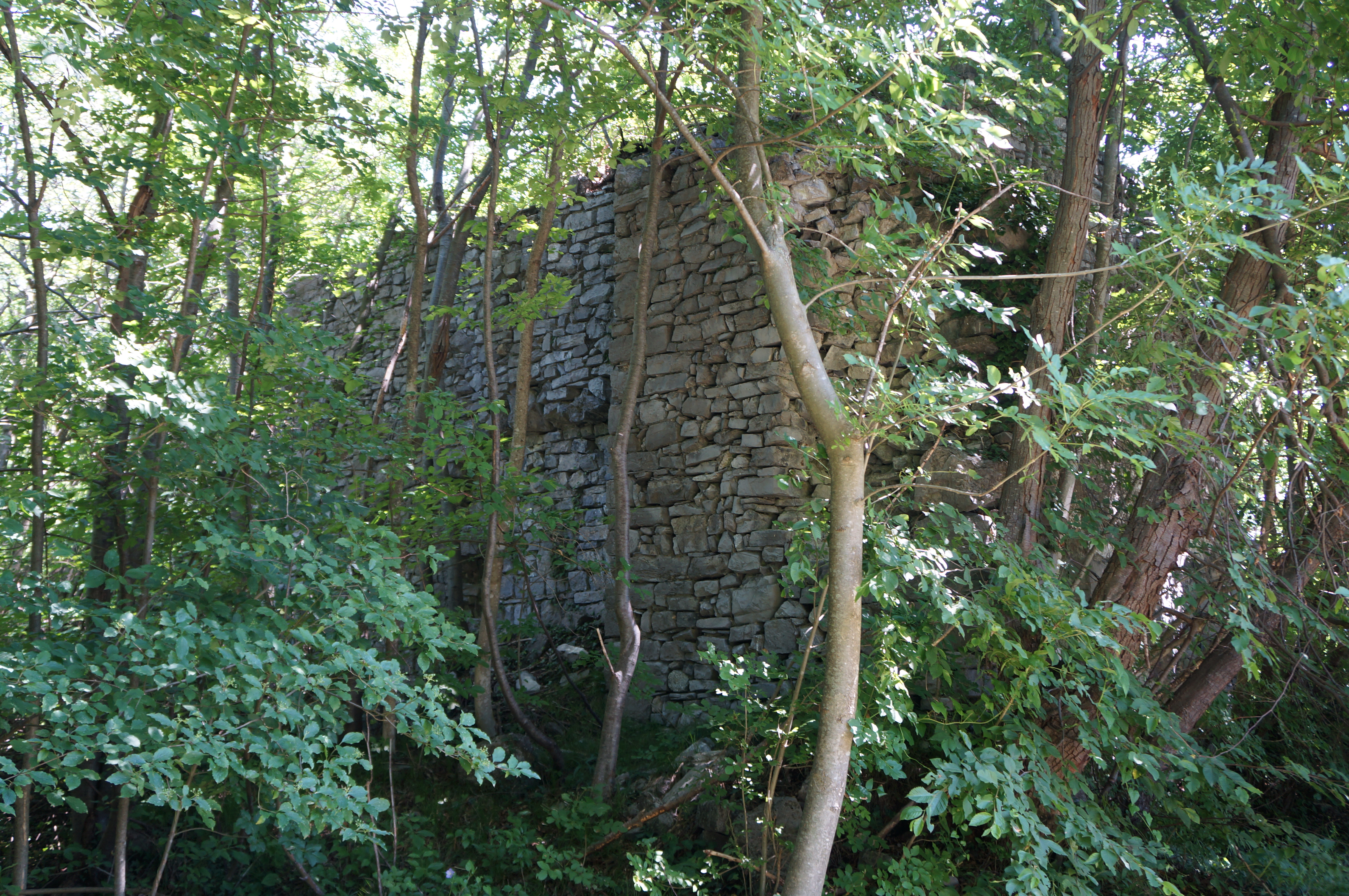
Chiesa di Sant'Ambrogio (Bologna)
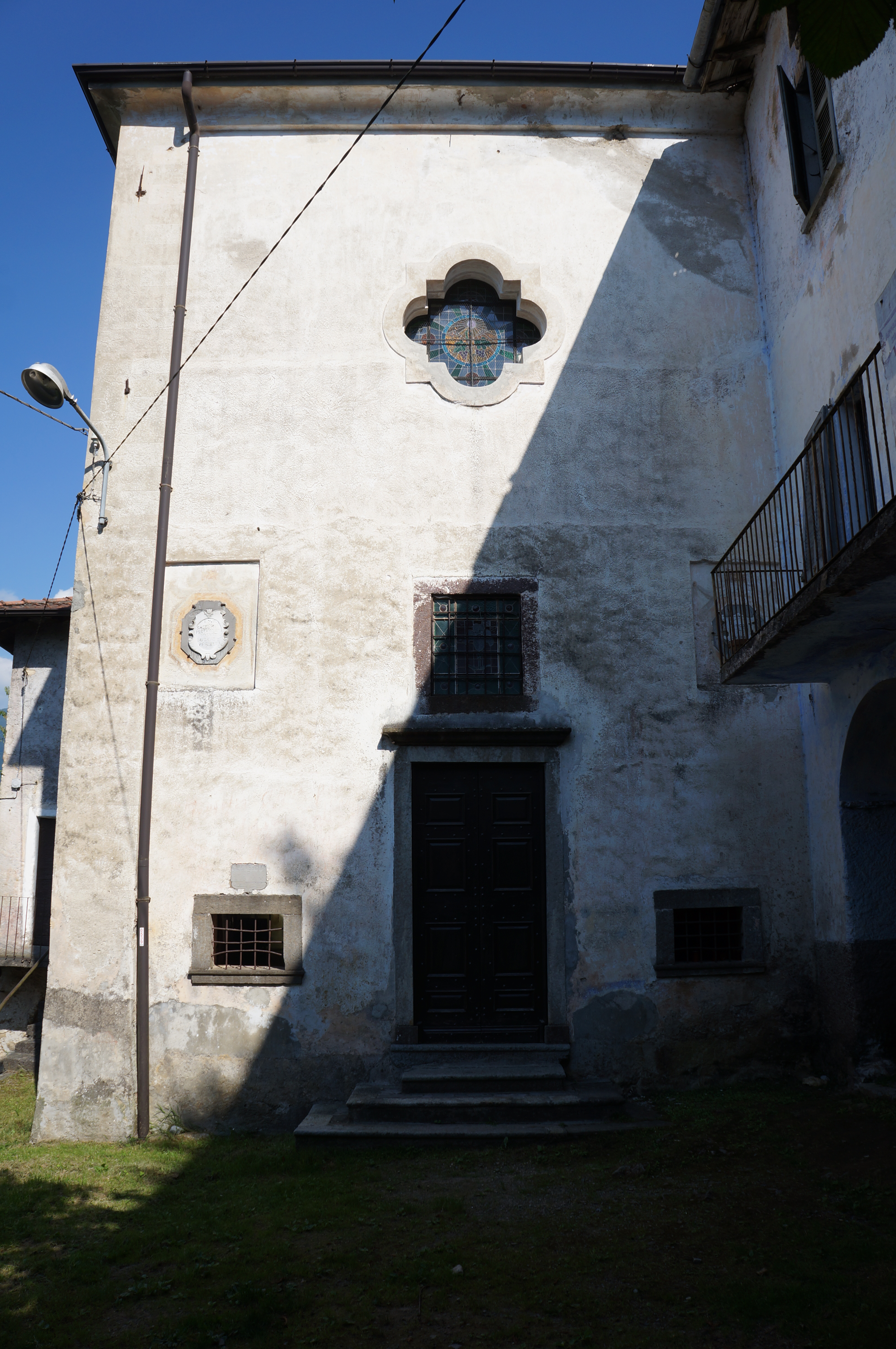
Chiesa di Portone
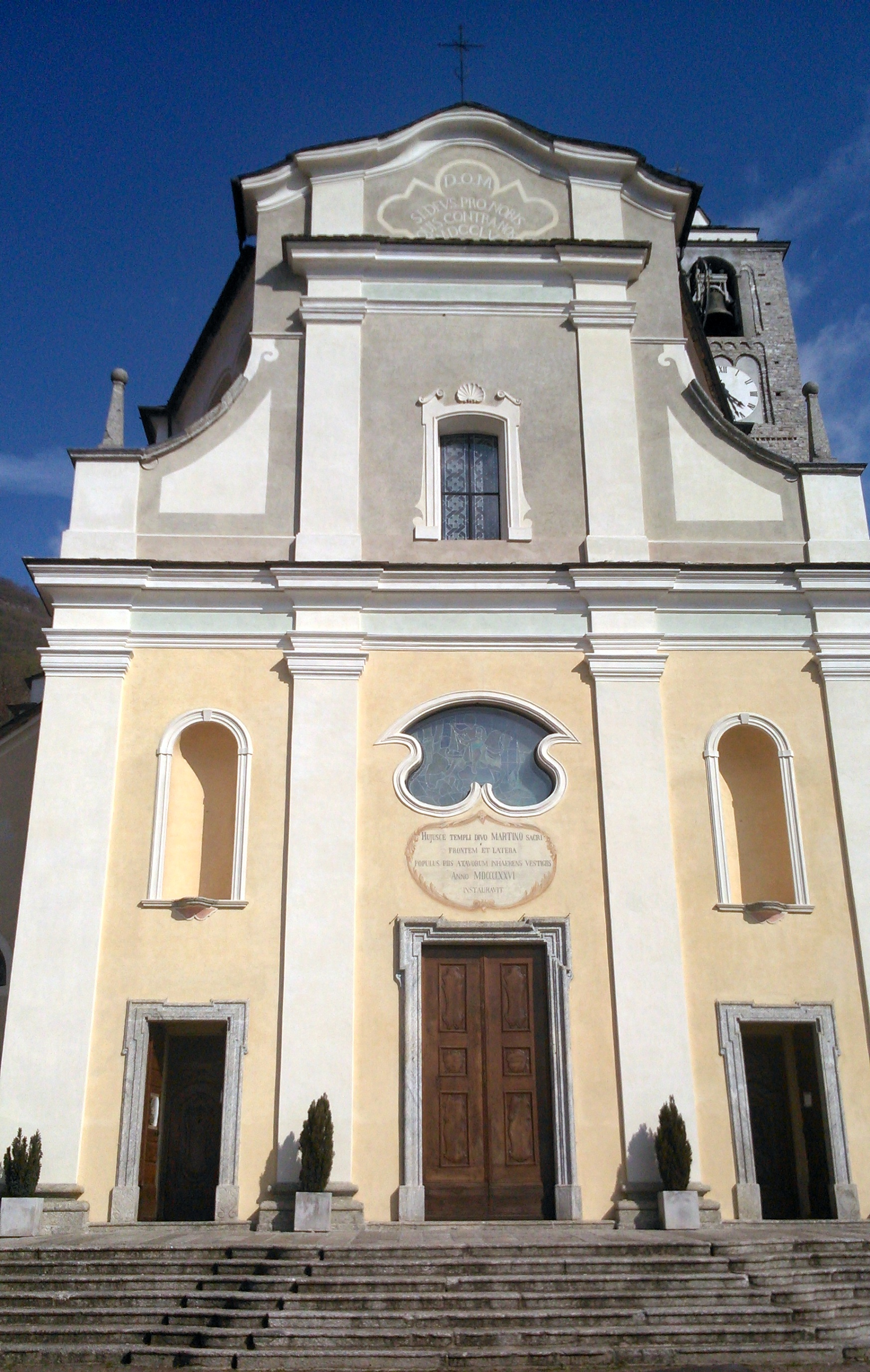
Chiesa di Perledo

### Architetture militari
Castello di Vezio. Nella frazione di Vezio è presente una fortificazione impropriamente chiamata castello costituita da un muro di cinta, una torre centrale con una scala interna in ferro, un ponte levatoio ed una torre più piccola sul lato sud. Sotto la torre sono presenti dei cunicoli, che sarebbero stati utilizzati durante la seconda guerra mondiale. Il luogo è di proprietà privata (famiglia Greppi). È visitabile dai turisti previo pagamento di un biglietto di accesso (gratuito per i residenti).
L'abitato di Vezio, all'inizio della sua esistenza, doveva essere un insediamento ligure-celtico, se non addirittura etrusco, sopraffatto dall'altro ceppo nel corso delle trasmigrazioni di popoli transalpini succedutesi dal VI al II secolo a.C.
L'arrivo di questi ultimi e le scorrerie che ne seguirono obbligarono gli indigeni o ad assoggettarsi ai nuovi venuti o a spostarsi verso zone meno ospitali, quali potevano essere le vallate prealpine.
Di questo ne parlano Plinio, su testimonianza di Catone, e Polibio nei suoi commentari sulla calata dei Galli; questi ultimi, a loro volta, nel 196 A.C., furono cacciati dalle legioni romane di Claudio Marcello assieme agli alleati orobici, insubri e cenomani, e furono costretti a ripiegare nelle terre d'origine o a rifugiarsi in quelle poche località sotto le Alpi dove già fiorivano comunità celtiche, passate dal nomadismo all'attività silvo-agricolo-pastorale.
Le frazioni di Bologna e Regolo ospitano alcune case-forte risalenti all'epoca dei Visconti.

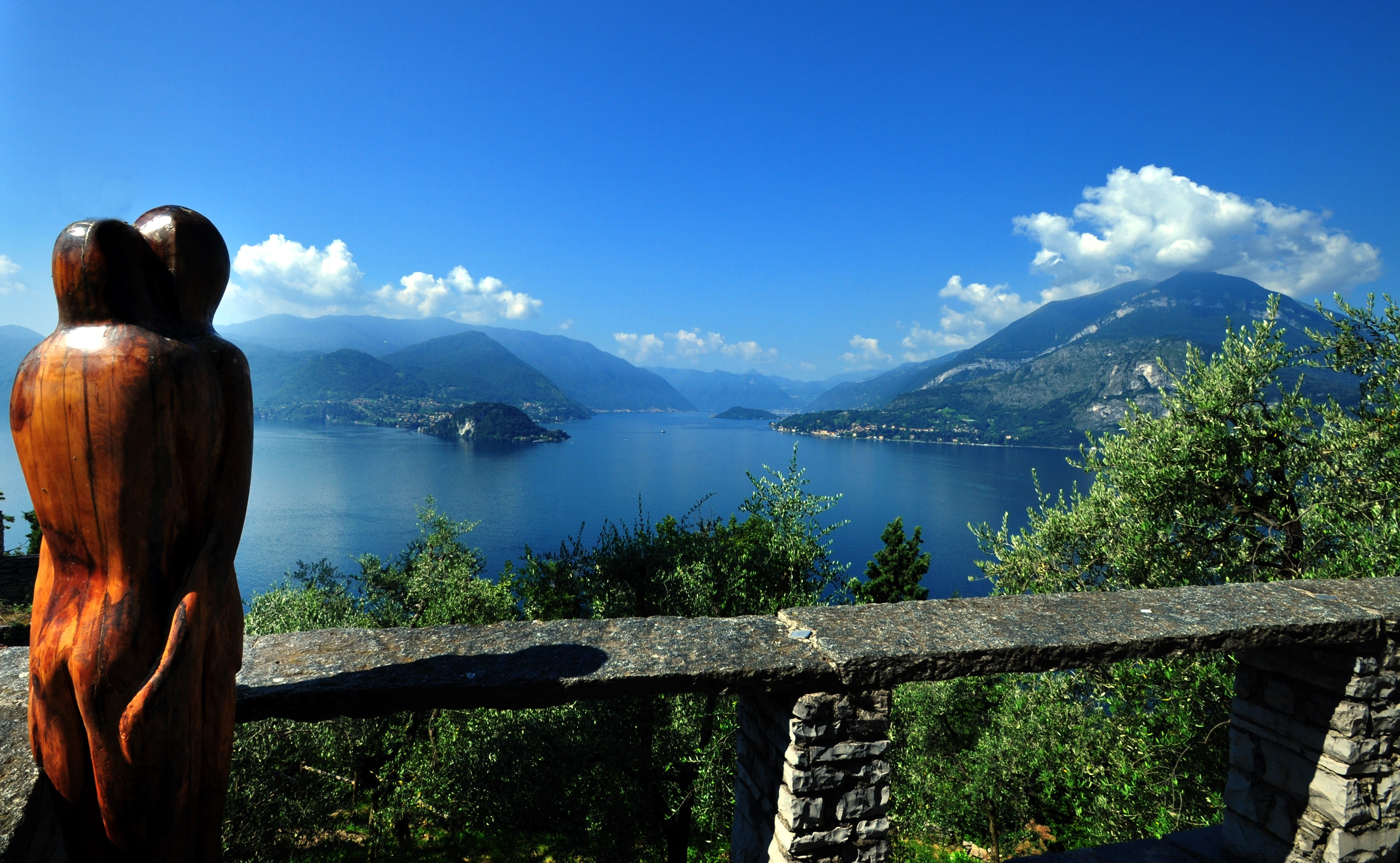
Panorama dal Castello di Vezio
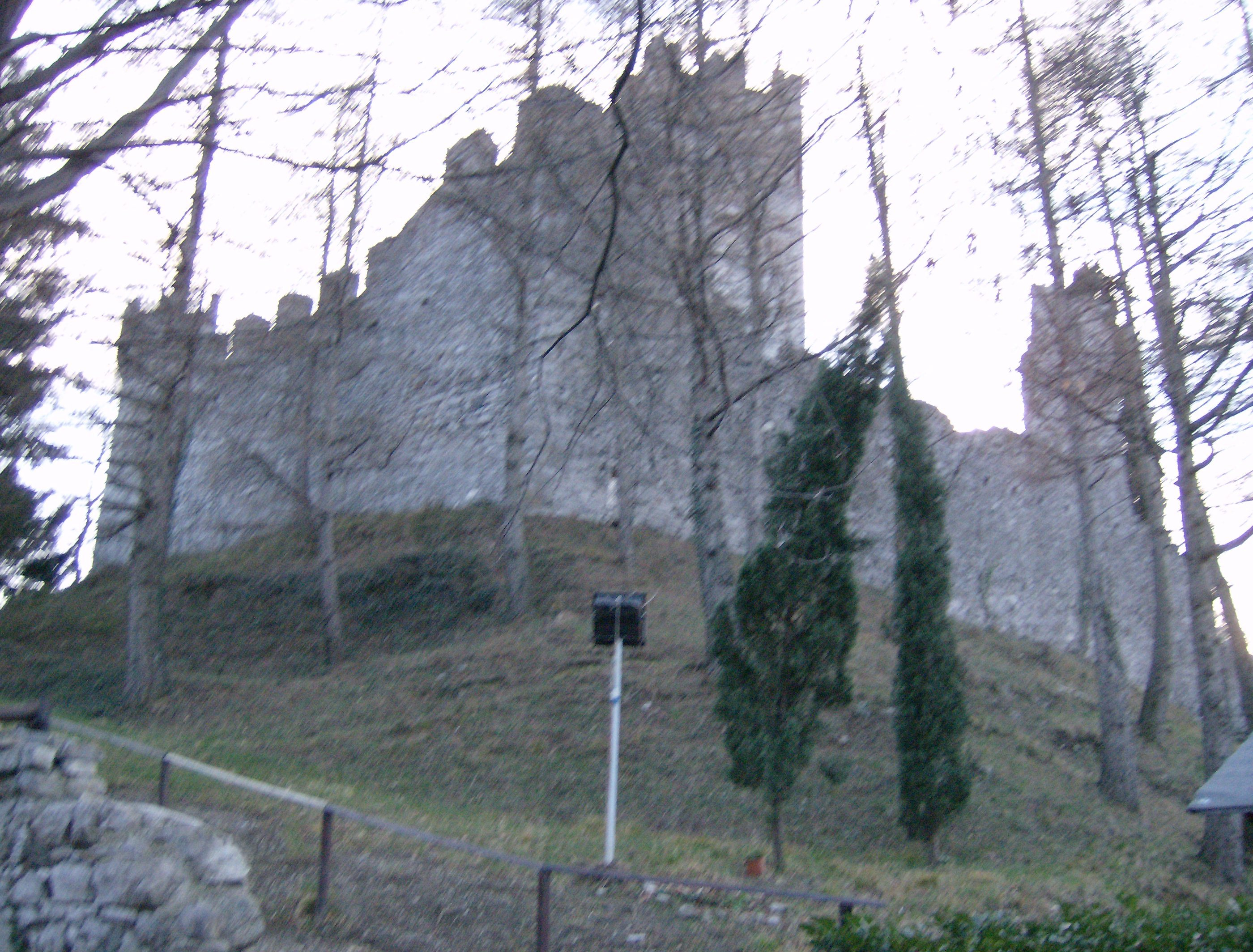
Veduta del Castello di Vezio
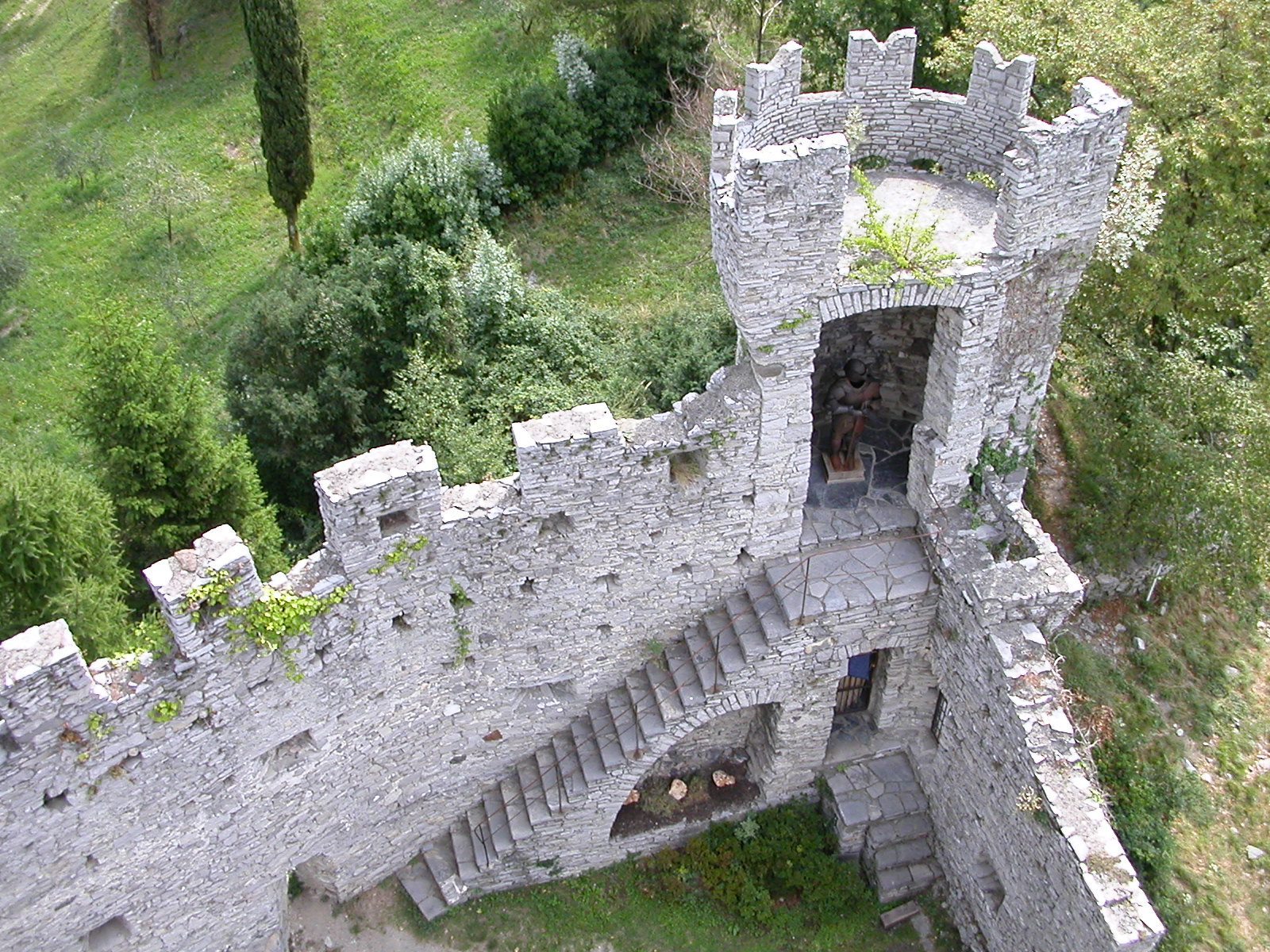
Torre del Castello di Vezio
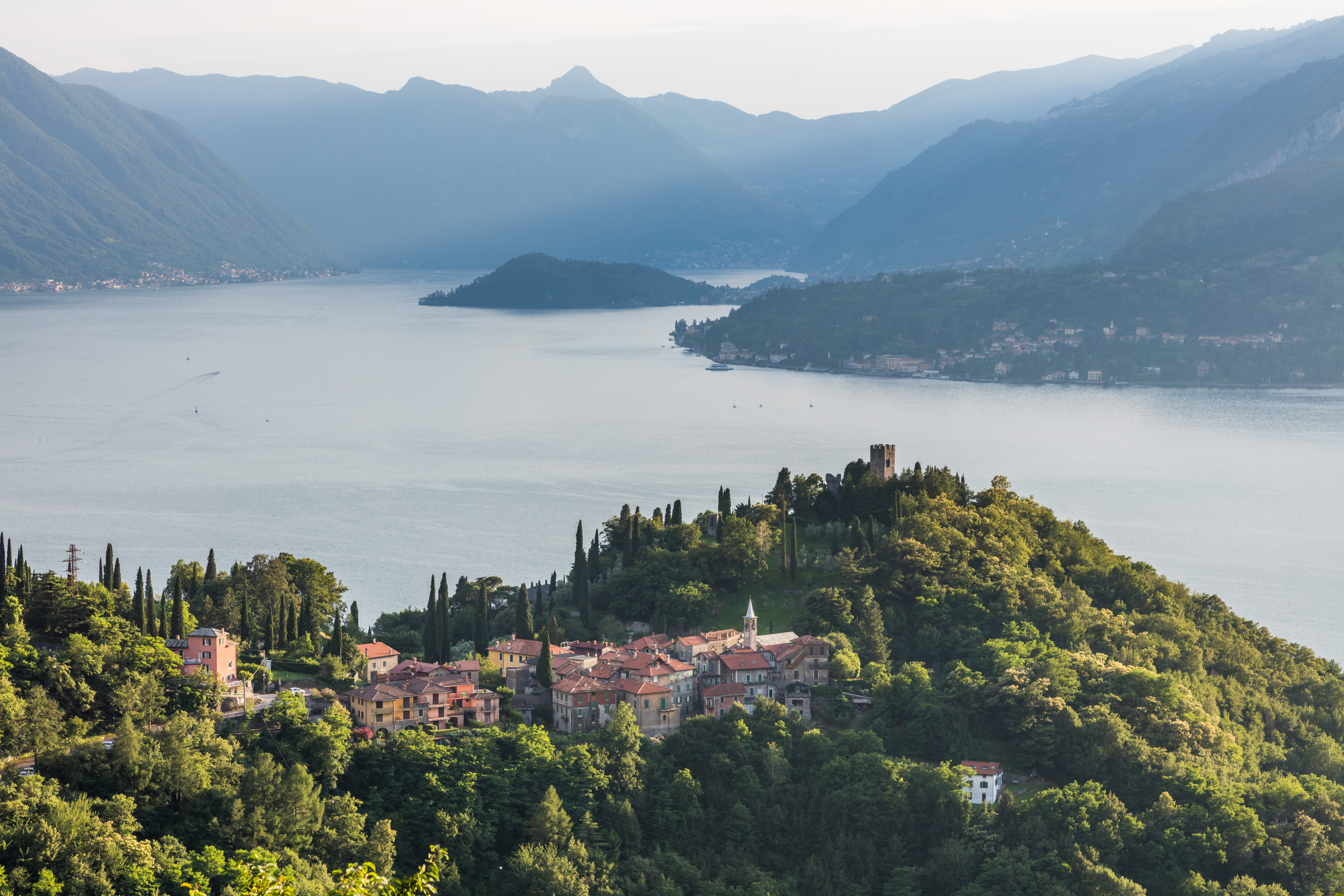
Vista lontana

### Architetture civili

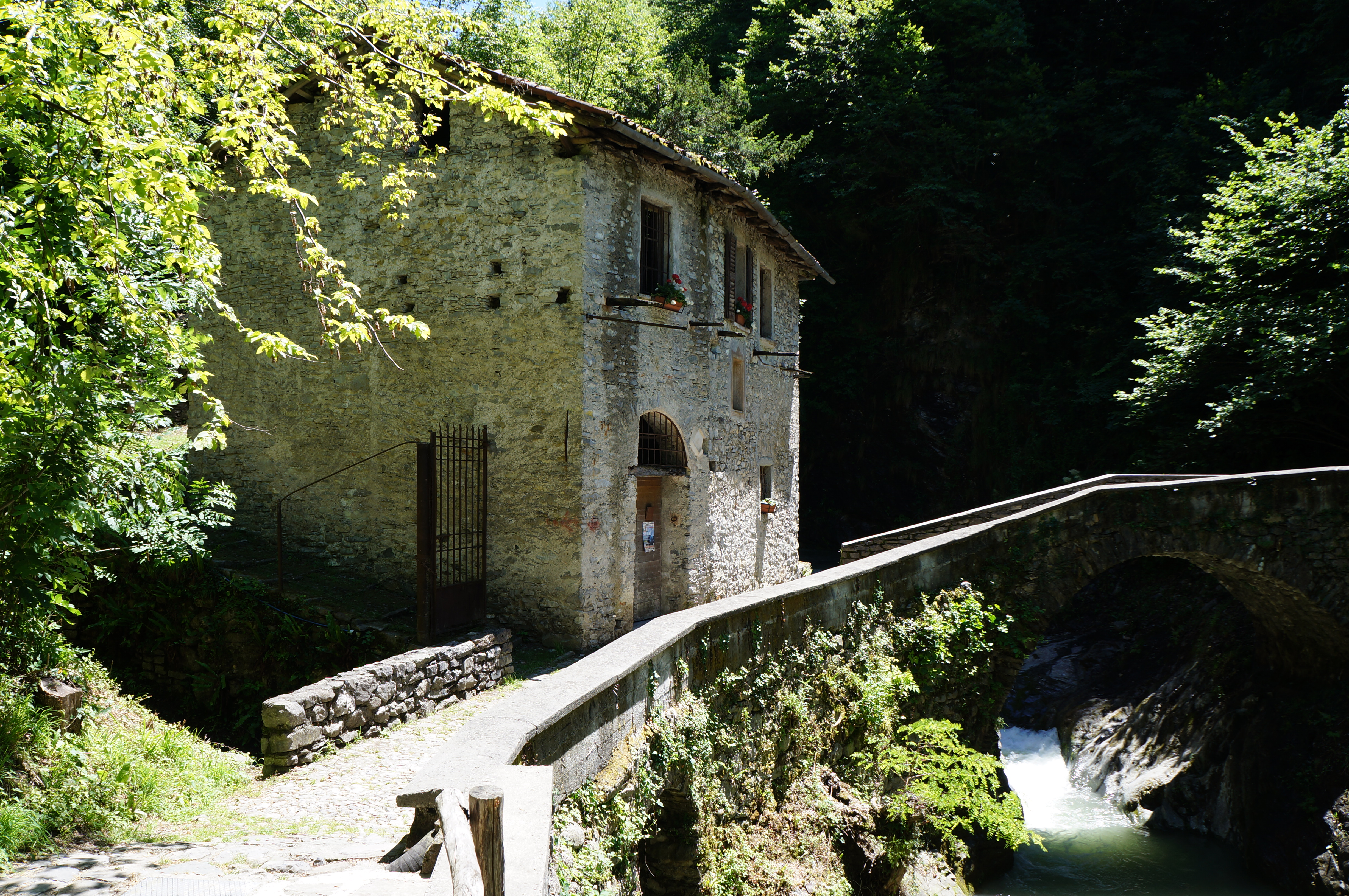
Mulino XVI secolo

#### Mulino
Una delle architetture civili più interessanti, non più in funzione ma recentemente valorizzato con finalità turistiche e culturali, è l'antico mulino nei pressi del torrente Esino, sul sentiero del Viandante in località Campallo. Edificato nel XVI secolo per servire la comunità di Perledo nella produzione di farine, specie di grano saraceno e di castagne, in funzione sino al dopoguerra.

#### Lavatoi
Nati per soddisfare le esigenze di una popolazione di tipo agricolo, nel corso del XX secolo i lavatoi, distribuiti su tutto il territorio, sono stati luogo privilegiato per tessere relazioni sociali a testimonianza di una comunità fondata sulle relazioni umane.

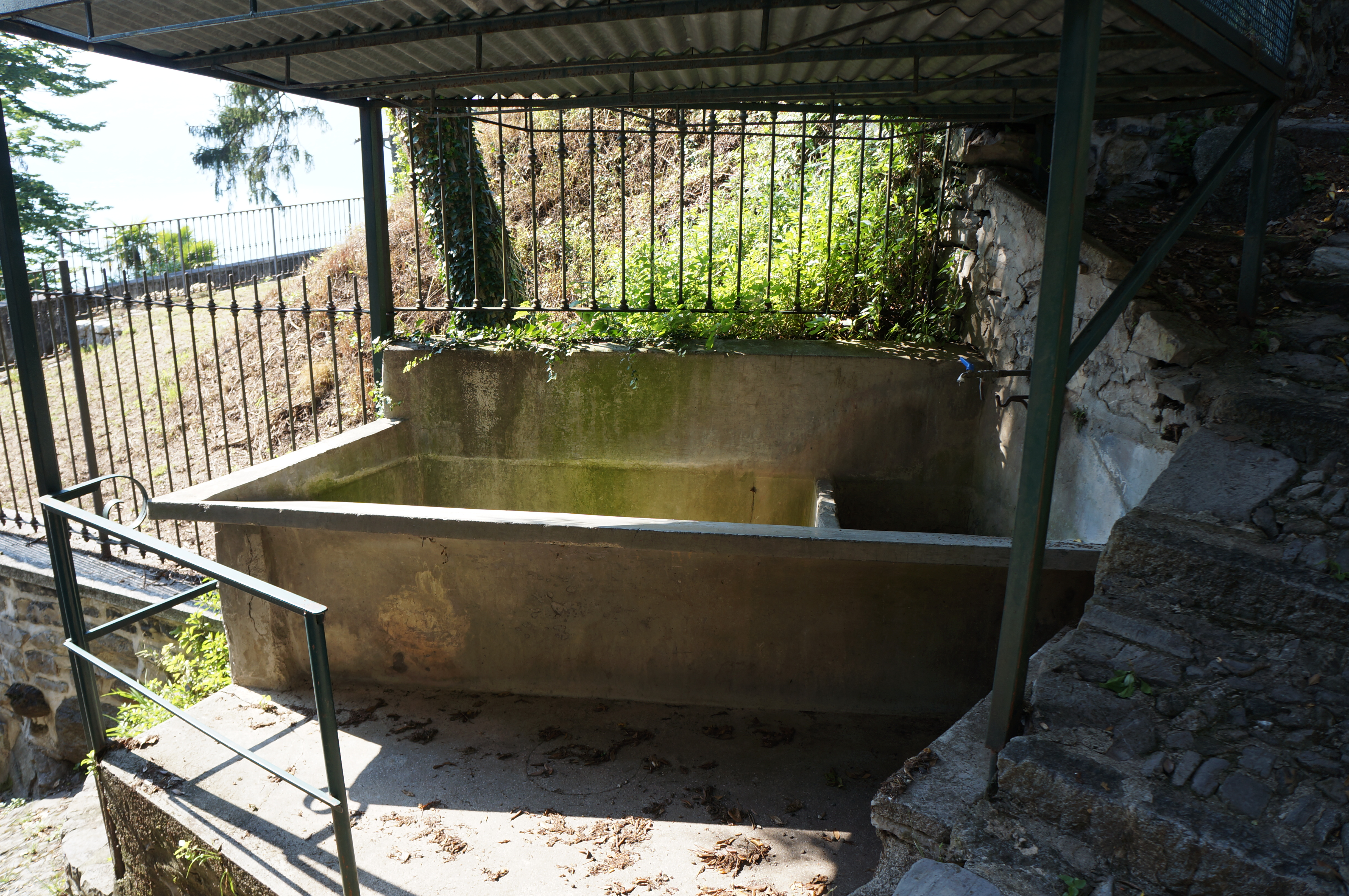
Lavatoio di Perledo
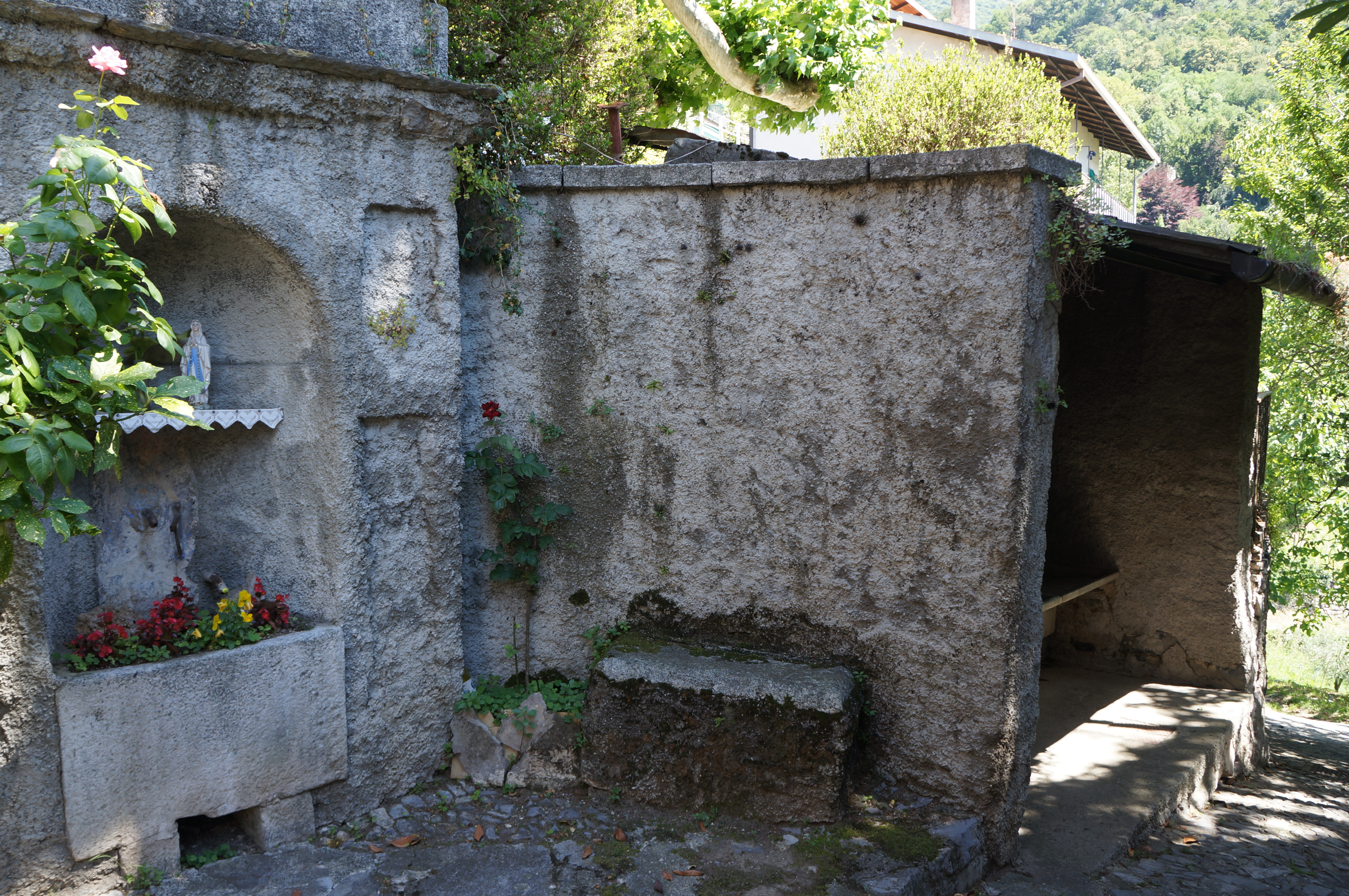
Lavatoio di Pozzallo (Perledo)
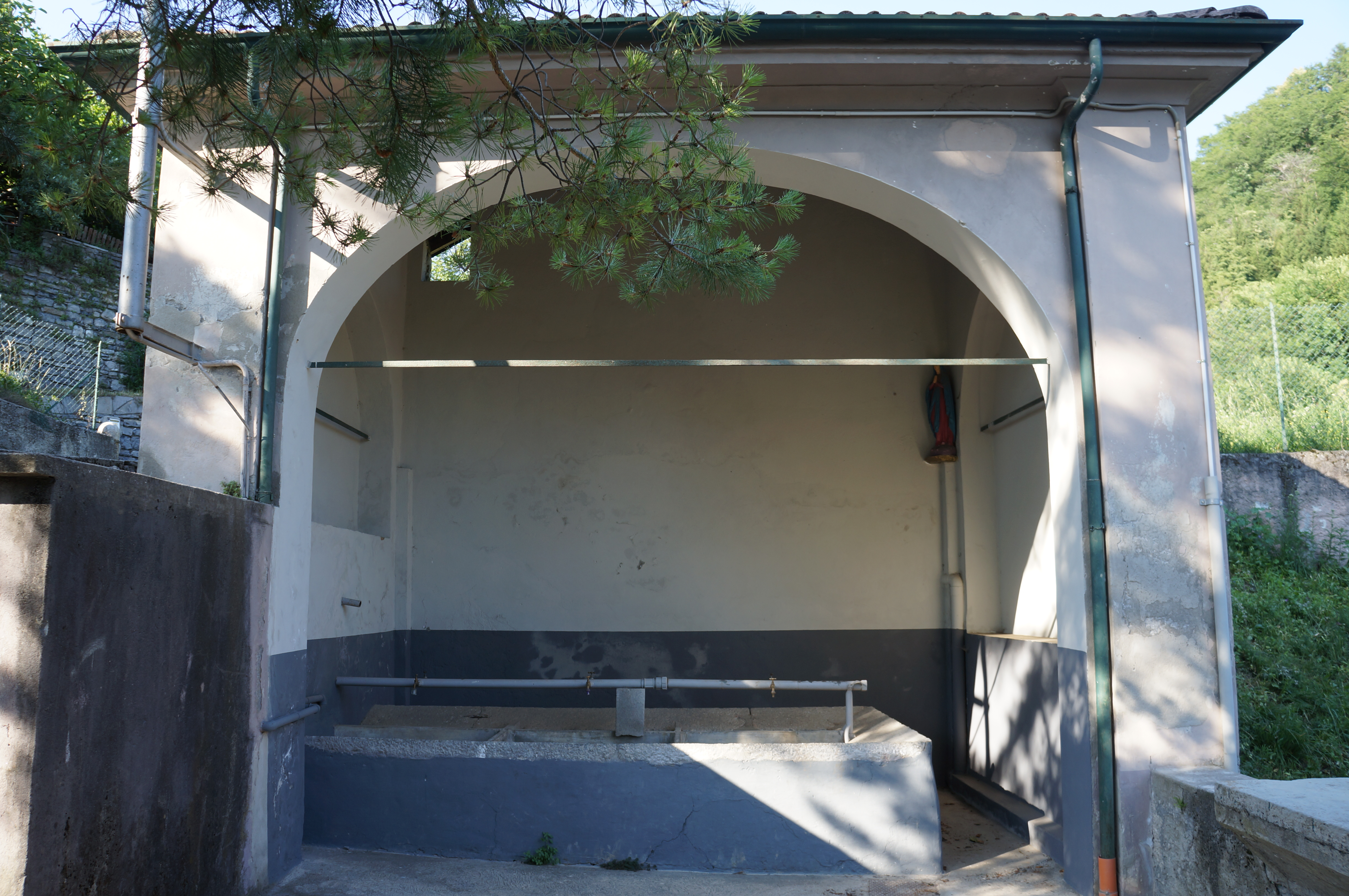
Lavatoio di Bologna
- Lavatoio di Cestaglia
- Lavatoio di Gittana (Masna)
- Lavatoio di Gittana (per andare a Riva di Gittana)
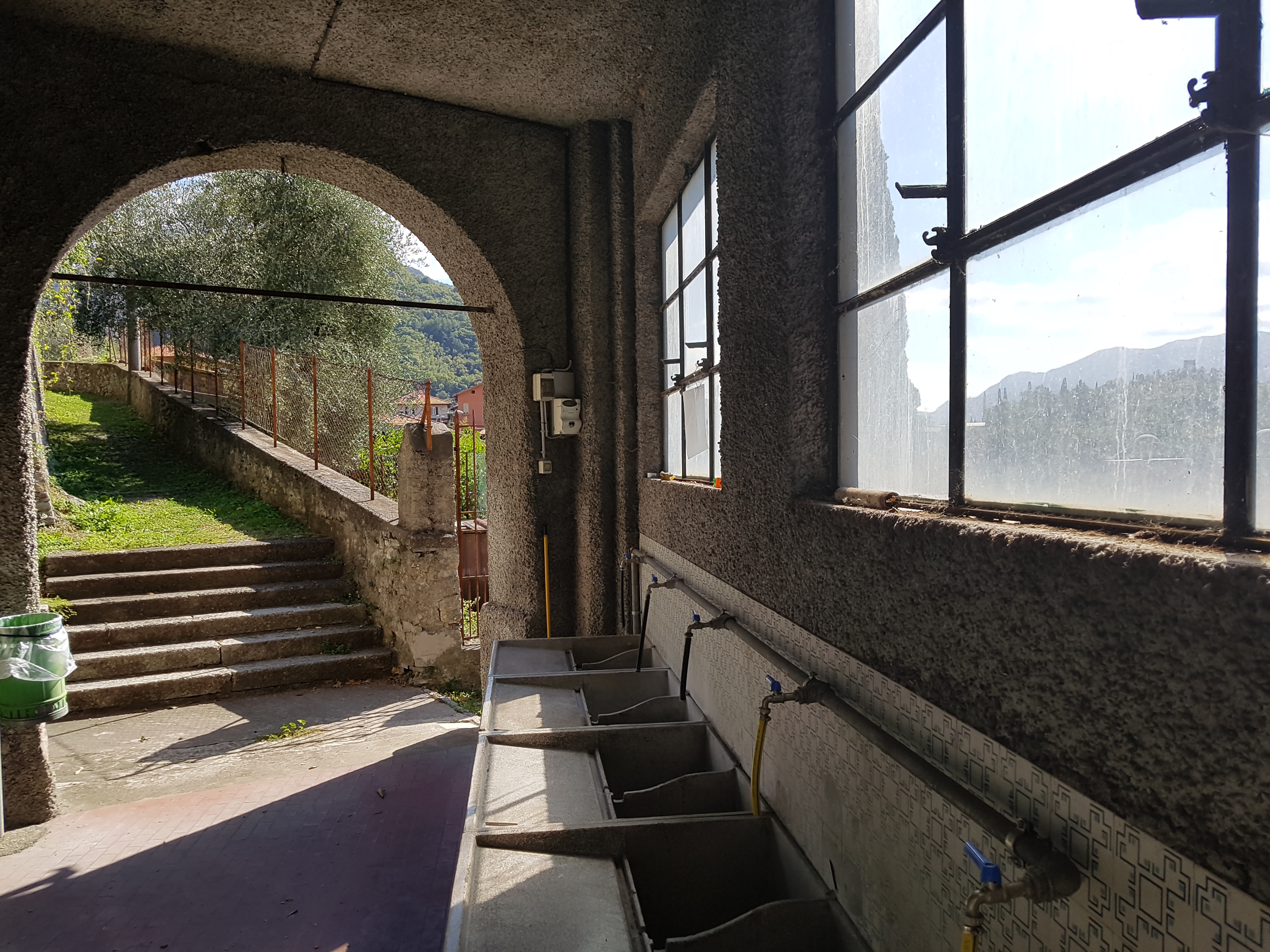
Lavatoio di Regolo
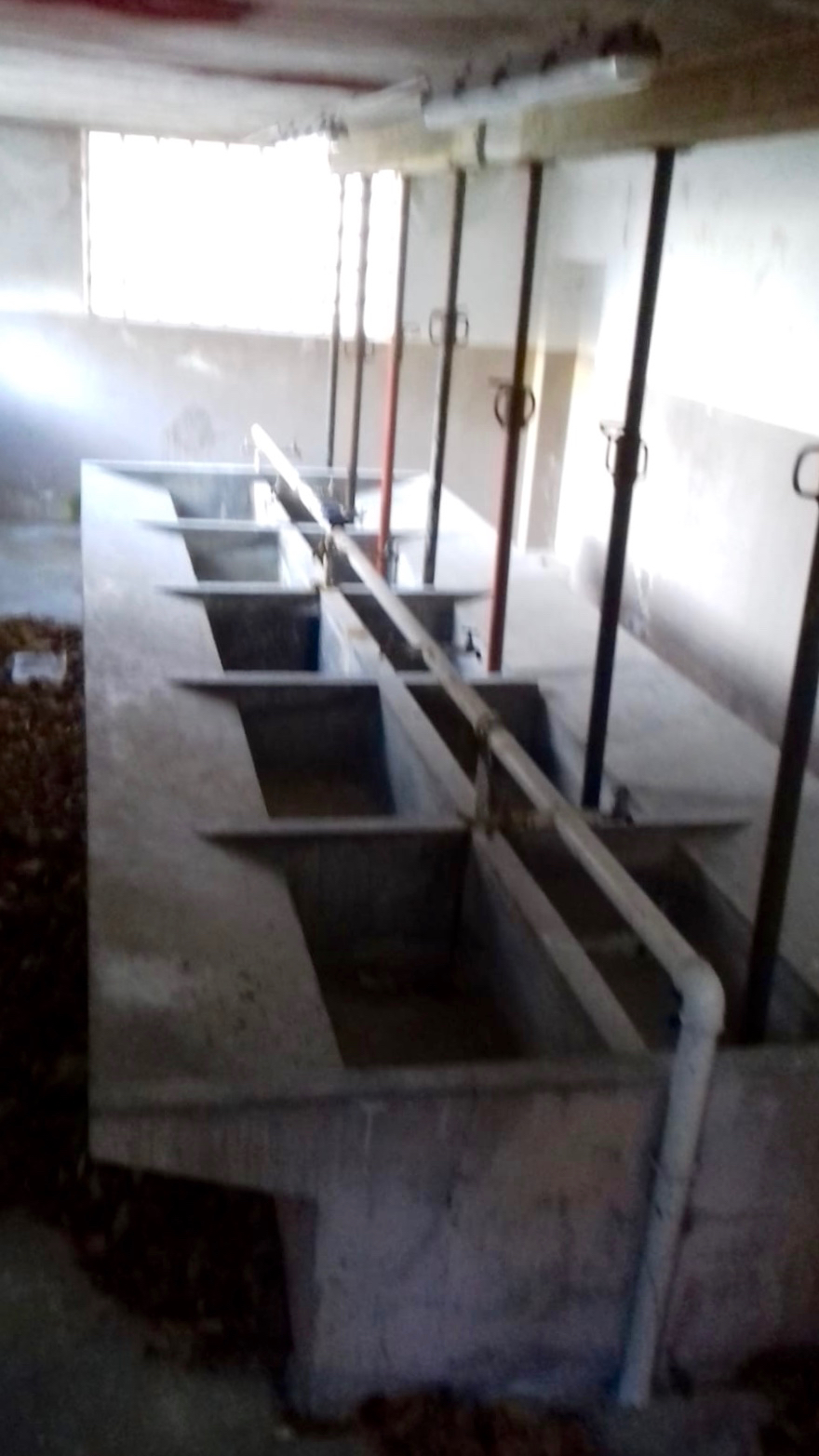
Lavatoio di Tondello
- Lavatoio di Vezio

- Lavatoio di Tondello
- Lavatoio di Cestaglia
- Lavatoio di Bologna
- Lavatorio di Regolo
- Lavatoio di Perledo

### Altro
- Monumento ai caduti della Prima guerra mondiale di Gittana
- Monumento dei Caduti e dispersi della Seconda guerra mondiale di Perledo, posto in piazza della Libertà
- Monumento ai caduti delle due guerre mondiali, posto nei pressi del sacrario degli Alpini di Agueglio

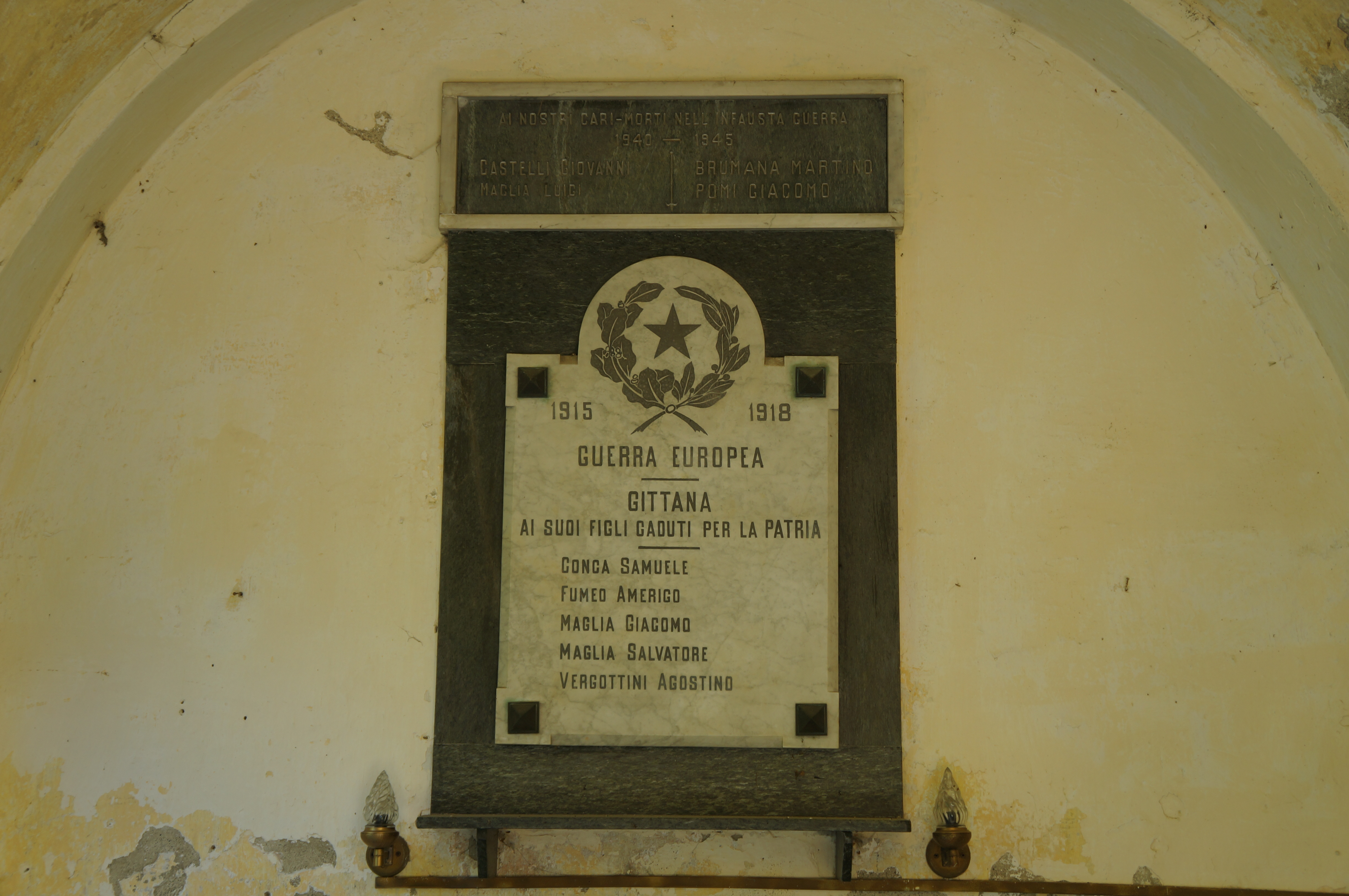
Targa caduti prima guerra mondiale
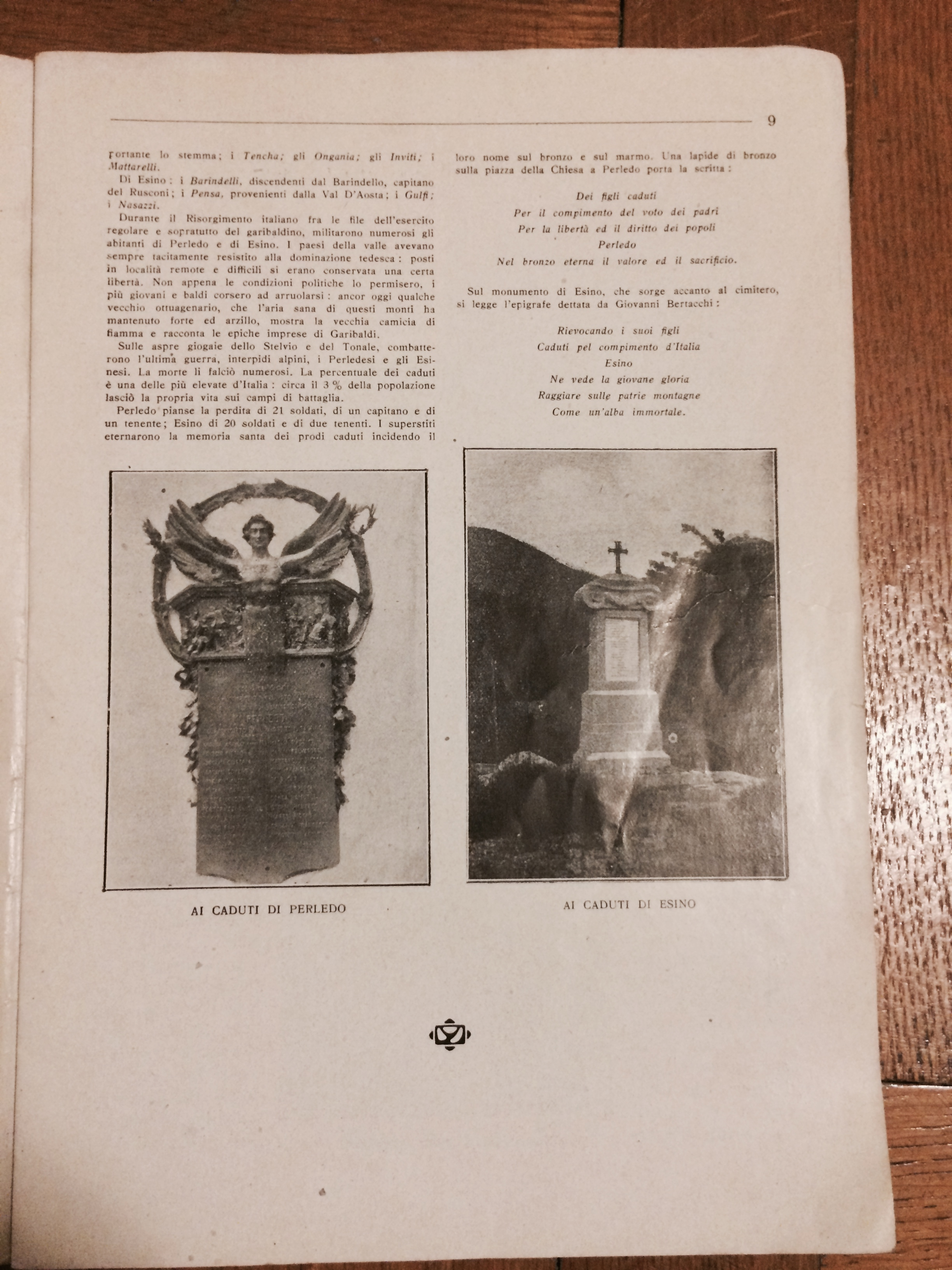
Monumento dei caduti della Seconda guerra mondiale
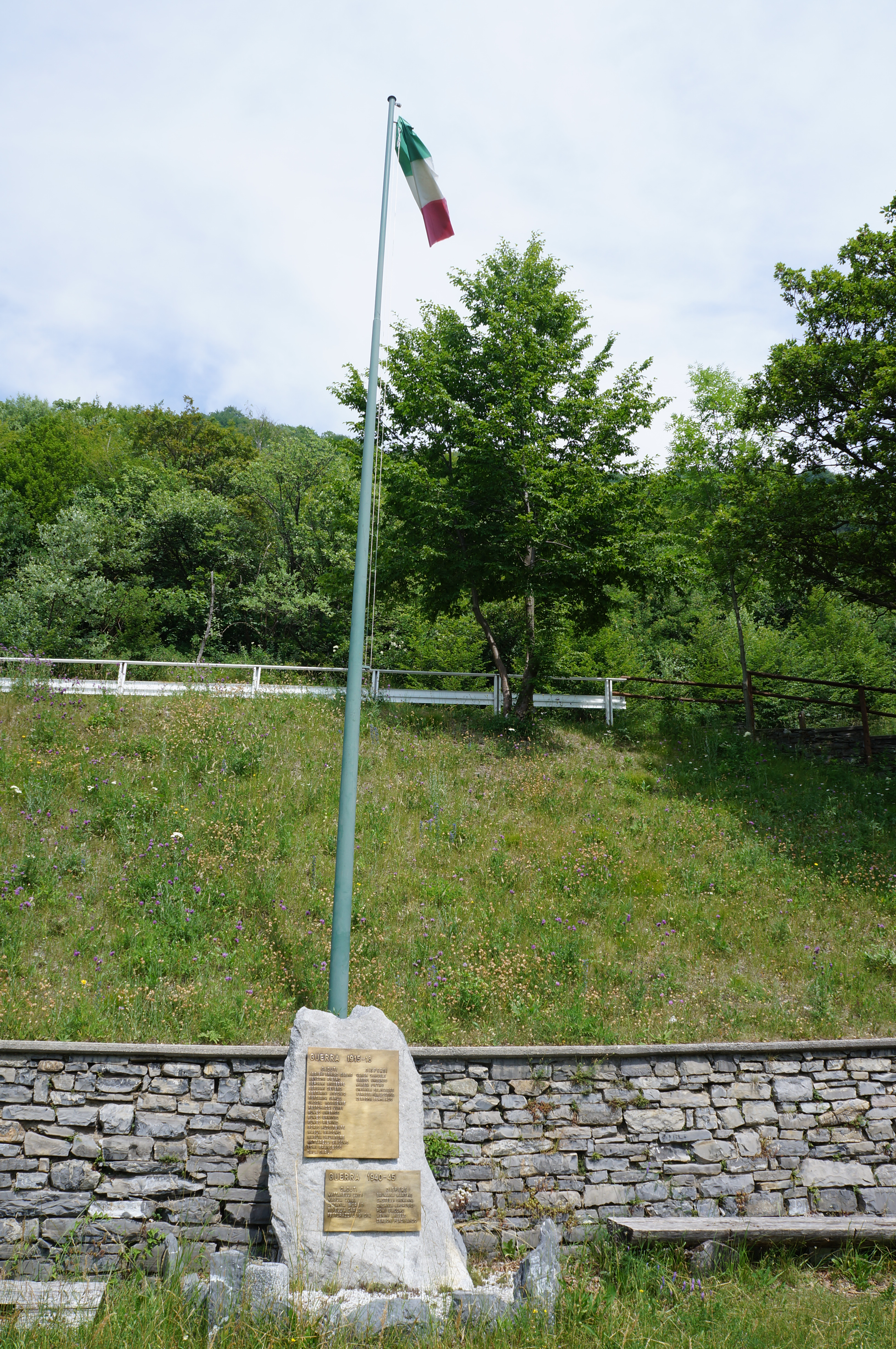
Agueglio. Monumento ai caduti delle due guerre mondiali

### Aree naturali
- Bosco delle streghe, a 500 m sul livello del mare e a 3 chilometri dal comune
- Funtana de Isen, a 700 m sul livello del mare e a 4 chilometri dal comune
- La Scalòta, una scala ricavata nella roccia che costituisce parte dell'itinerario che congiunge a piedi le frazioni di Regoledo e Portone.

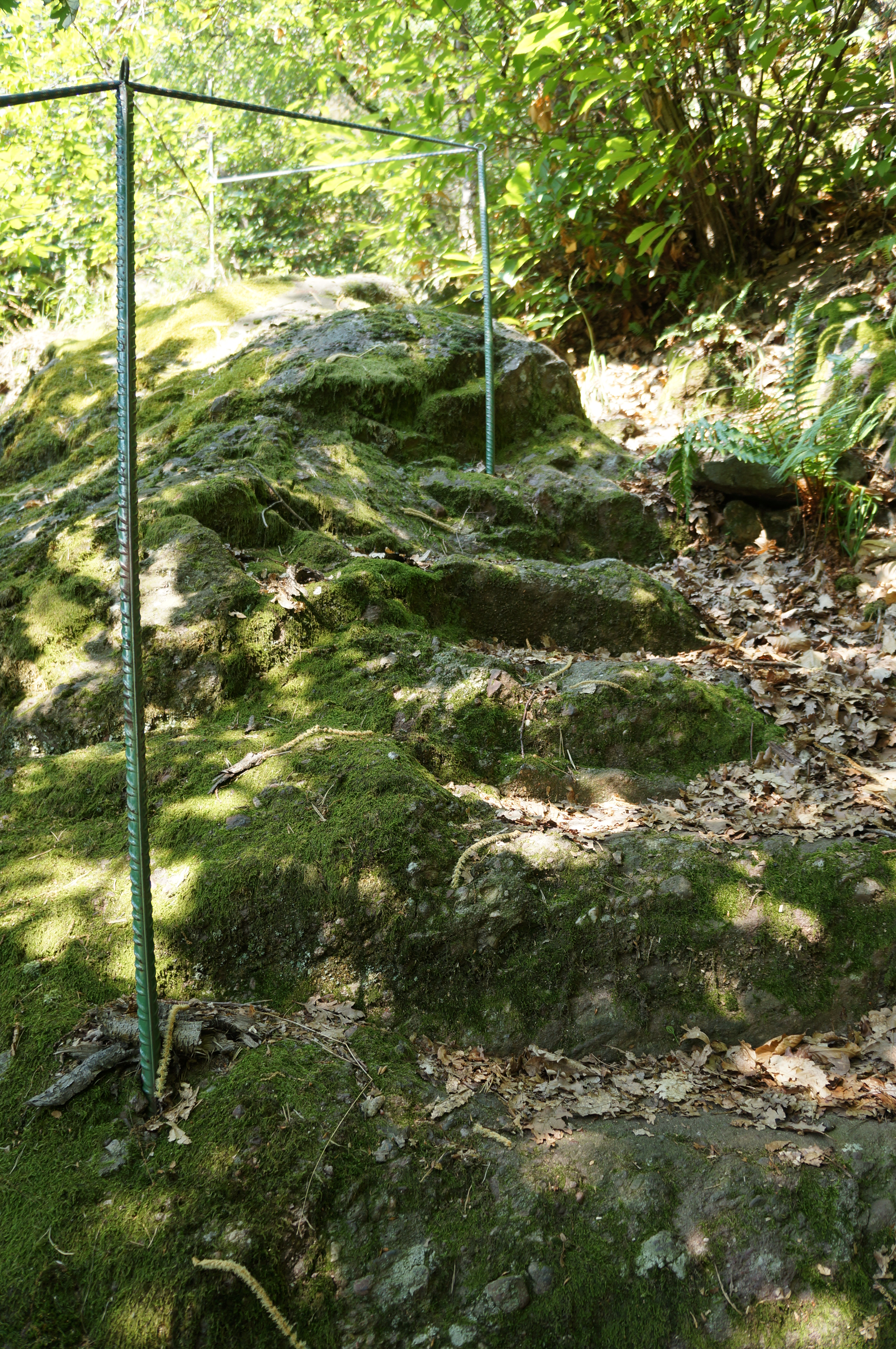
Scalota
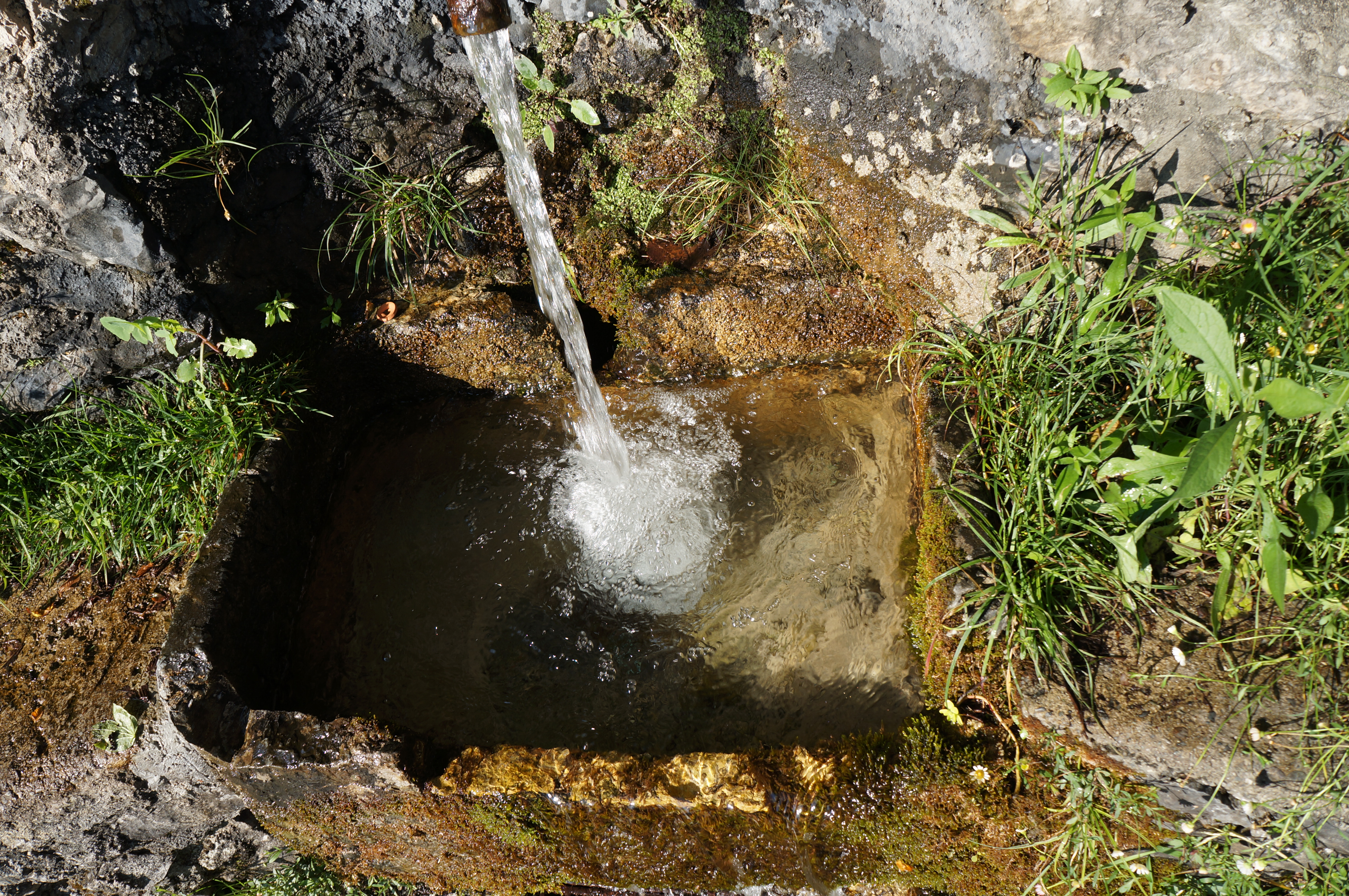
Funtana de Isen

## Società

### Evoluzione demografica
- 565 nel 1597[34]
- 862 nel 1771[35]
- 835 nel 1805
- 1 090 nel 1853
- annessione a Varenna nel 1928[36]
- 1 012 nel 2012[37]

Abitanti censiti

### Etnie e minoranze straniere
Al 1º gennaio 2018 gli stranieri residenti a Perledo con regolare permesso di soggiorno erano 67, pari a circa il 7,3% della popolazione e le due nazionalità più rappresentate

### Lingue e dialetti
Oltre alla lingua italiana si parla il dialetto lecchese della lingua lombarda.

### Religione
La principale confessione religiosa a Perledo è quella cattolica. La liturgia differisce da quella tipica della maggior parte del mondo cattolico in quanto si segue il rito ambrosiano, come in buona parte dell'arcidiocesi di Milano che prevede, tra le altre particolarità, l'adozione di un lezionario, un messale e un calendario liturgico differenti da quelli del rito liturgico romano.

### Istituzioni, enti e associazioni
In frazione Bologna, si segnala la presenza storica dell'ex Collegio San Carlo.

## Cultura

### Biblioteca
La Biblioteca Civica di Perledo ha sede presso il Municipio. La biblioteca è punto prestito del sistema bibliotecario della Provincia di Lecco.

### Cucina
La cucina locale si è formata nei secoli sulla base delle risorse alimentari del territorio, essenzialmente legati all'attività della pesca di lago e la pastorizia alpina e all'agricoltura. Il nucleo principale di questo tipo di cucina è proprio il pesce d'acqua dolce, che fornisce la base per alcuni piatti tipici: il riso bollito o il risotto al pesce persico, il lavarello in "carpione" (cioè fritto e marinato in aceto con l'aggiunta di cipolla e timo selvatico), la frittura di alborelle e i famosi misultin, o missultitt (agoni autoctoni, privati delle interiora, salati, essiccati all'aria aperta, poi grigliati e mangiati con la polenta). Proprio la polenta è la regina della tavola. Qui è ottenuta mischiando e cuocendo farina di mais e di grano saraceno. Accompagna non solo il pesce, ma anche le carni, la cacciagione, i formaggi, gli insaccati. Tra gli altri piatti a base di pesce, la trota, l'anguilla, il cavedano, il lucioperca, la bottatrice, il triotto, il pigo presenti nel lago di Como.
I Crotti sono le trattorie caratteristiche del Lago di Como. Si tratta di ambienti ricavati in parte da anfratti naturali - il nome è una variante dialettale di grotta - che una volta venivano utilizzati come celle frigorifere per la conservazione dei prodotti quali vino, formaggi e salumi. Successivamente, in molti casi, si costruì sopra o a lato una saletta: spazi talvolta modesti o vere e proprie osterie, ristoranti o alberghi a rendere più ampi e confortevoli i crotti, pur rimanendo fedeli alla loro anima rustica dal fascino unico ideali per immergersi nella tradizione culinaria del territorio.

## Geografia antropica

### Frazioni
- Perledo (frazione capoluogo)
- Bologna a 2 chilometri dal comune.
- Cestaglia a 3 chilometri dal comune.
- Gisazio a 4 chilometri dal comune.
- Gittana a 4 chilometri dal comune.
- Riva di Gittana a 5 chilometri dal comune.
- Regoledo a 2 chilometri dal comune.
- Regolo a 1 chilometro dal comune.
- Tondello a 0,5 chilometri dal comune.
- Vezio a 3 chilometri dal comune.
- Olivedo a 3 chilometri dal comune.
- Portone a 6 chilometri dal comune.
- Panighetto a 6 chilometri dal comune.[40]

#### Altre località del territorio
- Campallo a 1 chilometro dal comune[41]
- Caravino a 3 chilometri dal comune[42]
- Agueglio a 6 chilometri dal comune[43]
- Albiga a 7 chilometri dal comune[44]
- Pegnino a 6 chilometri dal comune
- Selva, a 600 m sul livello del mare e a 1 chilometro dal comune.

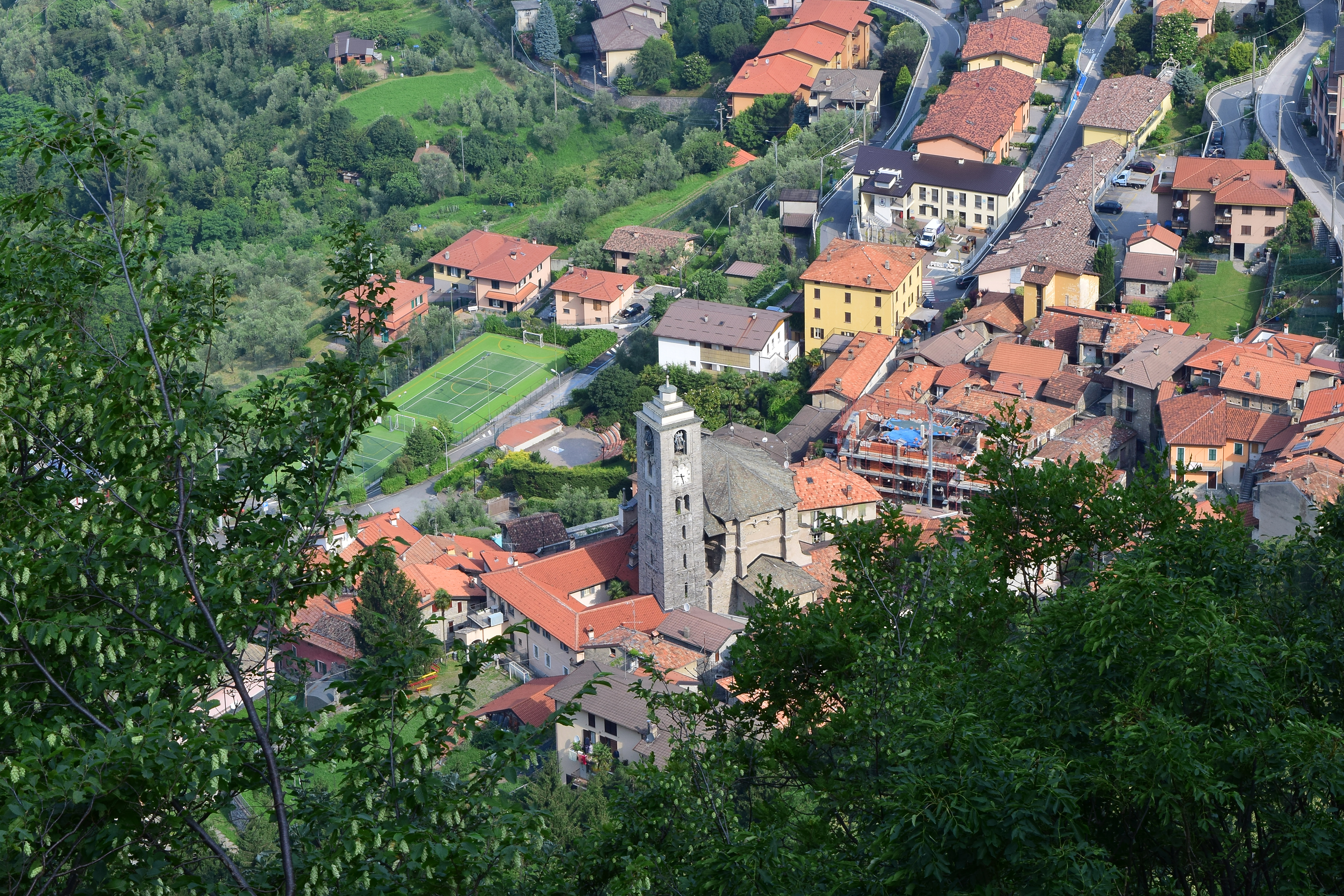
Abitato di Perledo
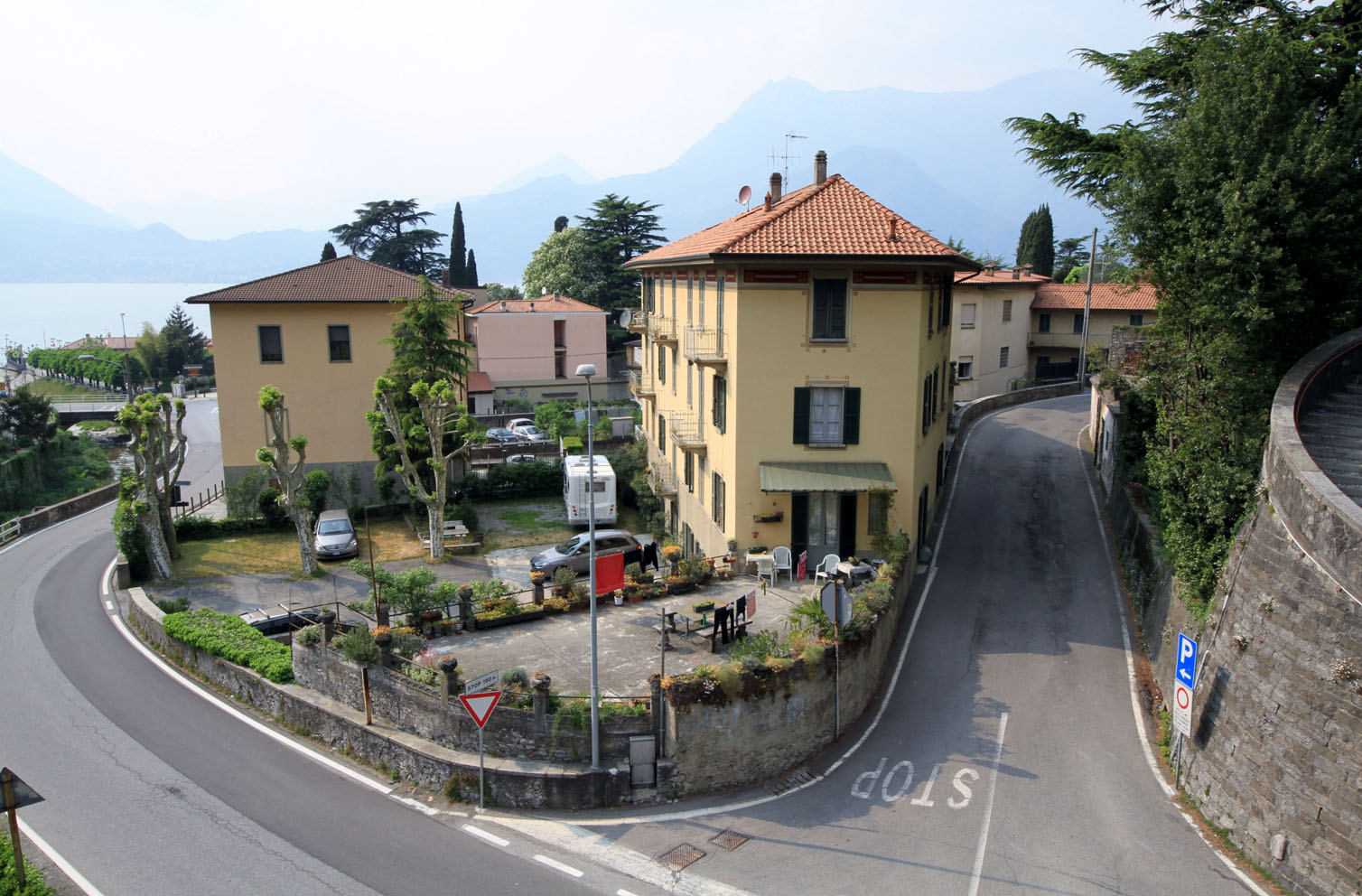
Abitato di Olivedo
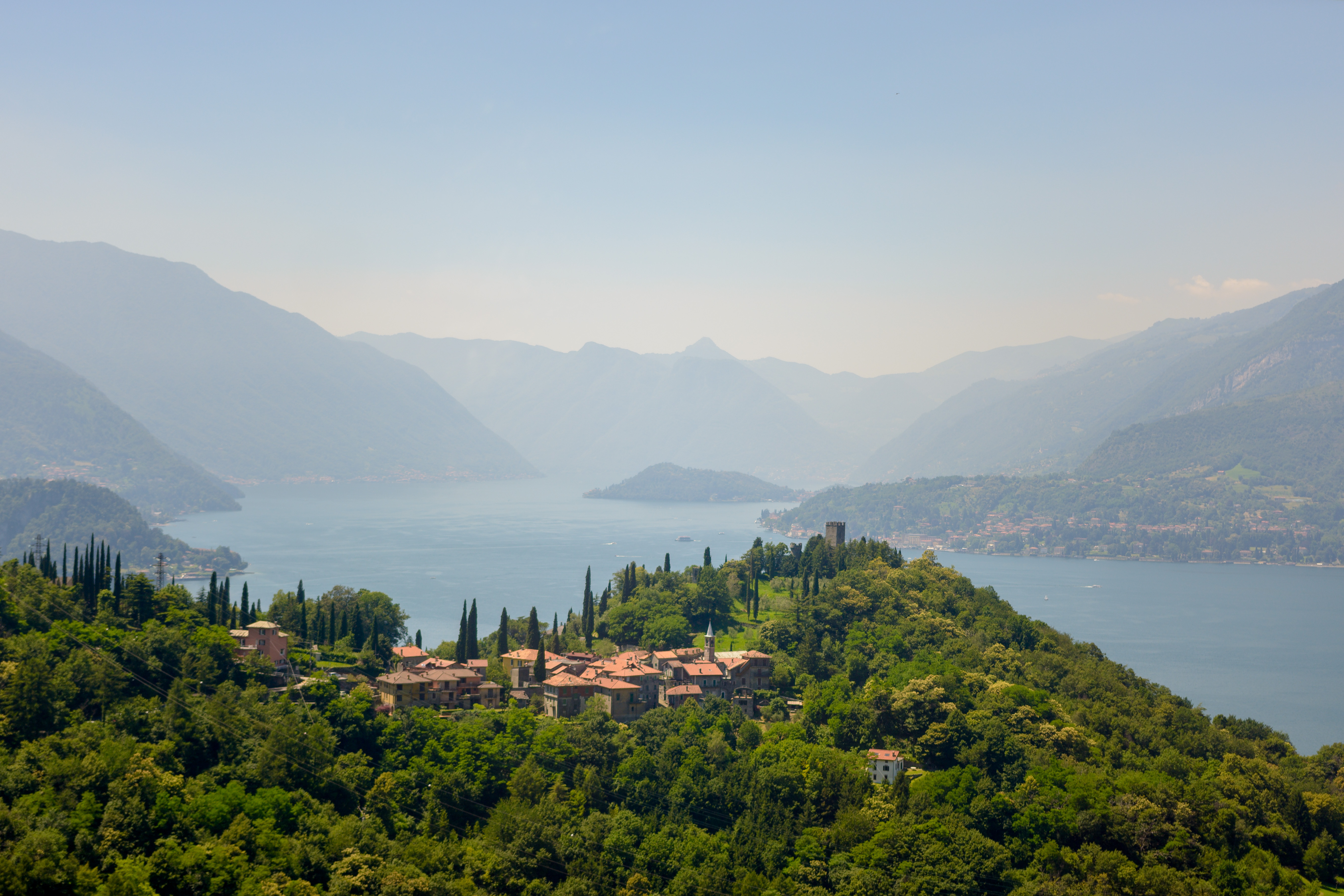
Abitato di Vezio
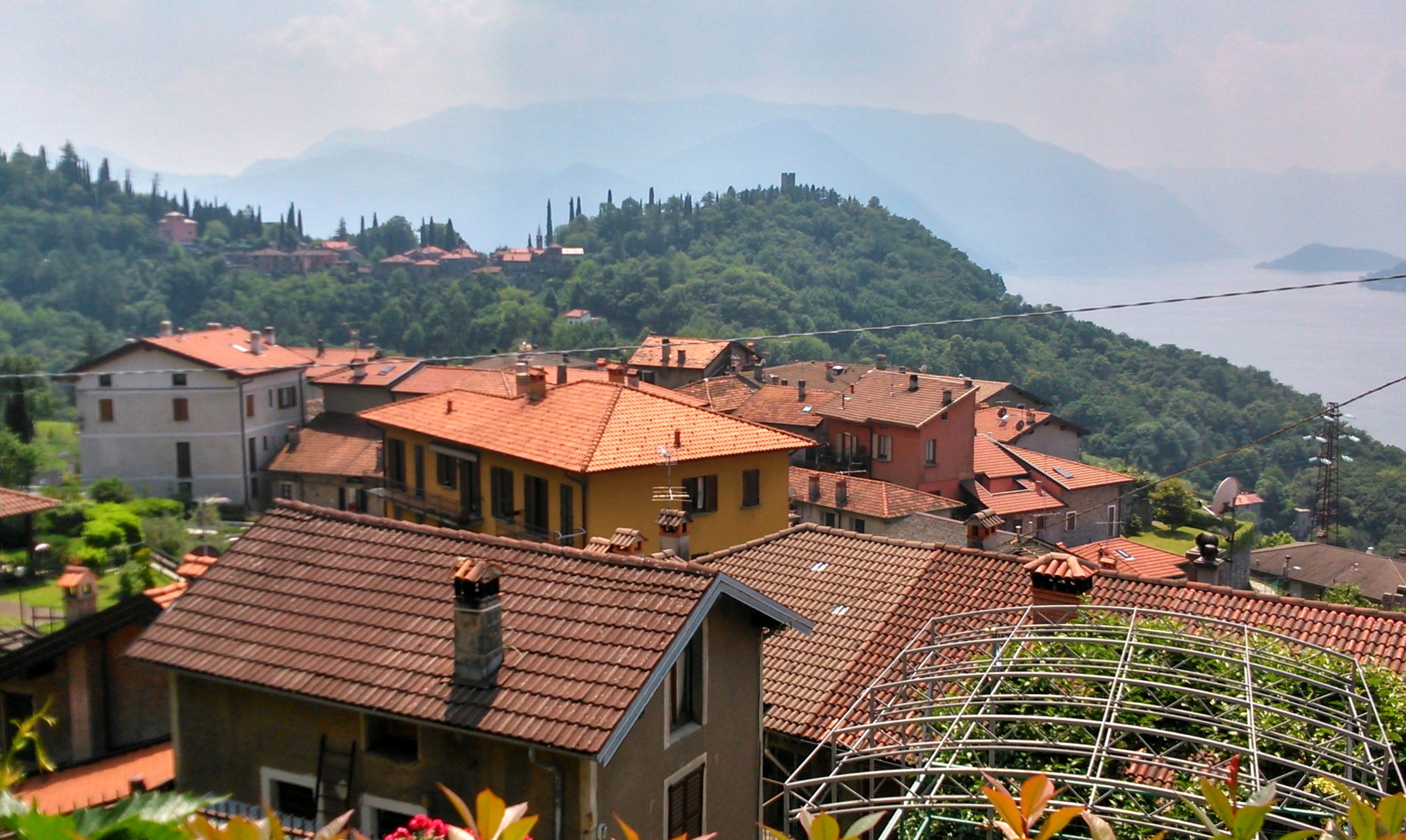
Abitato di Regolo
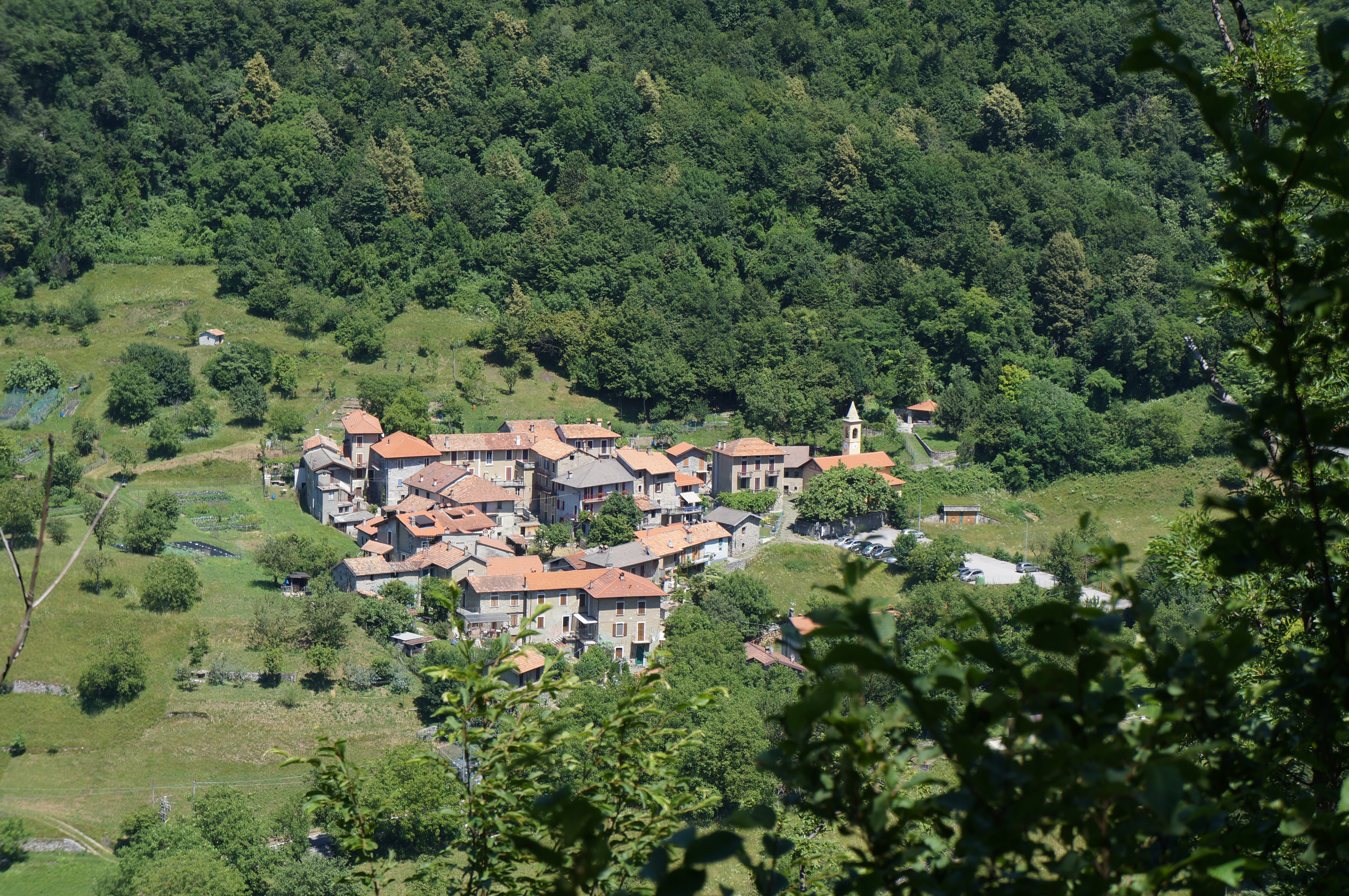
Abitato di Gisazio
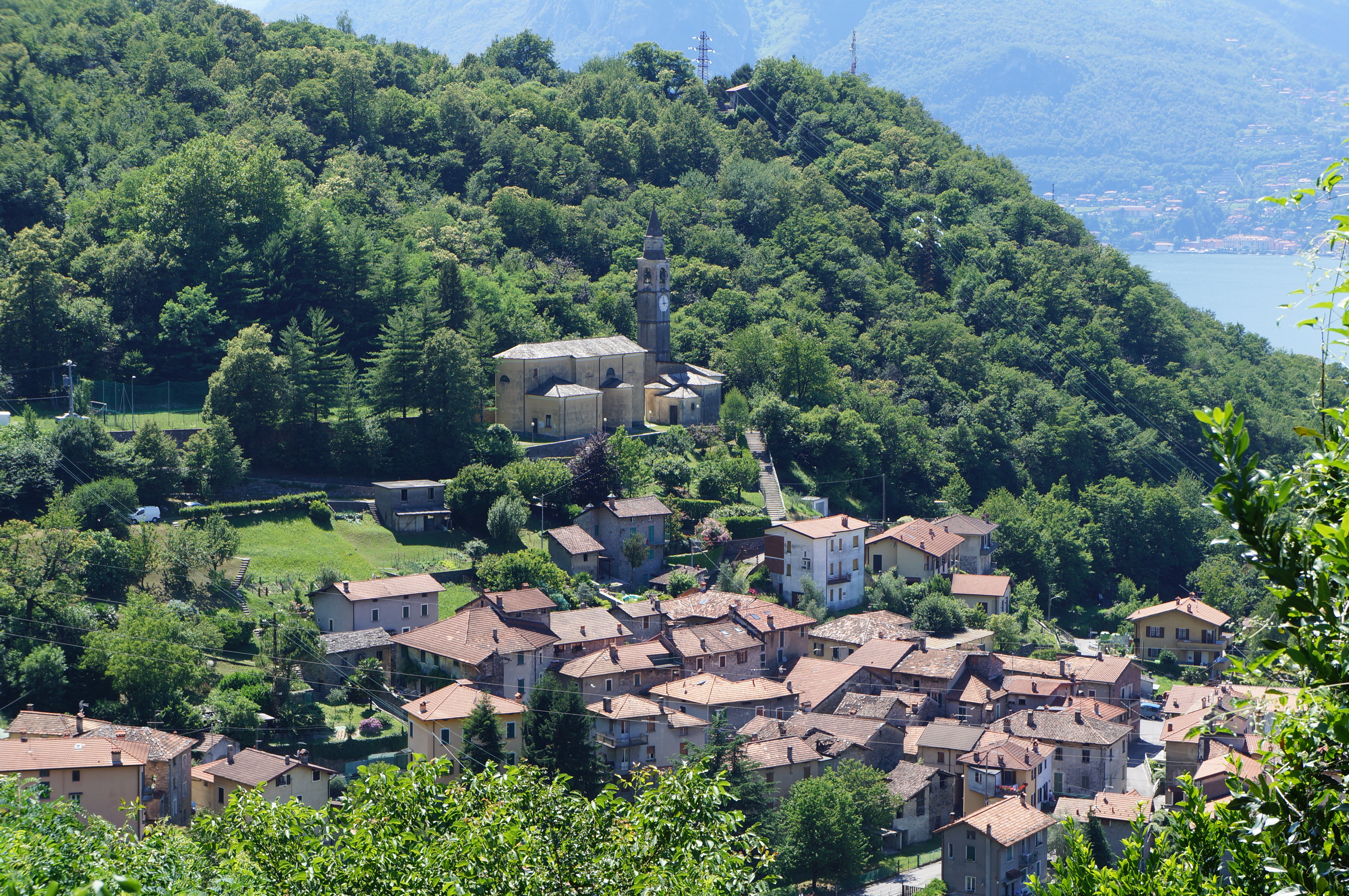
Abitato di Gittana
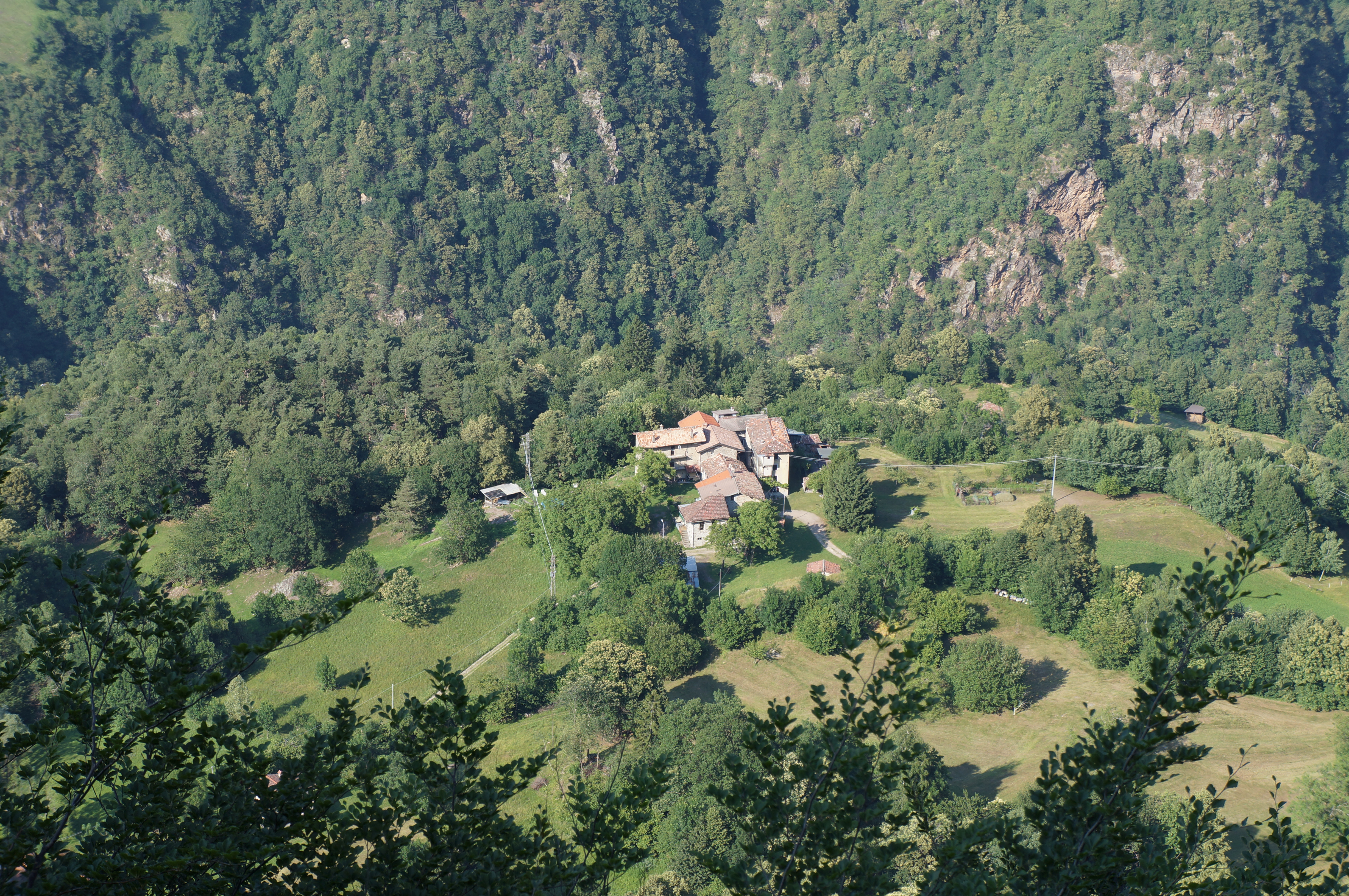
Abitato di Pegnino
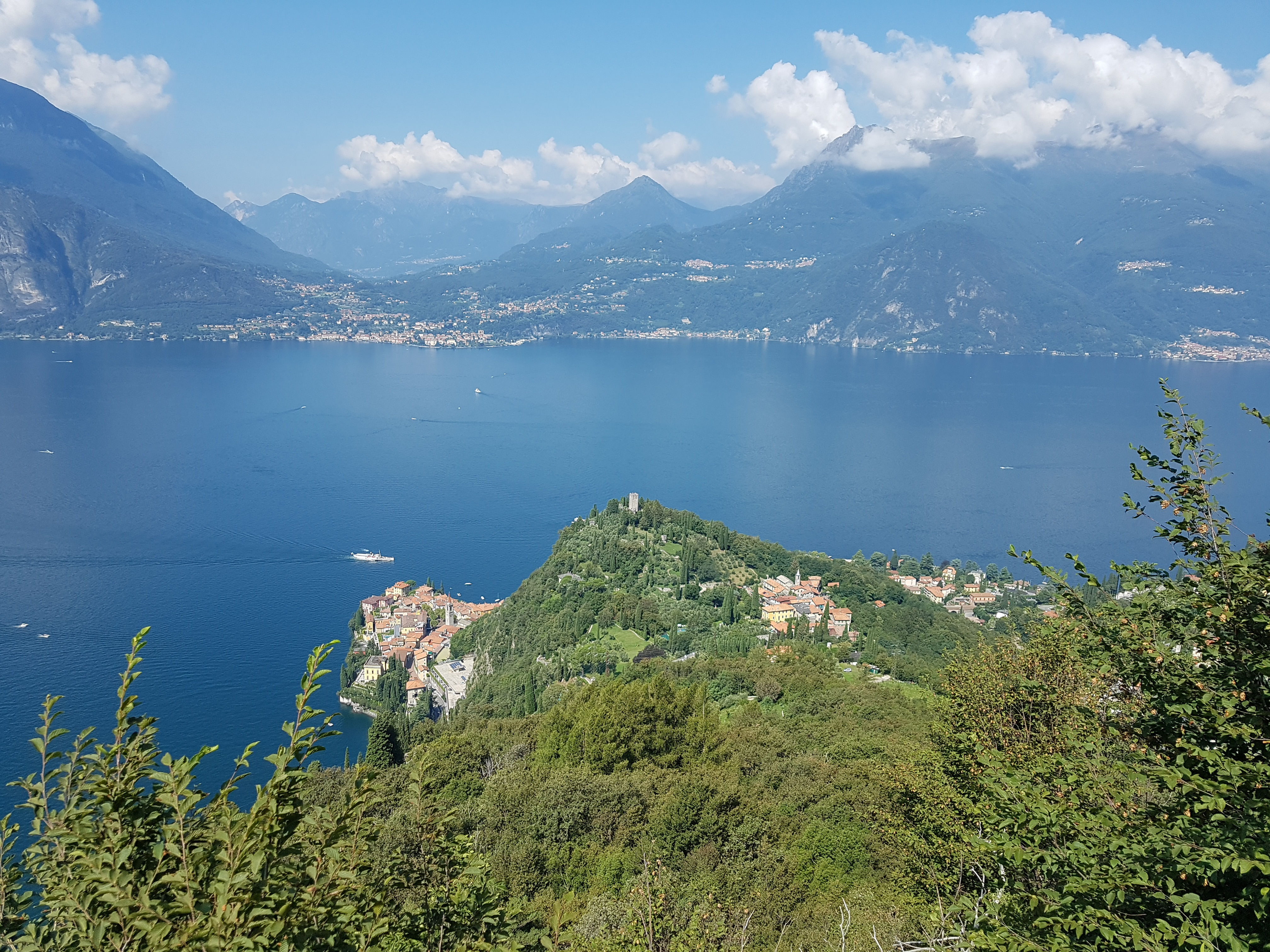
Vista da Croce Monte Fopp

## Economia

### Agricoltura

#### Olio d'oliva di Perledo

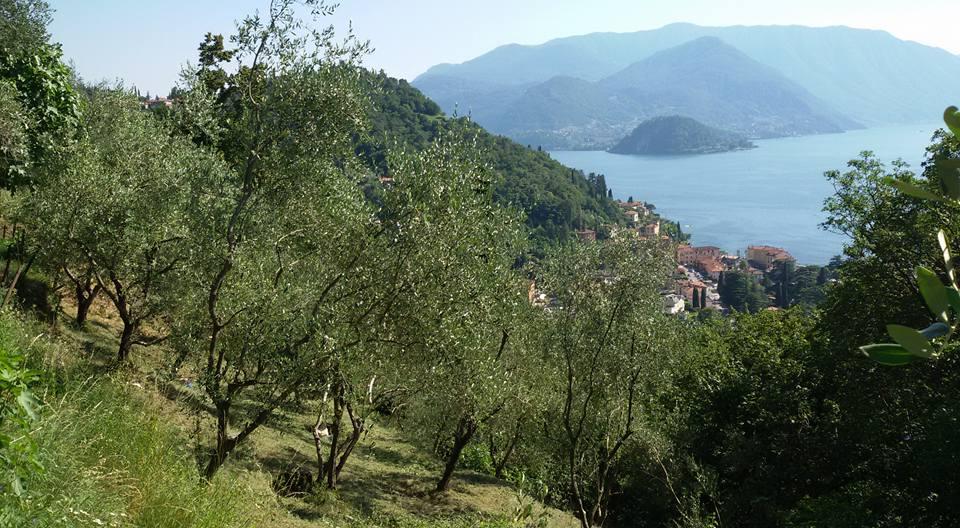
Oliveto a Perledo
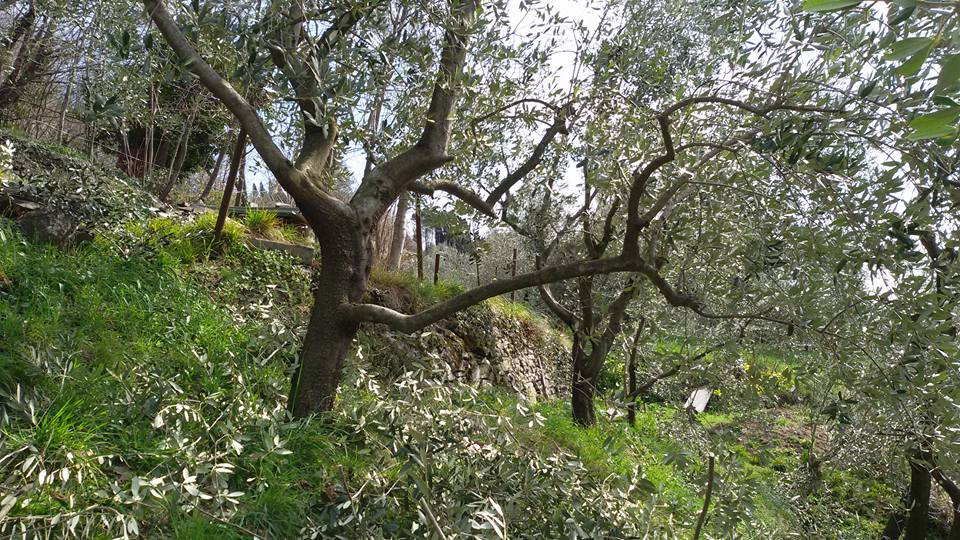
Potatura degli olivi
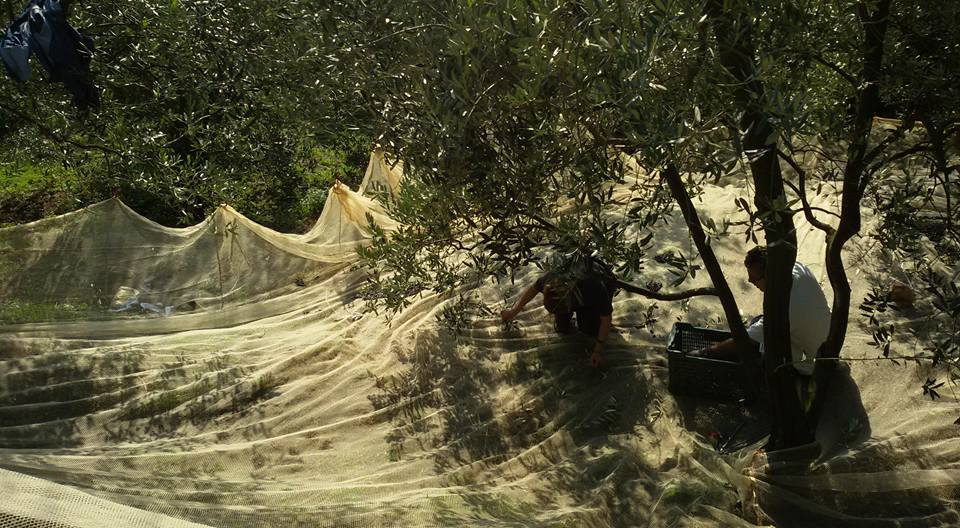
Raccolta delle olive con le reti
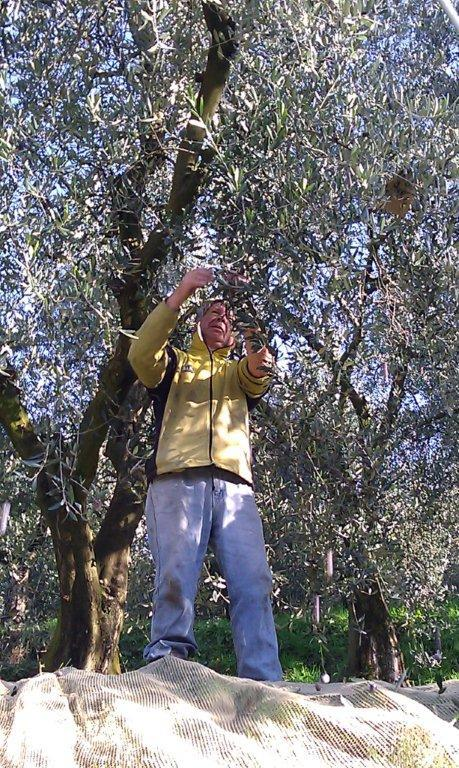
Raccolta manuale delle olive

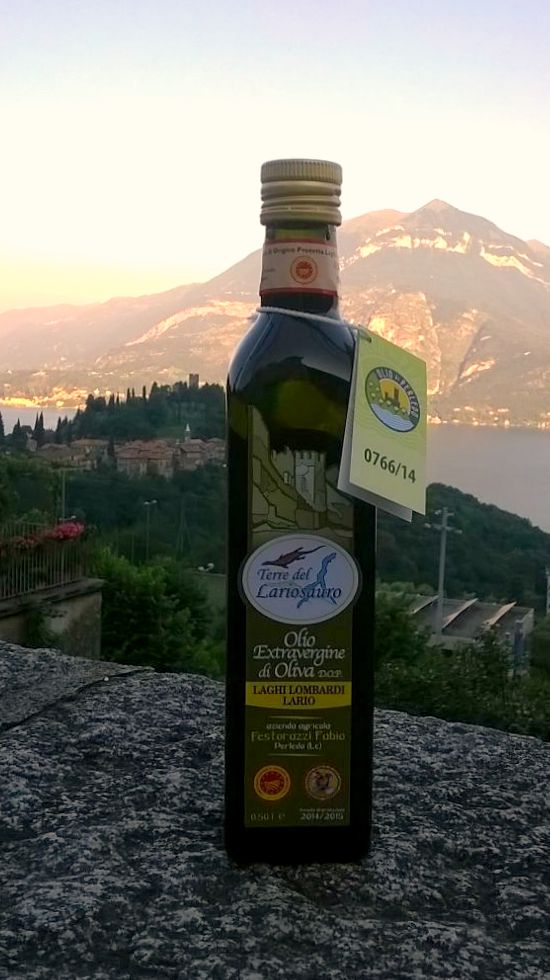
Olio d'oliva di Perledo Terre del Lariosauro

Prodotti tipici storicamente presenti sono l'olio lombardo d'oliva extravergine a cui sono dediti ancora oggi alcune aziende agricole locali, sia nella produzione che nella commercializzazione del prodotto.
Sul territorio è presente il marchio "Olio di Perledo" che soddisfa la denominazione di origine protetta (DOP) Olio dei Laghi Lombardi Lario.
Nel maggio 2015 l'Olio di Perledo è divenuto un marchio riconosciuto dal Ministero dello Sviluppo Economico, come marchio collettivo di qualità.

#### Altri prodotti dell'agricoltura
Recentemente si è assistito ad un ritorno alle tradizioni agricole proprie di Perledo e con queste ripristinate alcune produzioni tipiche di agricoltura biologica come miele, frutta e verdura.

### Artigianato
Nello Strumento Urbanistico comunale, in località Campallo, è identificata una zona privilegiata per gli insediamenti artigianali e vi hanno trovato sede diverse realtà imprenditoriali del territorio nella lavorazione del legno, nella produzione di saracinesche, nel campo edile e termoidraulico.

### Servizi
Tra le attività più importanti e significative del territorio di Perledo vi è l'opera dell'Istituto Sacra Famiglia, distaccamento della Fondazione Istituto Sacra Famiglia di Cesano Boscone Onlus. La struttura è dislocata a Regoledo, frazione del comune, e sorge in una struttura che un tempo era Istituto Climatico di pregio. Oltre ad ospitare persone con disabilità da giugno 2017 accoglie al proprio interno in un appartamento 6 richiedenti asilo nell'ambito di un progetto Sprar. Nell'abitato di Perledo dal 1909 è presente un asilo.

### Reddito medio per abitante
Nel 2011 il reddito medio per abitante è stato pari a 13784 €

## Infrastrutture e trasporti

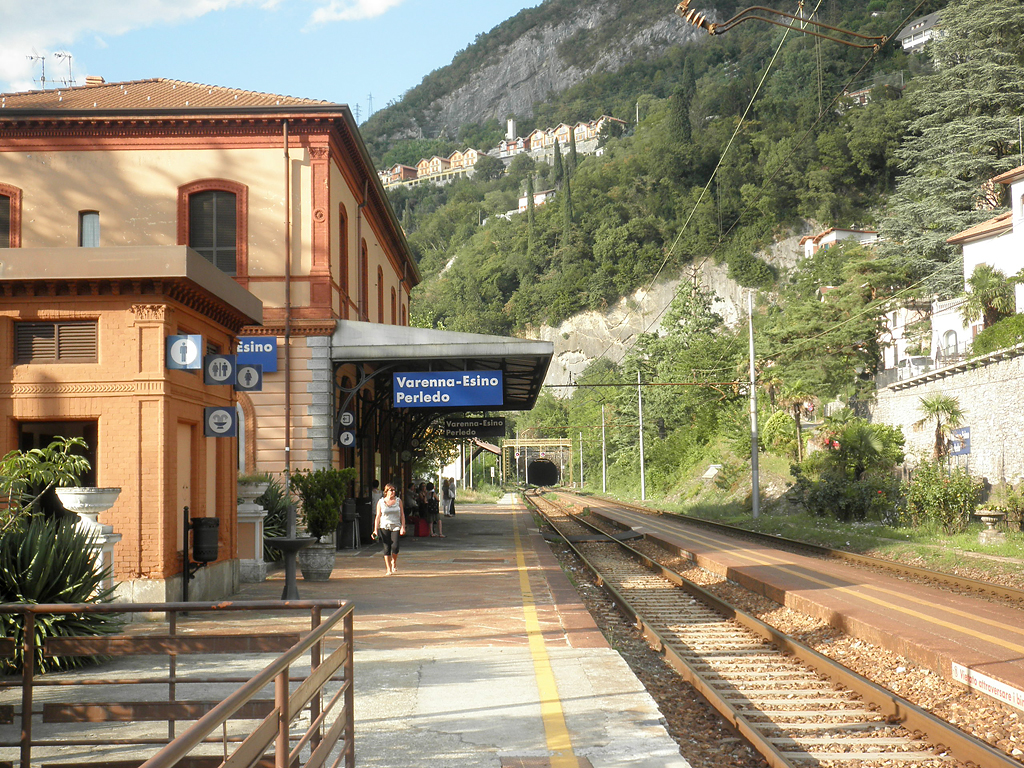
Stazione ferroviaria

Oltre al lago di Como, tradizionale via di comunicazione con traghetti e battelli che partono da Varenna e che attraversano il lago, Perledo usufruisce della viabilità realizzata lungo la sponda destra dello stesso, denominata strada provinciale 72 che conduce a Bellano e interessa le frazioni di Olivedo e Riva di Gittana. All'altezza della foce del torrente Esino, in località Olivedo si accede alla strada provinciale 65, che porta a Cortenova passando per Esino Lario e Parlasco. A Parlasco la strada provinciale 65 si interseca con la strada provinciale 73, mentre a Cortenova al SP 65 si interseca con la strada provinciale della Valsassina 62, a conclusione del Passo Agueglio (1142 m s.l.m.) permettendo così il collegamento con la Valsassina. 

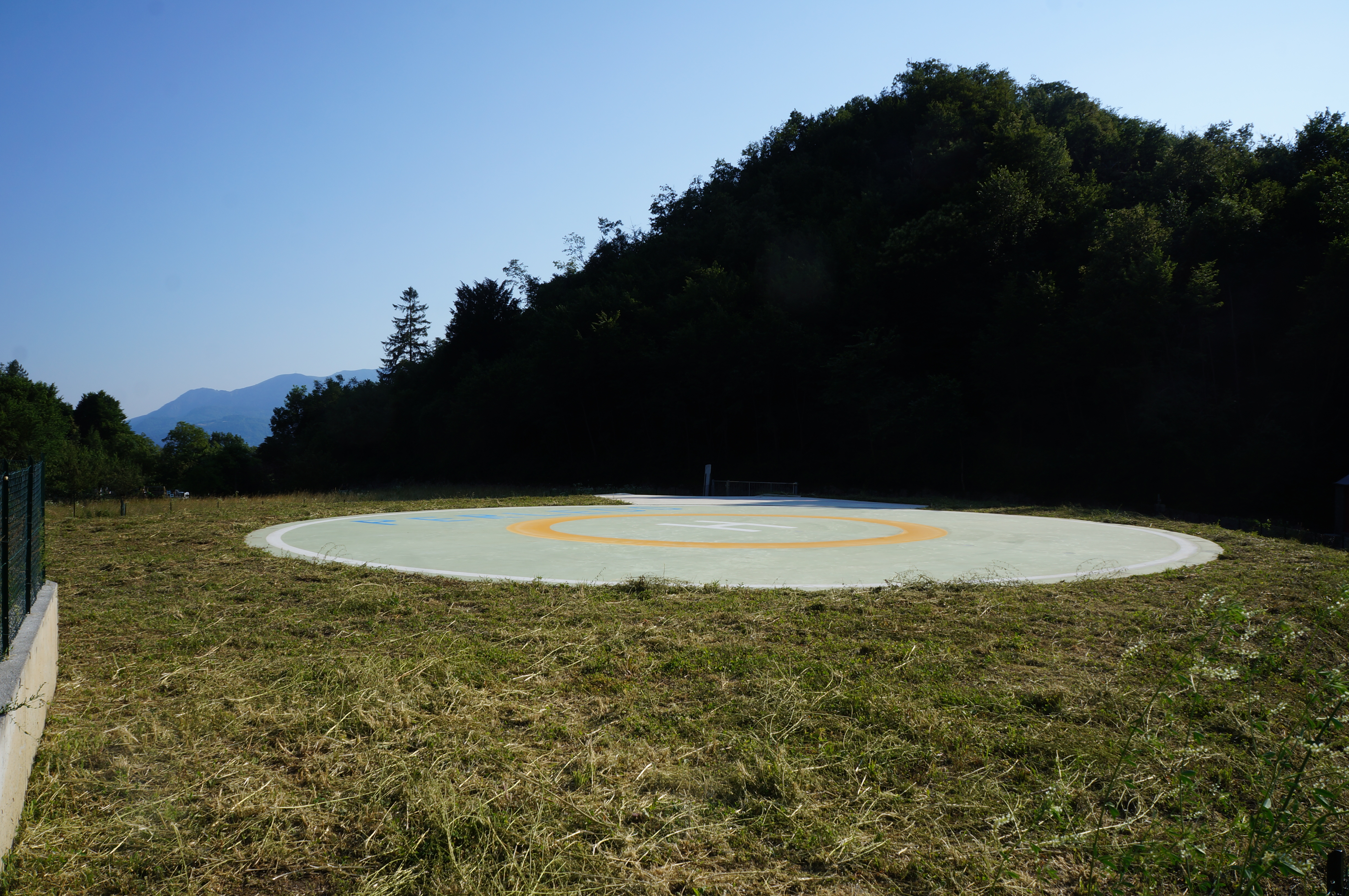
Elisuperficie di Bologna

Tale itinerario, in una chiave di marketing territoriale, è stato rinominato Scenic Route 65, sul modello delle strade panoramiche statunitensi, per valorizzare la particolare vista che si può avere nei vari punti del percorso.
Non vi sono invece uscite a Perledo per la strada statale 36 che unisce la Valtellina a Cinisello Balsamo ed è necessario prendere l'uscita di Bonzeno, frazione di Bellano, quindi proseguire sulla strada provinciale 62 in direzione Bellano centro per 2 km e imboccare la strada provinciale 72 in direzione Lecco per altri 4 km.
La Stazione di Varenna-Esino-Perledo, posta sulla Lecco-Sondrio, è servita da treni regionali di Trenord nell'ambito del contratto di servizio stipulato con la Regione Lombardia. Un secondo impianto ferroviario, la fermata di Regoledo, soppresso nella seconda metà del XX secolo, consentiva l'interscambio con la funicolare di Regoledo che conduceva al Grand Hotel, uno stabilimento idroterapico in seguito trasformato in casa di cura.
Dal 2018 in località Bologna è presente una elisuperficie, piazzola destinata all'atterraggio e presa in volo del soccorso con elicottero.
I collegamenti interurbani sono garantiti dagli autoservizi pubblici gestiti dalla Società Consortile Lecco Trasporti. Sono attive convenzioni per trasporto pubblico non di linea (taxi) con autovetture dalla Stazione di Varenna-Esino-Perledo. L'amministrazione comunale non ha invece convenzioni per trasporto pubblico di persone sul Lago di Como.

### Le mulattiere
L'intero territorio comunale di Perledo è attraversato da mulattiere che congiungono i centri abitati alla campagna vera e propria. La mulattiera più importante ha tratti di roccia levigata ed è fiancheggiata da muretti realizzati a secco con pietre e sassi trovati sul luogo, inizia nella frazione di Olivedo e porta all'abitato di Perledo passando per la frazione di Regolo. Il suo percorso non è agevole da percorrere a piedi e nemmeno in bicicletta date le pendenze e le asperità presenti. Oggi le mulattiere sono ad uso quasi esclusivo dei turisti e villeggianti che le preferiscono ai tratti di strada asfaltata, in passato invece permetteva di raggiungere con i muli i terreni agricoli e i boschi.

## Amministrazione
Nel 1798 nell'ambito della Repubblica Cisalpina, con legge 5 fiorile, anno VI, il comune di Perledo venne incluso nel distretto III della Riviera con capoluogo Bellano. A seguire, con legge 11 vendemmiale anno VII, fu inserito nel distretto III di Bellano. E nel maggio del 1801 (legge 23 fiorile anno IX), Perledo venne inquadrato nel distretto IV di Lecco del dipartimento del Lario. Con decreto 14 novembre 1802, il comune di Perledo venne ricollocato nel II distretto ex milanese con capoluogo Taceno.
Con l’organizzazione del dipartimento del Lario nel regno d’Italia (decreto 8 giugno 1805 a), il comune di Perledo venne ad appartenere al cantone II di Taceno del distretto IV di Lecco. Con decreto 4 novembre 1809 b il comune di Perledo era inserito nel cantone V di Bellano del distretto III di Menaggio, nel quale fu confermato con il successivo compartimento territoriale del dipartimento del Lario (decreto 30 luglio 1812).
La legge del 23 ottobre 1859 detta legge Rattazzi, inquadrava il Comune di Perledo nel regno di Sardegna. Il comune era retto da un consiglio di quindici membri elettivi e da una giunta di due membri espressione del consiglio. Da un punto di vista sovracomunale venne incluso nel mandamento X di Bellano, circondario I di Como, provincia di Como, alla guida di Giacomo Venini, sotto la presidenza del Commissario Regio e prefetto di Como, Francesco Peluso.
In base alla legge sull’ordinamento comunale del 1865 il comune veniva amministrato da un sindaco, da una giunta e da un consiglio.
Nel 1924 il comune risultava incluso nel circondario di Como della provincia di Como.
Nel 1926 il comune veniva amministrato da un podestà.
Con Regio Decreto n. 1716 del 28 giugno 1928 il comune viene soppresso ed accorpato al comune di Varenna.
Su istanza, con Decreto del Presidente della Repubblica N. 469, il 30 maggio 1953, si annulla il provvedimento di soppressione.

### Sindaci di Perledo[49]
| 1454      | Iacobo del Forno. Pietro Inviti.                                           |
| 1455      | Francesco de Fumeo del fu Bernardino, Pietro Festorazzi del fu Bartolomeo. |
| 1569      | Paolo de Gero. Pietro Bergami.                                             |
| 1570      | Giov. Antonio Penna. Giacomo Pizzotti. Paolo Tondelli.                     |
| 1573      | Tomaso de Tarelli del fu Ambrogio.                                         |
| 1575      | Tomaso de Tarelli del fu Ambrogio.                                         |
| 1580      | Paolo de Fonio del fu Io. Maria. Paolo de Fonio del fu Pietro Panighetti.  |
| 1584      | Paolo Panighetti de Fonio del fu Paolo.                                    |
| 1596      | Cesare Bergamo fisico.                                                     |
| 1661      | Bartolomeo Festorazzi del fu Pietro.                                       |
| 1693      | Baldassare Cariboni.                                                       |
| 1696      | Francesco Tarelli.                                                         |
| 1698      | Francesco Ongania.                                                         |
| 1699      | Francesco Tarelli.                                                         |
| 1700      | Antonio Maria Matarelli del fu Antonio.                                    |
| 1701      | Antonio Maria Matarelli del fu Antonio.                                    |
| 1702-1712 | Francesco Ongania.                                                         |
| 1718      | Giovanni Antonio Dalla Mano.                                               |
| 1722-1726 | Pietro Antonio Fumeo.                                                      |
| 1727      | Antonio Maria Matarelli,                                                   |
| 1728      | Carlo Conca del fu Domenico.                                               |
| 1730      | Paolo Conca.                                                               |
| 1732      | Carlo Conca del fu Domenico.                                               |
| 1743      | Giovanni Francesco Borlengo. Giov. Battista Fumeo.                         |
| 1748      | Francesco Ongania. Carlo Francesco Maglia.                                 |
| 1752      | Francesco Tarelli. Giov. Francesco Borlengo.                               |
| 1756      | Giovanni Francesco Borlengo.                                               |
| 1763      | Giov. Battista Fumeo.                                                      |
| 1764      | Martino Ongania.                                                           |
| 1769      | Giov. Francesco Borlengo.                                                  |
| 1771      | Giov. Battista Fumeo.                                                      |
| 1779-1783 | Carlo Antonio Greppi.                                                      |
| 1783      | Giov. Battista Conca.                                                      |
| 1796      | Bartolomeo Ongania. [p. 451 modifica]                                      |
| 1800      | Giorgio Brenta.                                                            |
| 1863      | Maglia Paolo.                                                              |
| 1873      | Benzoni Antonio.                                                           |
| 1876      | Fumeo Pietro.                                                              |
| 1878      | Festorazzi Giuseppe.                                                       |
| 1905      | Faggi Carlo.                                                               |
| 1910      | Invitti Paolo.                                                             |
| 1921      | Mattarelli Natale                                                          |

| Periodo | Periodo   | Primo cittadino          | Partito                     | Carica  | Note   |
| ------- | --------- | ------------------------ | --------------------------- | ------- | ------ |
| 1953    | 1974      | Giulio Villa             | Democrazia Cristiana        | Sindaco |        |
| 1974    | 1978      | Olga Festorazzi          |                             | Sindaco |        |
| 1978    | 1984      | Giacomo Fumeo            | Partito Socialista Italiano | Sindaco |        |
| 1984    | 1988      | Carlo Erba               | Partito Socialista Italiano | Sindaco |        |
| 1988    | 1993      | Carlo Erba               | Lista Civica                | Sindaco |        |
| 1993    | 1997      | Carlo Erba               | Lista Civica                | Sindaco | [ 57 ] |
| 1997    | 2001      | Carlo Erba               | Lista Civica                | Sindaco | [ 58 ] |
| 2001    | 2006      | Romualdo Sala            | Lista Civica                | Sindaco | [ 59 ] |
| 2006    | 2011      | Carlo Signorelli         | Lista Civica                | Sindaco | [ 60 ] |
| 2011    | 2016      | Carlo Signorelli         | Lista Civica                | Sindaco |        |
| 2016    | 2021      | Fernando De Giambattista | Lista Civica                | Sindaco |        |
| 2021    | in carica | Fabio Festorazzi         | Lista Civica                | Sindaco |        |

### Altre informazioni amministrative
Il comune di Perledo fa parte delle seguenti organizzazioni sovracomunali:
- Comunità montana della Valsassina, Valvarrone, Val d'Esino e Riviera
- Parco regionale della Grigna Settentrionale (zona montana)

## Sport

### Arrampicata
In prossimità del monte San Defendente, in località Agueglio, negli anni Ottanta alcuni chiodatori locali hanno preparato una vera e propria palestra di arrampicata, la più importante sul territorio del comune di Perledo, accessibile in 10 minuti a piedi dalla SP 65 mediante un sentiero di avvicinamento. Il sito conta 23 vie attrezzate di lunghezza variabile e grado di difficoltà compreso tra 6c+ e 8b+. Ulteriorie particolarità della parete è la presenza di un foro all'altezza di 30 metri che ha dato il nome al sito: Falesia Animal House.

## Galleria d'immagini

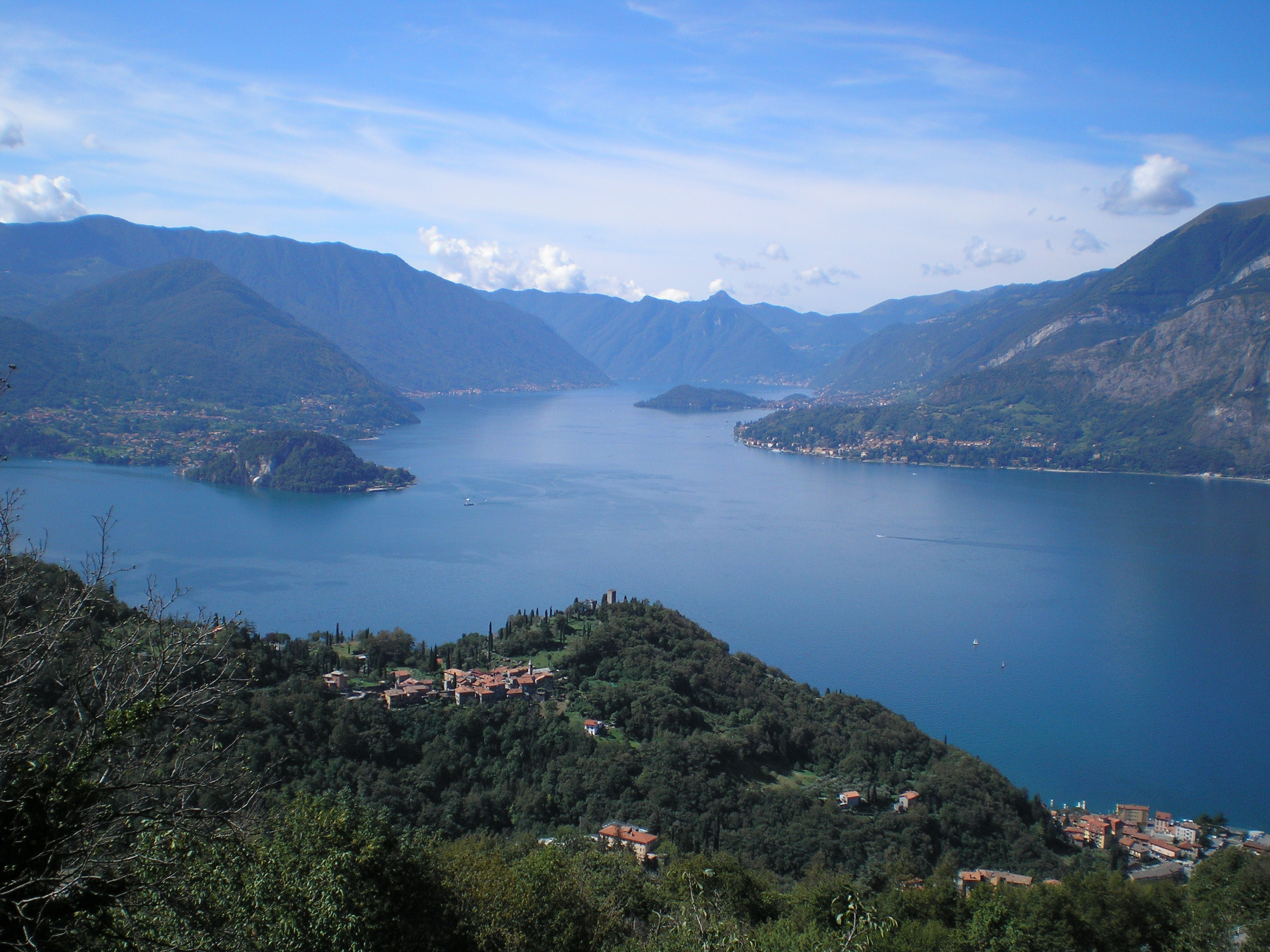
Vista lago da Bologna
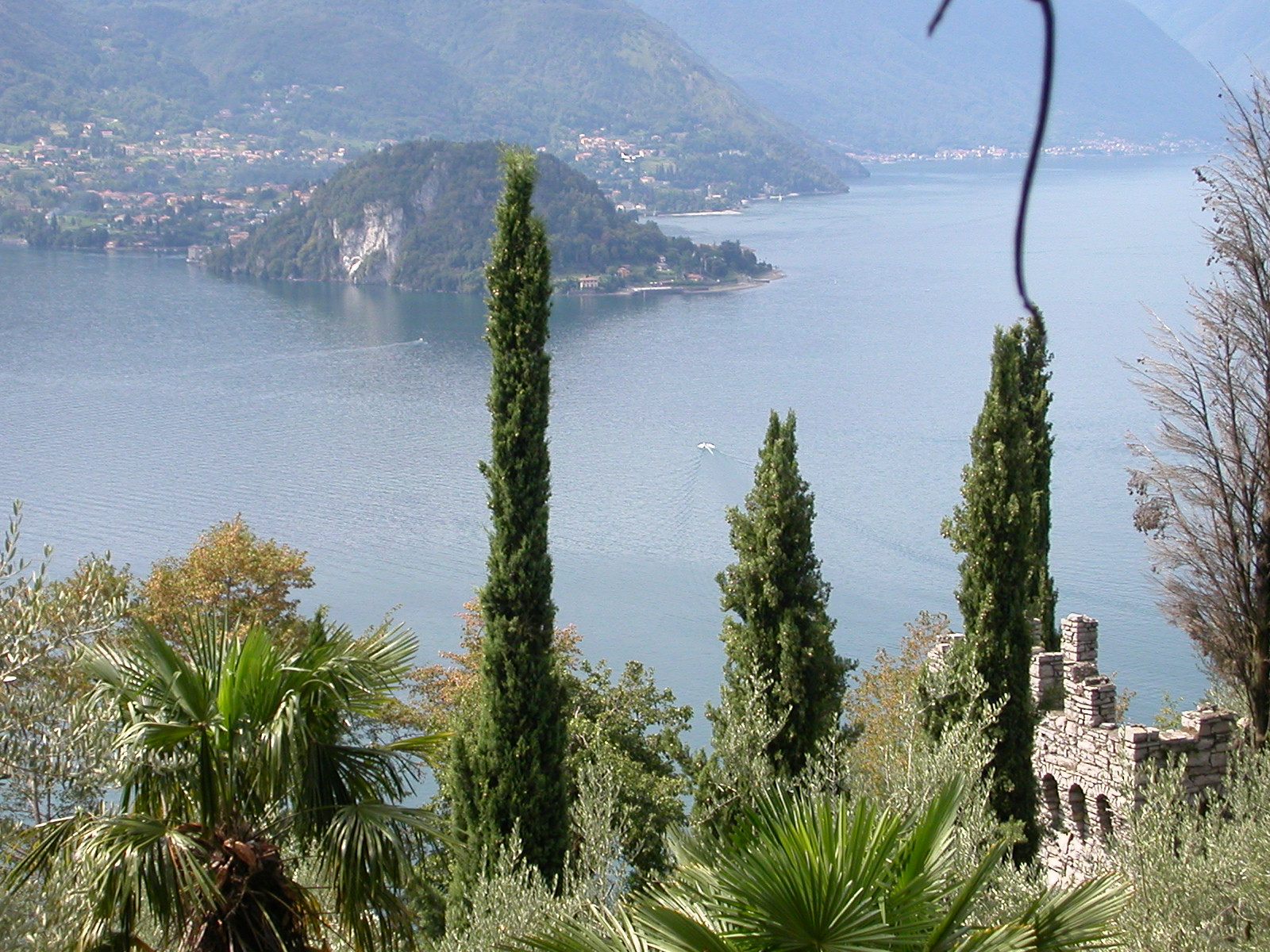
Vista dalla torre del castello di Vezio
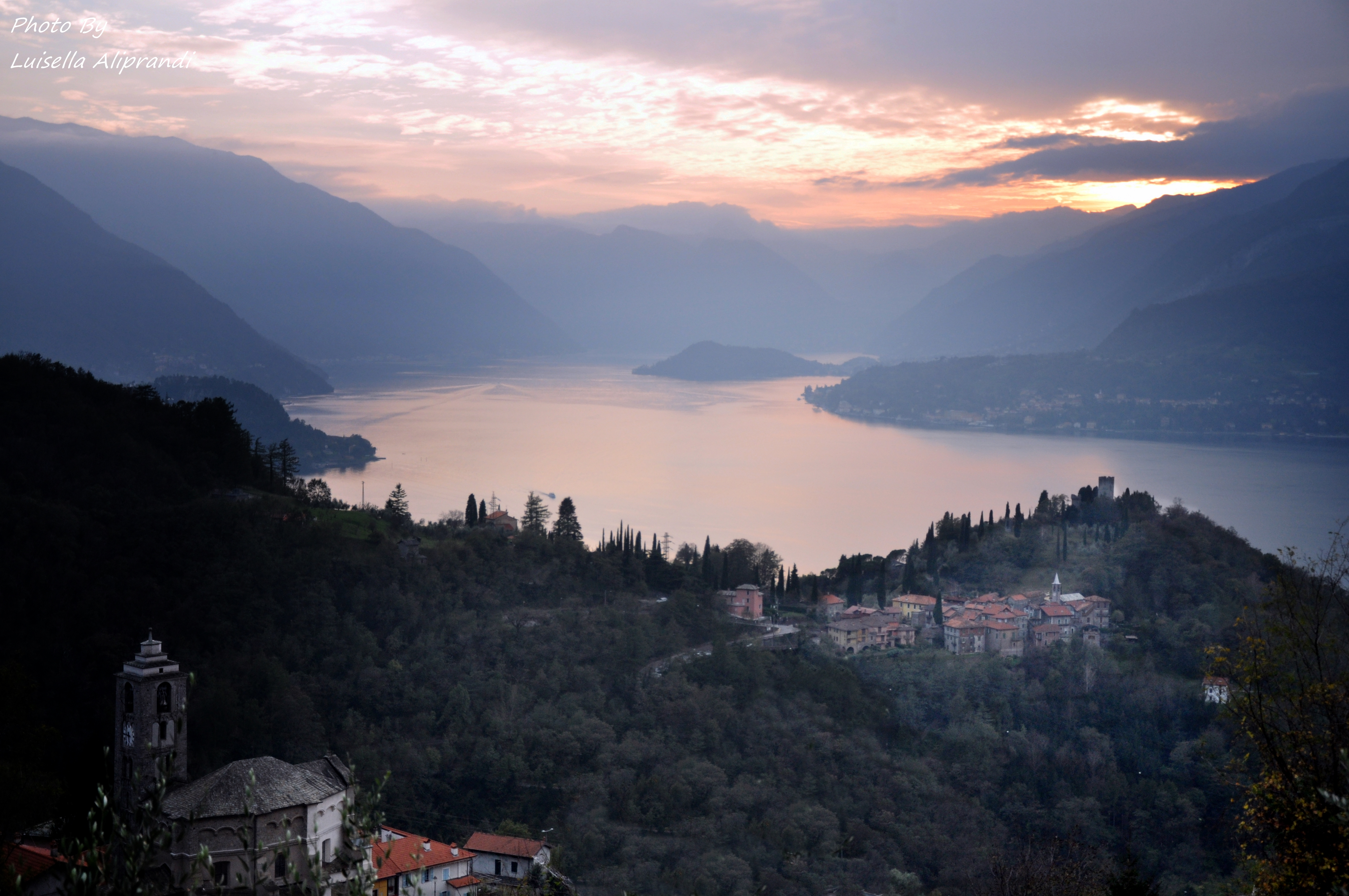
Tramonto da Bologna
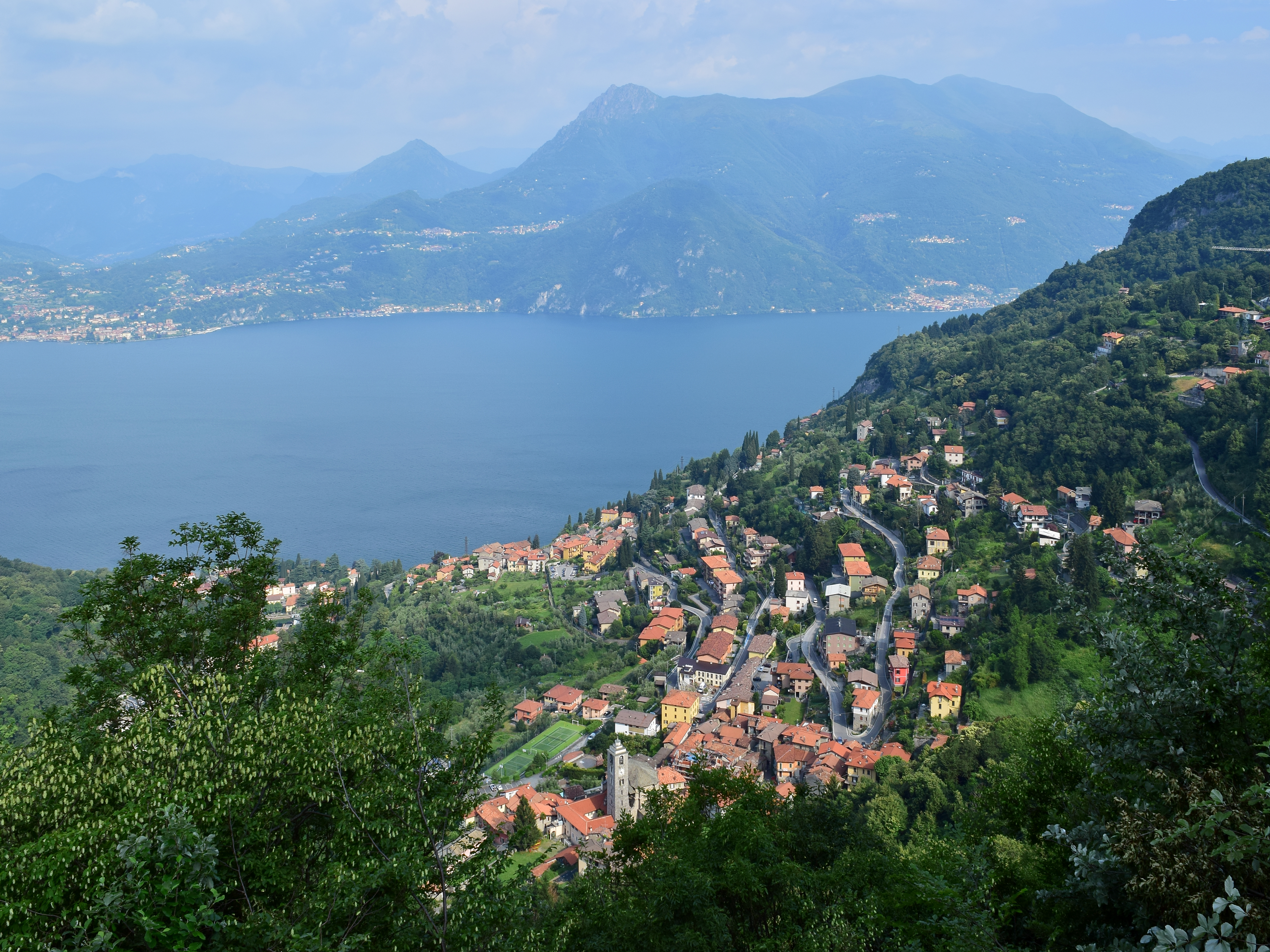
Perledo dal belvedere di Perledo sulla SP65
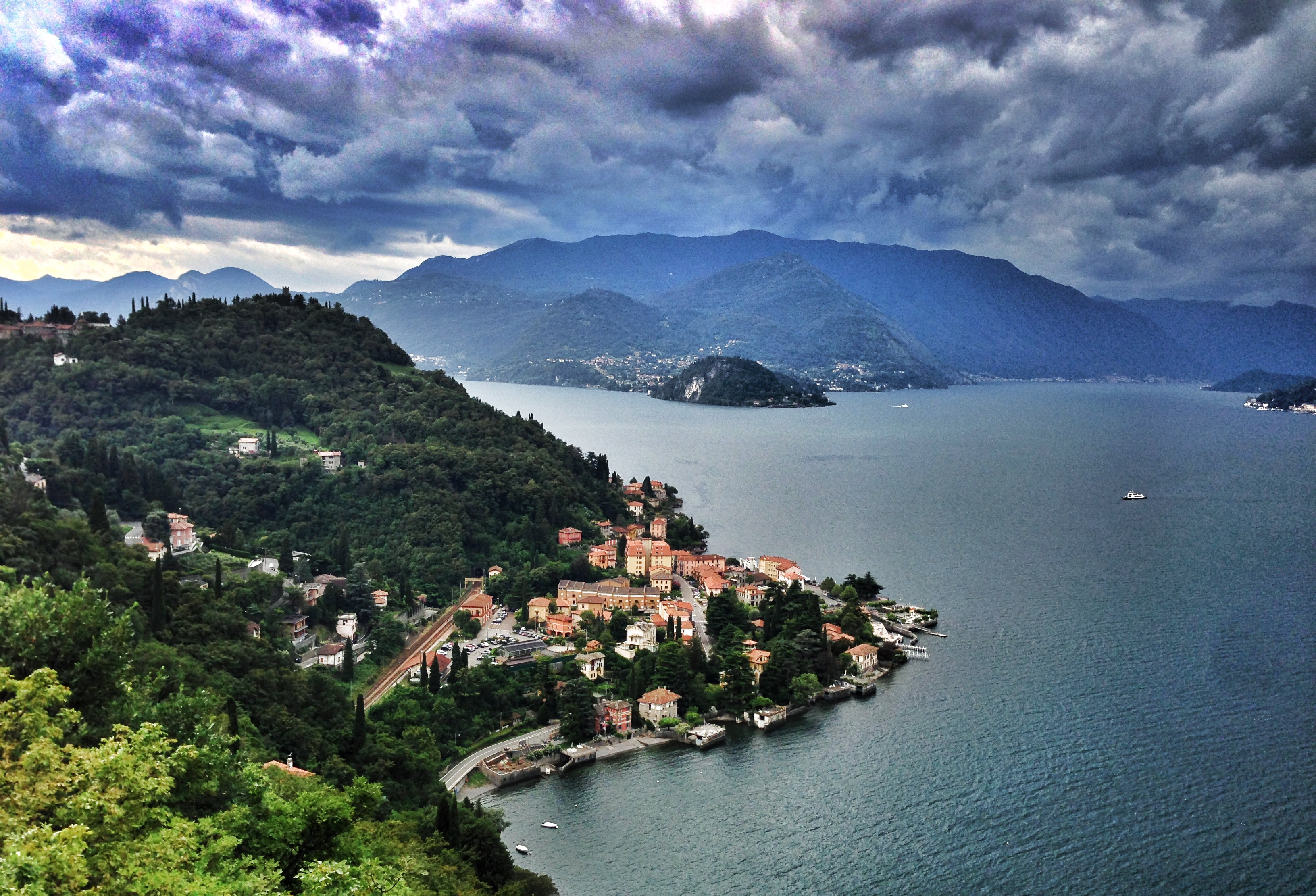
Perledo da Bellano
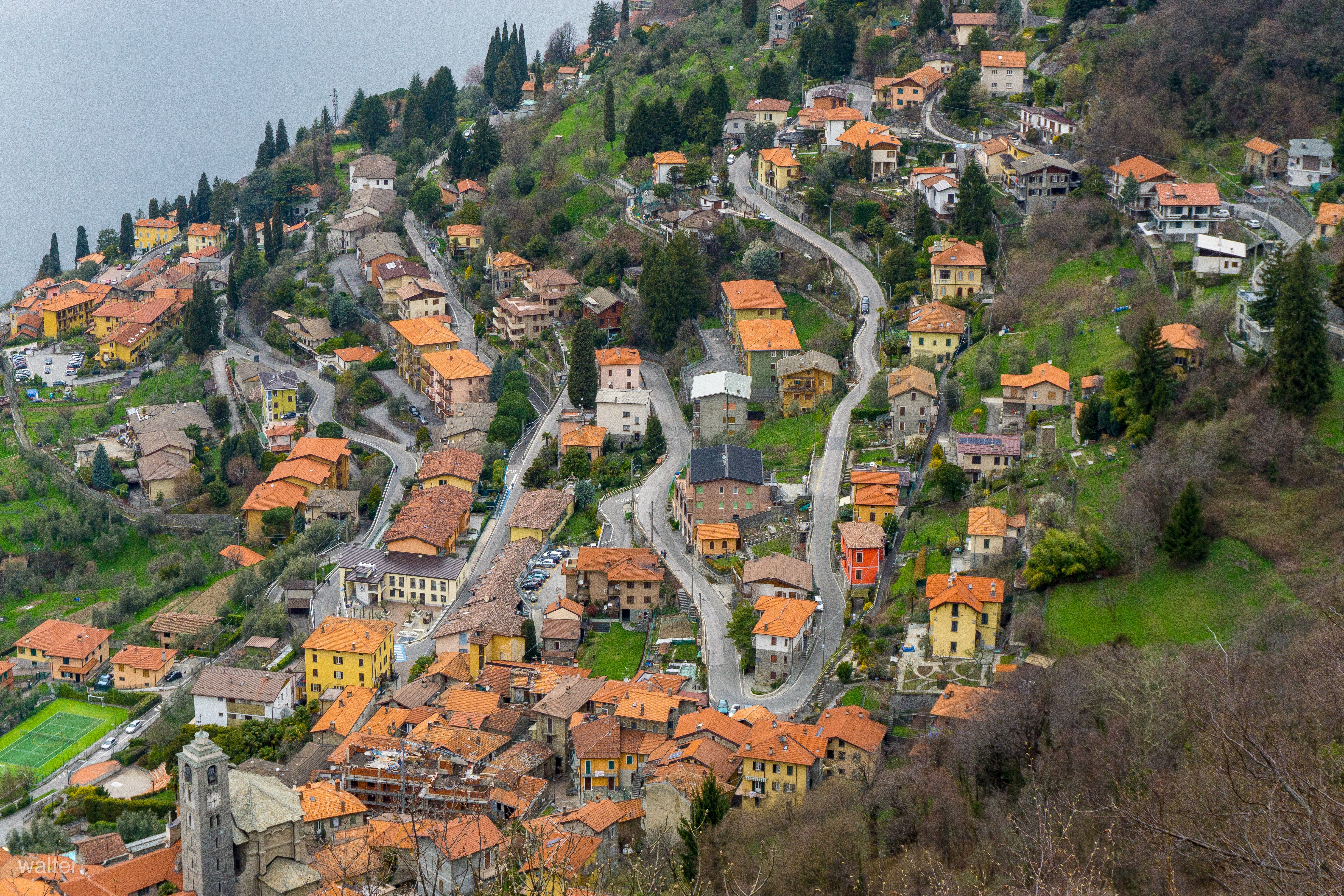
Abitato di Perledo